# Khủng long bạo chúa
Tyrannosaurus (/tɪˌrænəˈsɔːrəs, taɪ-/, có nghĩa là thằn lằn bạo chúa, được lấy từ tiếng Hy Lạp "tyrannos" (τύραννος) nghĩa là "bạo chúa", và "sauros" (σαῦρος) nghĩa là "thằn lằn"), còn được gọi là Khủng long bạo chúa trong văn hóa đại chúng, là một chi khủng long chân thú sống vào cuối kỷ Phấn Trắng. Chi này chỉ gồm một loài duy nhất là Tyrannosaurus rex (thường rút gọn là T. rex). Chúng sinh sống ở nơi ngày nay là phía Tây của Bắc Mỹ, khi đó là một lục địa đảo, tên là Laramidia. Hóa thạch của Tyrannosaurus được tìm thấy trong các thành hệ địa chất có niên đại tầng Maastricht, khoảng 67-65,5 triệu năm về trước, và là một trong những loài khủng long cuối cùng tồn tại trước sự kiện tuyệt chủng Phấn Trắng – Cổ Cận.
Như các loài bạo long chuẩn (Tyrannosauridae) khác, Tyrannosaurus rex là loài ăn thịt đi bằng hai chân, với một hộp sọ lớn và giữ thăng bằng bởi cái đuôi dài, nặng. So với hai chi sau to khỏe, chi trước của Tyrannosaurus thì ngắn nhưng đặc biệt mạnh so với kích thước của nó và có hai ngón có móng vuốt. Mặc dù bị nhiều loài khác vượt qua về kích thước, Tyrannosaurus rex vẫn là bạo long chuẩn lớn nhất và một trong số những động vật ăn thịt lớn nhất mọi thời đại. Mẫu vật hoàn chỉnh nhất dài 12,3 m (40 ft), cao 4 mét (13 ft) tới hông (13 feet) và nặng 6,8 tấn (7,5 tấn Mỹ). Là động vật ăn thịt lớn nhất trong khu vực của nó, Tyrannosaurus rex là một động vật ăn thịt đầu bảng, săn khủng long mỏ vịt, khủng long mặt sừng, giáp long và có thể cả khủng long chân thằn lằn, mặc dù vài nhà khoa học xem loài này ăn xác thối. Việc Tyrannosaurus ăn thịt hay xác thối là một trong những chủ đề gây tranh cãi nhiều nhất trong giới cổ sinh vật học; tuy nhiên, hiện nay hầu hết đều đồng ý rằng Tyrannosaurus rex là loài săn mồi cơ hội, thực hiện cả ăn thịt và xác thối. Nó một trong số động vật trên cạn có lực cắn lớn nhất. Hơn 50 mẫu vật Tyrannosaurus rex đã được phát hiện, một vài có bộ xương gần như hoàn chỉnh. Mô mềm và protein đã xuất hiện trong ít nhất một mẫu vật. Thói quen săn mồi, sinh lý học và tốc độ Tyrannosaurus rex là một vài chủ đề tranh cãi. Việc phân loại cũng bị tranh luận, vài nhà khoa học xem Tarbosaurus bataar từ châu Á là một loài Tyrannosaurus và số khác vẫn cho rằng Tarbosaurus là một chi riêng. Nhiều chi Tyrannosauridae Bắc Mỹ cũng đồng nghĩa với Tyrannosaurus.
Vì là loài khủng long ăn thịt cỡ rất lớn được phát hiện từ sớm, Tyrannosaurus là một trong những loài khủng long nổi tiếng nhất kể từ thế kỷ 20, và đã được giới thiệu trong nhiều bộ phim, quảng cáo và tem bưu chính, cũng như nhiều loại phương tiện truyền thông khác.

## Lịch sử nghiên cứu

### Các phát hiện sớm nhất

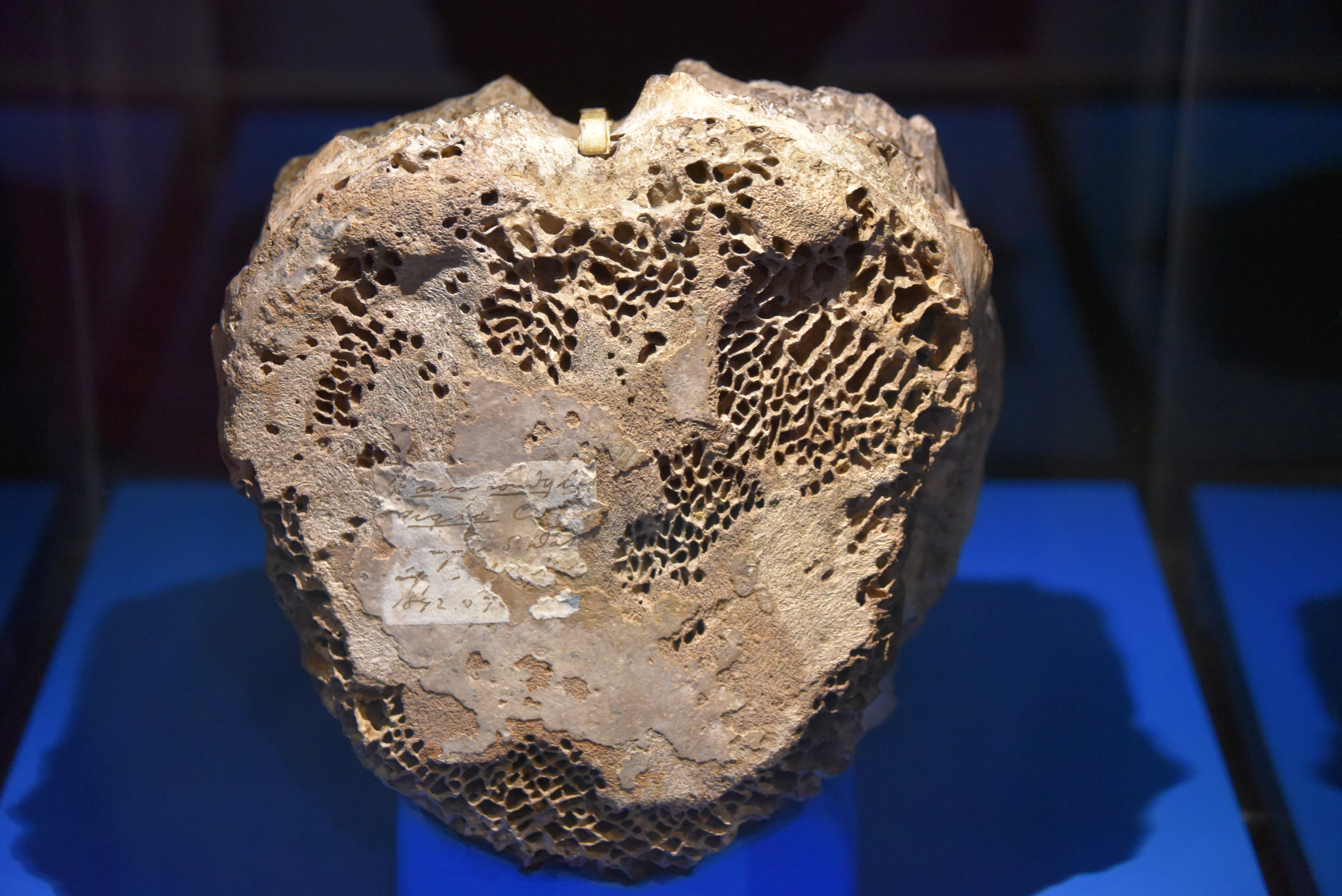
Mẫu điển hình (AMNH 3982) của Manospondylus gigas

Chiếc răng của loài khủng long mà nay được gọi là Tyrannosaurus rex đã được phát hiện vào tháng 7 năm 1874 trên Núi South Table (Colorado) bởi sinh viên Jarvis Hall (Colorado) Peter T. Dotson dưới sự trợ giúp của Giáo sư Arthur Lakes gần Golden, Colorado. Đầu những năm 1890, John Bell Hatcher đã thu thập nhiều mảnh xương hậu sọ ở miền đông Wyoming; bấy giờ chúng được cho là những mảnh xương của loài Ornithomimus grandis (nay được gọi là Deinodon), song giờ đây được đính chính là thuộc về T. rex.
Năm 1892, Edward Drinker Cope tìm thấy hai mảnh đốt xương của một loài khủng long lớn. Cope tin rằng chúng thuộc về một loài khủng long "agathaumid" (ceratopsid) và đặt danh pháp mới cho những mảnh đốt xương này là Manospondylus gigas, tức "đốt sống nhiều lỗ khổng lồ", xuất phát từ sự hiện diện của những lỗ hở mạch máu ông tìm thấy trong mẫu xương. Năm 1907, Hatcher kiểm định lại mẫu M. gigas và kết luận chúng thuộc về một loài khủng long chân thú chứ không phải một loài ceratopsid.
Henry Fairfield Osborn đã nhận thấy sự tương đồng giữa Manospondylus gigas và T. rex sớm nhất tận năm 1917, thời điểm mà cái đốt sống thứ hai của mẫu vật gốc bị thất lạc. Vì đốt sống của Manospondylus quá phân mảnh, Osborn không có cơ sở để coi hai chi phân loại là đồng nghĩa, thay vào đó ông coi chi cổ hơn chưa xác định. Tháng 6 năm 2000, Viện Black Hills tìm thấy bộ xương Tyrannosaurus hoàn chỉnh 10% (BHI 6248) tại một địa điểm dường như chính là nơi tìm thấy M. gigas.

### Phát hiện bộ xương và đặt tên

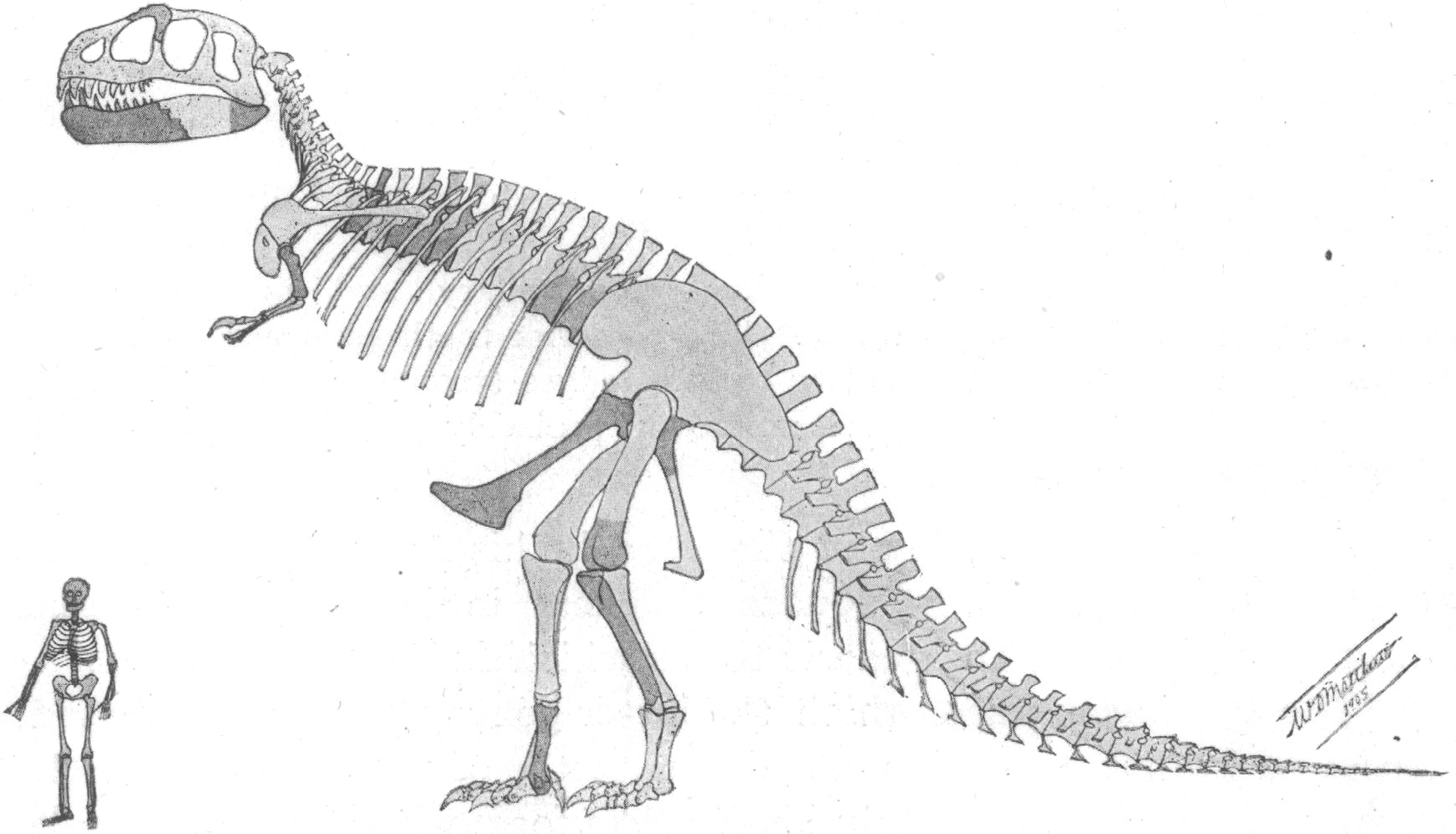
Bản phục dựng khung xương năm 1905 lỗi thời của William D. Matthew, được xuất bản cùng với bài báo mô tả giải phẫu của Osborn

Barnum Brown, trợ lý phụ trách Bảo tàng Lịch sử Tự nhiên Hoa Kỳ, đã phát hiện bộ xương một phần đầu tiên của T. rex ở miền đông Wyoming vào năm 1900. Brown cũng tìm thấy một bộ xương một phần khác ở Thành hệ Hell Creek, Montana vào năm 1902, cấu thành từ khoảng 34 yếu tố xương hóa thạch. Lúc bấy giờ Brown viết "Mỏ đá Số 1 bao gồm một xương đùi, một xương mu, một xương cánh tay, ba đốt sống và hai xương không xác định của một loài khủng long ăn thịt lớn chưa được Marsh mô tả. ... Tôi chưa từng thấy thứ gì như nó bắt nguồn từ kỷ Phấn Trắng." Henry Fairfield Osborn, chủ tịch Bảo tàng Lịch sử Tự nhiên Hoa Kỳ, đặt tên cho bộ xương thứ hai là T. rex vào năm 1905. Danh pháp chi được ghép từ hai từ tiếng Hy Lạp là τύραννος (tyrannos, 'bạo chúa') và σαῦρος (sauros, 'thằn lằn'). Osborn sử dụng từ tiếng Latinh rex, nghĩa là "vua", để đặt danh pháp loài.  Vì vậy, danh pháp hai phần ghép lại nghĩa đen là "vua thằn lằn bạo chúa", theo đó nhấn mạnh kích thước khổng lồ của con vật và ưu thế bá quyền được suy đoán của nó vào thời đại mà nó sinh sống.

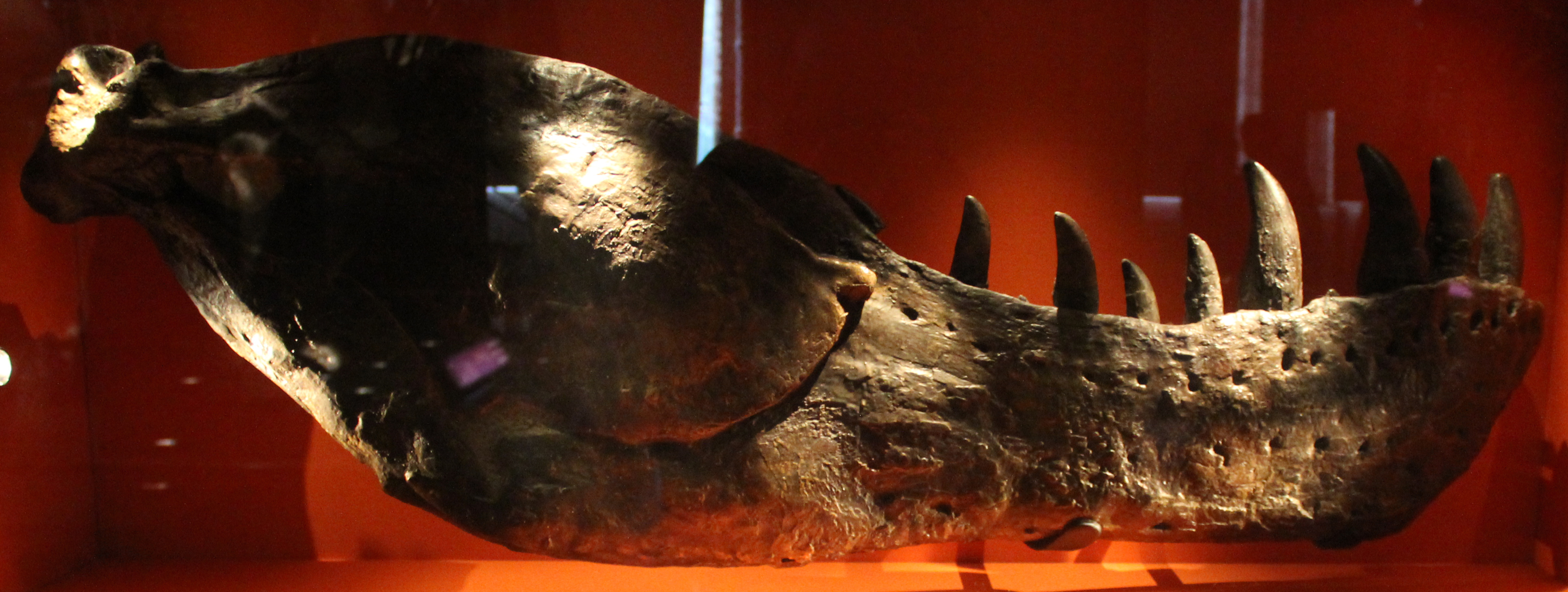
Mẫu định danh Dynamosaurus imperiosus, Bảo tàng Lịch sử Tự nhiên

Osborn đặt tên cho mẫu vật còn lại là Dynamosaurus imperiosus trong một bài báo vào năm 1905. Ngay năm sau, Osborn nhận ra hai bộ xương đều thuộc về cùng một loài và chọn cái tên Tyrannosaurus làm tên chính thức. Mẫu Dynamosaurus gốc hiện đang nằm trong bộ sưu tập của Bảo tàng Lịch sử Tự nhiên, London. Năm 1941, mẫu vật T. rex điển hình được bán cho Bảo tàng Lịch sử Tự nhiên Carnegie ở Pittsburgh, Pennsylvania, với mức giá 7.000 đô-la. Dynamosaurus về sau được vinh danh trong một bài báo năm 2018 của Andrew McDonald và đồng sự, nội dung chính trong đó liên quan đến việc mô tả loài Dynamoterror dynastes với danh pháp được chọn để sao cho giống danh pháp cũ vào năm 1905, sở dĩ vì cái tên đó là cái tên "yêu thích hồi nhỏ" của McDonald.
Kể từ những năm 1910 cho tới cuối những năm 1950, các khám phá của Barnum vẫn là những chứng tích duy nhất ta có về chi Tyrannosaurus, sở dĩ vì cuộc Đại khủng hoảng và các cuộc chiến tranh thế giới lúc bấy giờ đã ngăn cản phần nào quá trình công tác của giới cổ sinh vật học.

### Mối quan tâm trở lại

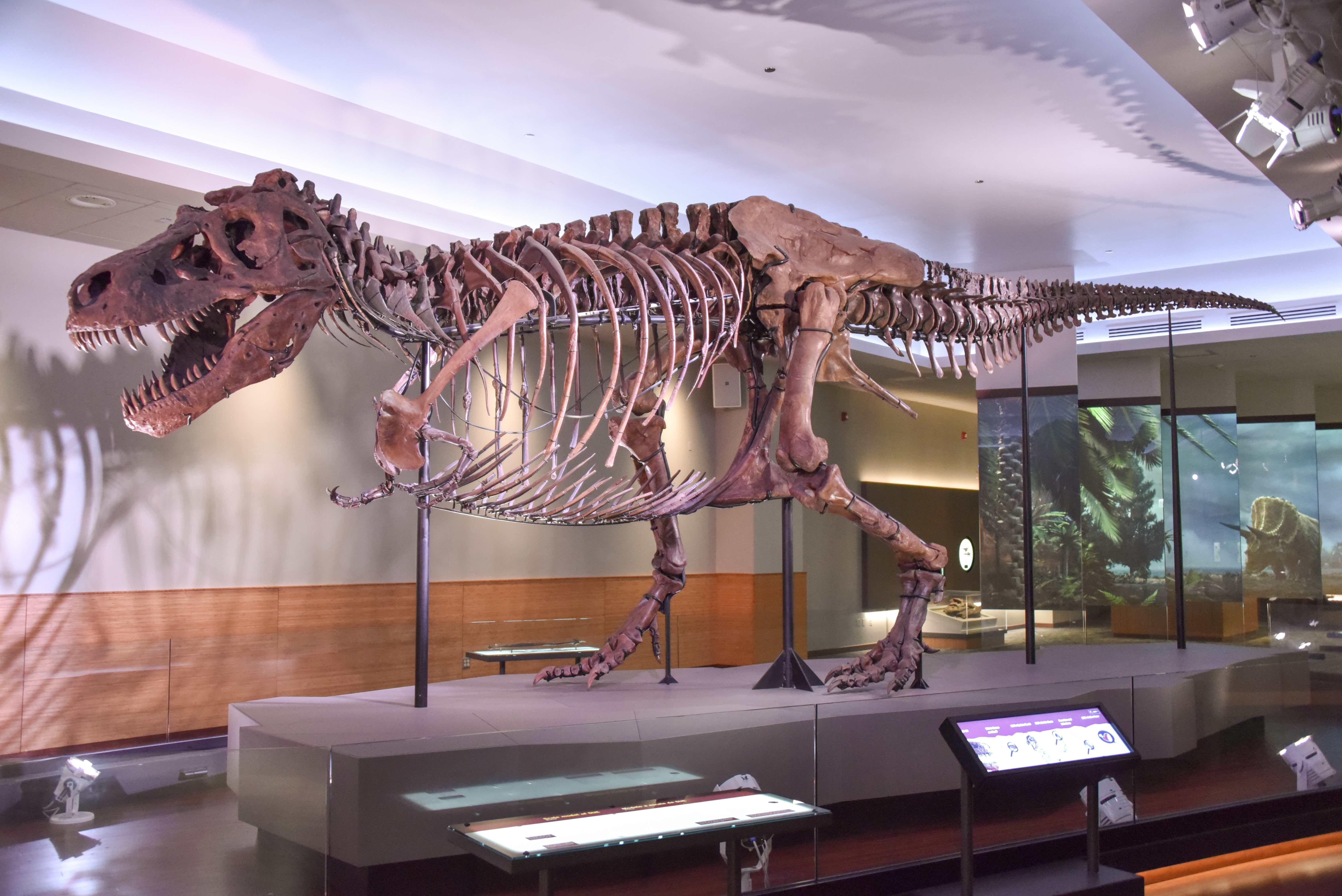
Mẫu "Sue", Bảo tàng Lịch sử Tự nhiên Field, Chicago

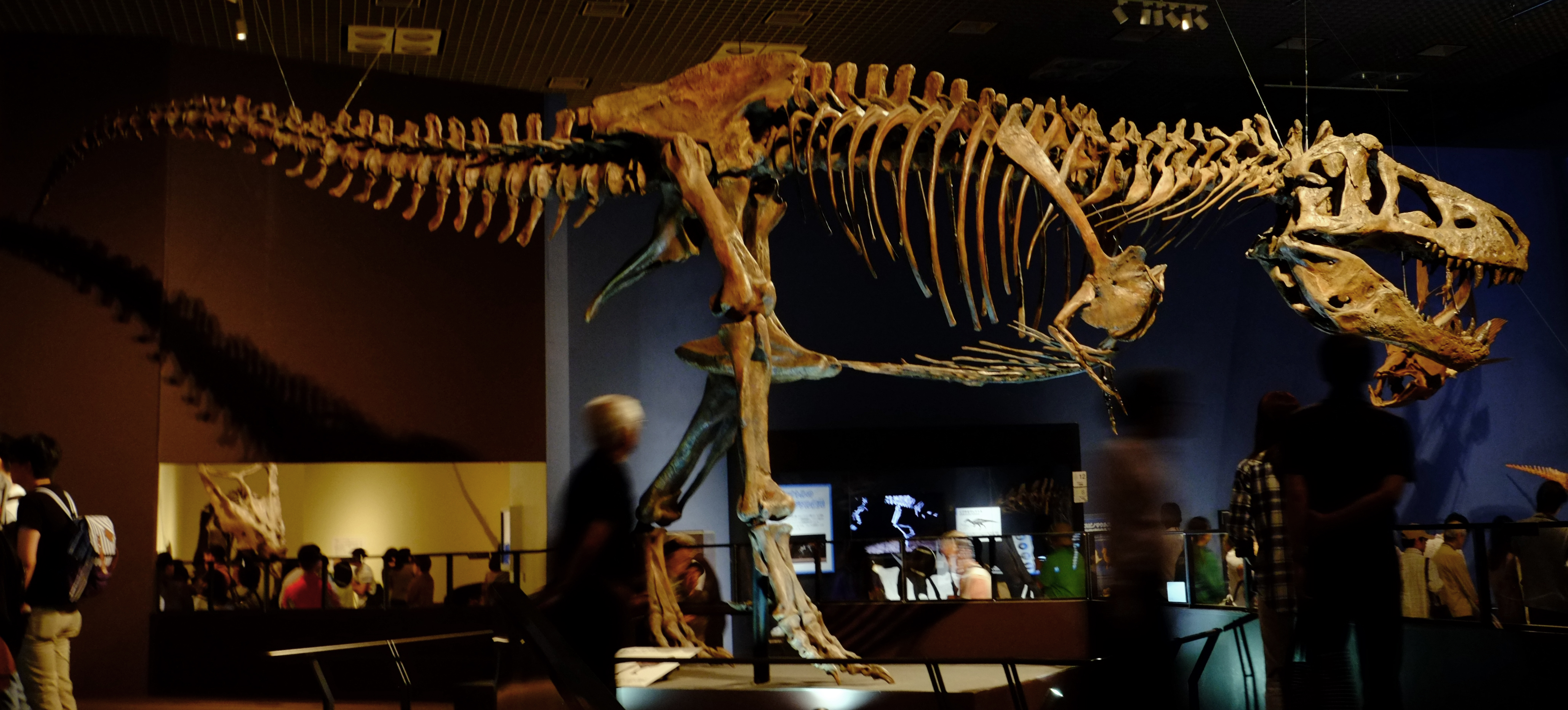
"Scotty", mẫu vật lớn nhất hiện được biết, được trưng bày tại Nhật

Bắt đầu từ những năm 1960, mối quan tâm đến Tyrannosaurus dâng cao trở lại, kết quả là thu thập được 42 bộ xương từ Tây Bắc Mỹ (độ hoàn chỉnh của từng bộ dao động từ 5–80% tùy theo số lượng di cốt được khai quật). Năm 1967, Tiến sĩ William MacMannis xác định và khai quật bộ xương mang mã hiệu "MOR 008", hoàn chỉnh 15% dựa trên số lượng di cốt, với hộp sọ phục dựng hiện được trưng bày tại Bảo tàng Dãy núi Rocky. Thập niên 1990 cũng chứng kiến hàng loạt các phát hiện khác, với số lượng gấp đôi so với những năm trước, trong đó phải kể đến sự khám phá ra hai mẫu vật: Sue và Stan.
Ngày 12 tháng 8 năm 1990, nhà cổ sinh vật học nghiệp dư Sue Hendrickson phát hiện bộ xương Tyrannosaurus hoàn chỉnh nhất (xấp xỉ 85%) và lớn nhất cho tới nay tại Thành hệ Hell Creek. Mẫu Sue, gọi theo tên người phát hiện, bị đưa ra tòa xét xử ngay sau đó vì bị chủ nhân khu đất tranh chấp quyền sở hữu. Năm 1997, vụ kiện khép lại với chiến thắng nghiêng về Maurice Williams, chủ nhân ban đầu của khu đất. Bảo tàng Lịch sử Tự nhiên Field sau đó phải trả 7,6 triệu đô-la để mua lại mẫu vật tại một phiên đấu giá; sự kiện này khiến nó trở thành bộ xương khủng long đắt đỏ nhất cho tới khi mẫu Stan được bán đi với giá 31,8 triệu đô-la vào năm 2020. Từ năm 1998 tới năm 1999, đội ngũ nhân viên tại Bảo tàng Lịch sử Tự nhiên Field đã phải dành ra hơn 25.000 giờ để chắt lọc đá sỏi ra khỏi mẫu vật. Bộ xương sau đó được di dời tới New Jersey, nơi diễn ra khâu thiết kế khung dựng hình, rồi được chuyển về Chicago để lắp ráp. Khung xương trưng bày được chính thức ra mắt vào ngày 17 tháng 5 năm 2000 tại sảnh chính của Bảo tàng Lịch sử Tự nhiên Field. Một nghiên cứu xương hóa thạch của mẫu vật này cho thấy Sue đã đạt đến kích thước trưởng thành từ năm 19 tuổi và chết khi mới 28 tuổi, quãng đời dài nhất hiện được biết của một loài tyranosaur.

## Mô tả hóa thạch

### Kích thước

Kích cỡ T.rex (màu xanh lam) so sánh với những khủng long ăn thịt khổng lồ khác

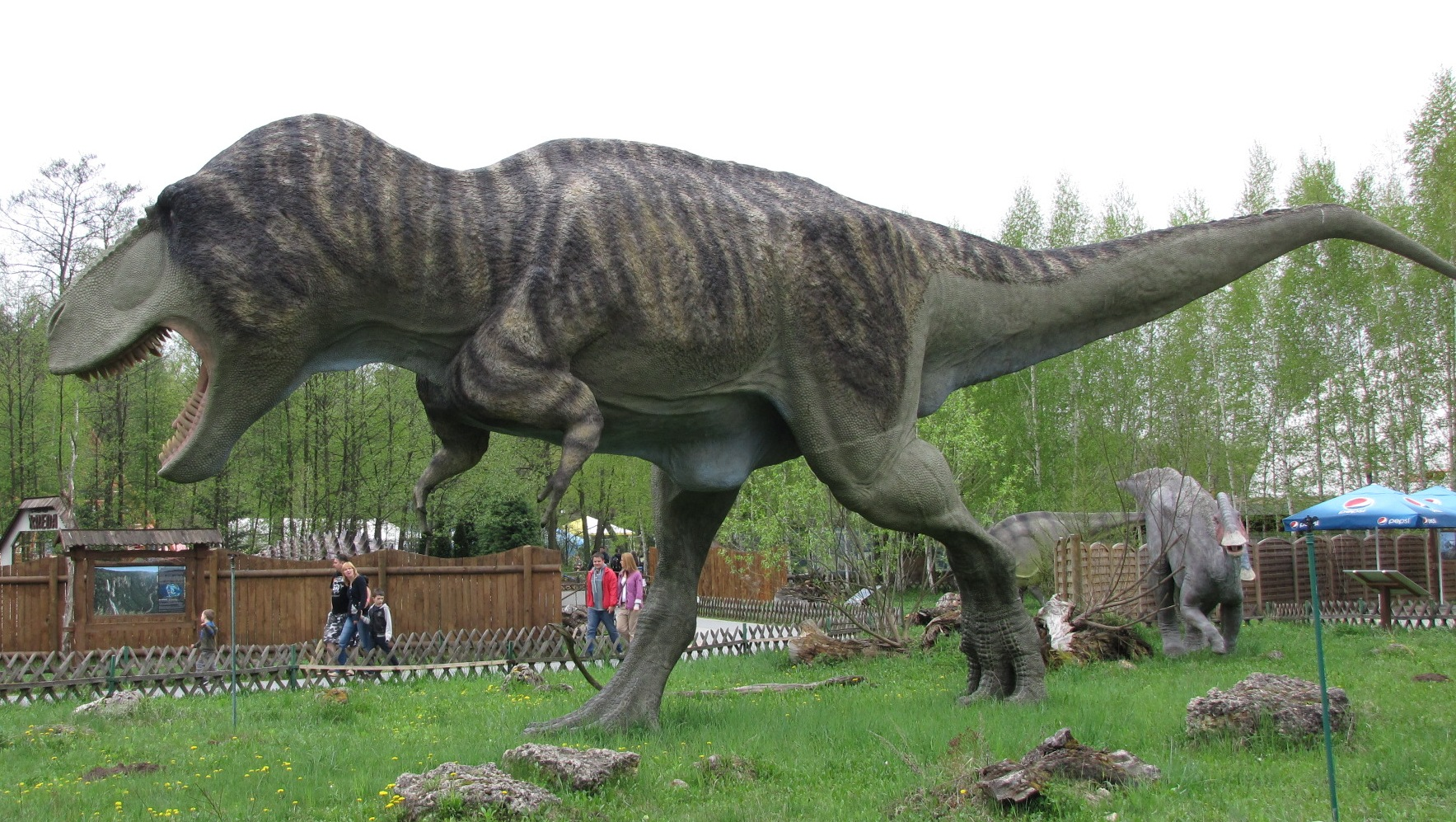
Một mô hình Tyrannosaurus có môi (phần mô mềm quanh mồm, che răng), cùng kích thước với ngoài đời ở Ba Lan

Tyrannosaurus rex là một trong số các động vật ăn thịt trên cạn lớn nhất mọi thời đại. Mẫu vật hoàn chỉnh lớn nhất, trưng bày ở bảo tàng lịch sử tự nhiên Field với số hiệu FMNH PR2081 và có biệt danh "Sue", dài 13 mét (43 ft), và cao 4 mét (13 ft) ngang hông. Ước tính khối lượng có rất nhiều biến đổi, từ nặng hơn 8,2 tấn (9,0 tấn Mỹ), tới nhẹ hơ4,5 tấn (5,0 tấn Mỹ), ước tính gần đây nhất với khối lượng từ 5,4 tấn (6,0 tấn Mỹ) tới 6,8 tấn (7,5 tấn Mỹ). Một nghiên cứu 2011 cho thấy cân nặng tối đa của Sue, Tyrannosaurus lớn nhất, là từ 9,5–18,5 tấn (9,3–18,2 tấn Anh; 10,5–20,4 tấn Mỹ), mặc dù các tác giả lưu ý rằng các ước tính nặng hơn hay nhẹ hơn dựa trên các mô hình có sai số lớn và họ "cho rằng [chúng] quá ốm, quá mập, hay quá bất cân đối". Packard và đồng nghiệp (2009) cho rằng các ước tính bị thổi phồng; và cân nặng thực của Tyrannosaurus nhỏ hơn so với các ý kiến trước đây. Các ước tính khác kết luận rằng mẫu vật Tyrannosaurus lớn nhất nặng gần hay vượt qua 9 tấn.
Do số lượng mẫu vật thu hồi tương đối ít và số lượng cá thể rất lớn có mặt tại bất kỳ thời điểm nào khi Tyrannosaurus còn sống, có thể dễ dàng tìm được mẫu vật lớn hơn những mẫu hiện đang được biết đến bao gồm "Sue", tuy vậy việc khám phá ra những cá thể lớn hơn này có thể sẽ là không thể do bản chất hóa thạch chưa hoàn chỉnh. Holtz cũng đã gợi ý rằng "rất hợp lý để nghi ngờ rằng có những cá thể to hơn 10, 15, hoặc thậm chí 20 phần trăm Sue trong bất kỳ quần thể T. rex nào."

### Bộ xương
Cổ của Tyrannosaurus rex tạo thành một đường cong hình chữ S tự nhiên giống như của các loài khủng long chân thú khác, nhưng nó ngắn và rất cơ bắp để hỗ trợ cái đầu lớn. Chi trước chỉ có hai ngón vuốt, cùng với một xương đốt bàn tay nhỏ cho thấy sự thoái hóa của một ngón thứ ba. Trái lại, chi sau của loài này là một trong những phần dài nhất theo tỷ lệ kích thước với cơ thể của bất kỳ loài chân thú nào. Đuôi của chúng nặng và dài, đôi khi chứa hơn bốn mươi đốt sống, để cân bằng phần đầu và thân lớn. Để bù lại trọng lượng lớn của chúng, nhiều khúc xương được tiến hóa để trở thành rỗng ở bên trong, giảm trọng lượng của chúng mà không làm giảm đáng kể sức mạnh.

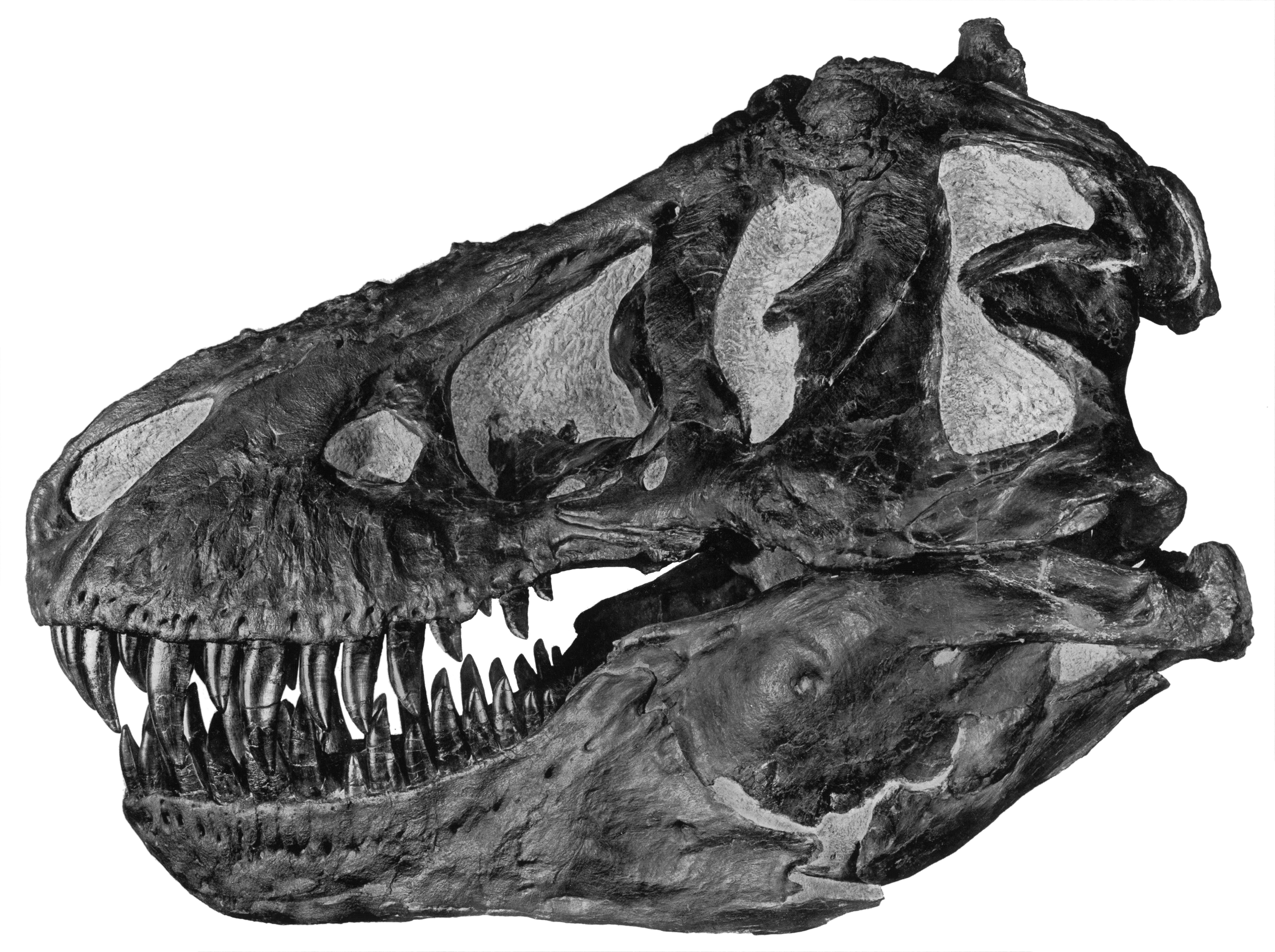
Sọ của một con T. rex (AMNH 5027)

Hộp sọ Tyrannosaurus rex lớn nhất được biết đến dài tới 1,52 mét. Một cửa sổ lớn trong hộp sọ giảm trọng lượng và cung cấp thêm diện tích để cơ bắp có thể bám vào, như trong tất cả các loài khủng long chân thú ăn thịt. Nhưng ở khía cạnh khác, hộp sọ của chúng lại khác biệt đáng kể so với các loài ăn thịt không thuộc liên họ Khủng long bạo chúa. Hộp sọ rất rộng ở phía sau nhưng có cái mõm hẹp, cho phép tầm nhìn hai mắt tốt một cách bất thường. Xương sọ lớn và mũi và một số xương khác được hợp nhất lại, ngăn cản sự di chuyển giữa chúng; một số lớn xương cũng có các lỗ không khí nhỏ (chứa các "tổ ong" gồm các lỗ hở không khí) mà có thể đã làm cho xương của chúng linh hoạt hơn cũng như giảm nhẹ trọng lượng. Những đặc điểm tăng cường này của hộp sọ là một phần xu hướng của các loài bạo long chuẩn hướng tới một cú đớp mạnh mẽ, mà dễ dàng vượt qua của tất cả các loài không thuộc tyrannosaurids. Đầu ngoài của hàm trên có hình chữ U (hầu hết các loài ăn thịt không thuộc tyrannosauroid có hàm trên hình chữ V), làm tăng số lượng mô và xương một con tyrannosaur có thể xé ra với một vết cắn, mặc dù nó cũng làm tăng độ căng ở mặt trước răng.
Răng của Tyrannosaurus rex thể hiện sự khác biệt rõ rệt về hình dạng. Các răng của mảnh trước hàm của hàm trên được đóng gói chặt chẽ, hình chữ D theo mặt cắt ngang, có các chỗ lồi gia cố trên bề mặt phía sau, là răng cửa (lưỡi của chúng giống như lưỡi của cái đục) và cong ngược lại. Mặt cắt hình chữ D, chỗ chóp tăng cường và đường cong ngược làm giảm nguy cơ răng sẽ bị gãy khi Tyrannosaurus cắn hoặc kéo. Những chiếc răng còn lại rất chắc chắn, giống như "những quả chuối chết người" hơn là dao găm, có khoảng cách rộng hơn và cũng có các chóp củng cố. Những răng ở hàm trên lớn hơn tất cả nhưng cái ở phía sau hàm dưới. Lớn nhất được tìm thấy cho đến nay được ước tính dài 30,5 cm bao gồm cả gốc răng khi nó còn sống, làm cho nó trở thành chiếc răng lớn nhất của bất kỳ loài khủng long ăn thịt nào đã được tìm thấy.

### Tranh luận về da và lông vũ

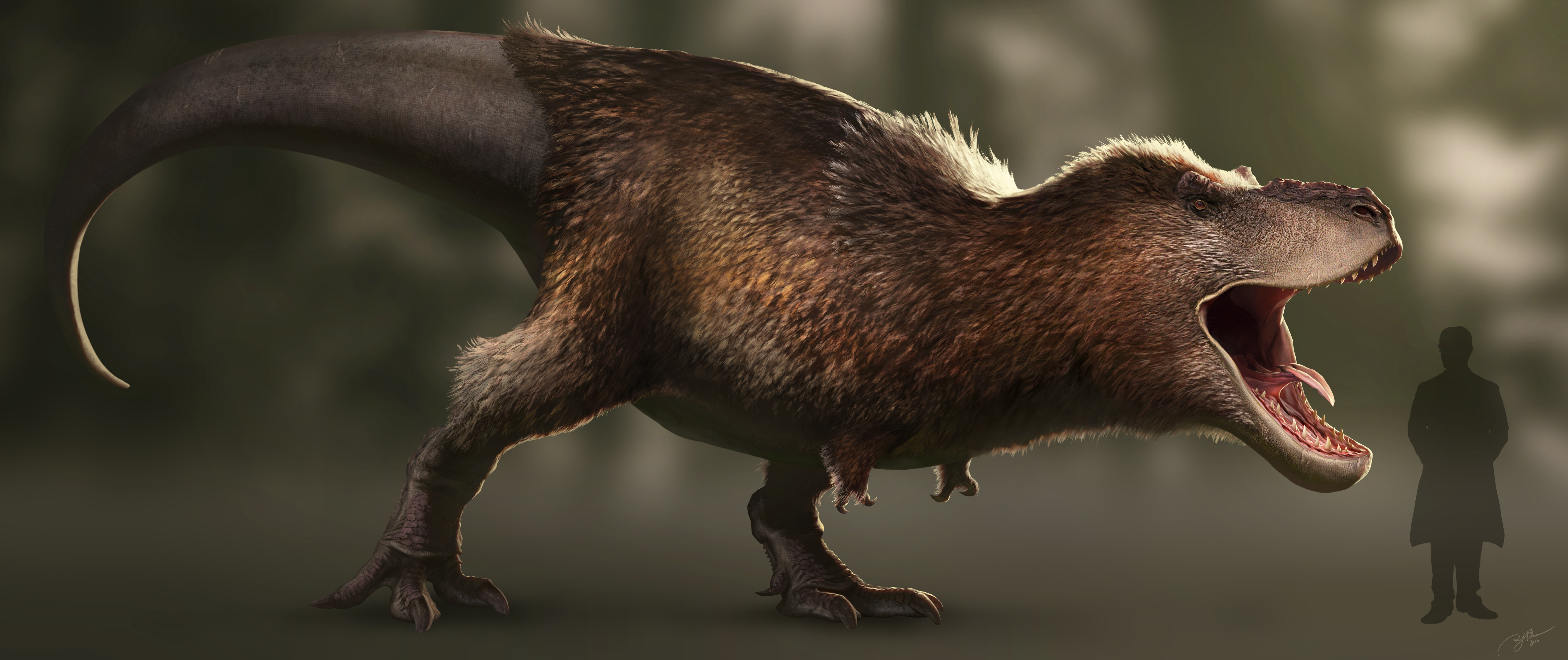
Phục dựng loài T. rex với lông vũ

Trong khi không có bằng chứng trực tiếp về loài Tyrannosaurus rex có lông vũ, nhiều nhà khoa học hiện nay cho rằng T. rex có lông trên ít nhất một phần cơ thể, do sự hiện diện của chúng trong các loài có họ hầng gần. Mark Norell của Bảo tàng Lịch sử Tự nhiên Mỹ tóm tắt sự cân bằng của các nghiên cứu bằng cách nói rằng: "chúng tôi có nhiều bằng chứng cho thấy T. rex có lông, ít nhất là ở một giai đoạn nào đó trong cuộc đời, như loài Australopithecine giống như Lucy có tóc."
Bằng chứng đầu tiên cho lông vũ trong các loài tyrannosauroids xuất phát từ các loài nhỏ như Dilong paradoxus, được khám phá tại Thành hệ Yixian của Trung Quốc, và được báo cáo vào năm 2004. Như với nhiều loài khủng long chân thú khủng long đuôi rỗng khác được phát hiện ở Yixian, bộ xương hóa thạch được bảo quản bằng một lớp cấu trúc sợi thường được công nhận là tiền thân của lông vũ. Bởi vì tất cả các hiện tượng da từ tyrannosauroids được biết đến vào thời điểm đó cho thấy bằng chứng về vảy, các nhà nghiên cứu tìm hiểu về Dilong cho rằng đặc điểm về lông có thể tỉ lệ nghịch so với kích thước cơ thể - con vị thành niên sẽ có lông vũ, sau đó rụng lông và chỉ có vảy khi nó lớn lên và không còn cần bộ lông để giữ ấm. Những khám phá tiếp theo cho thấy rằng ngay cả một số tyrannosauroids lớn cũng có lông vũ bao phủ phần lớn cơ thể của chúng, tạo nên ngờ vực về giả thuyết rằng chúng là một đặc điểm liên quan đến kích thước.
Trong khi những vết hằn của da từ một mẫu Tyrannosaurus rex có biệt danh là "Wyrex" (BHI 6230) được phát hiện ở Montana vào năm 2002,, cũng như một số mẫu tyrannosauroid khổng lồ khác, cho thấy ít nhất một vài những vảy khảm nhỏ, Yutyrannus huali (dài tới 9 mét và nặng khoảng 1.400 kg, bao phủ bởi lông vũ trên nhiều phần khác nhau của cơ thể, cho thấy toàn bộ cơ thể của nó được bao phủ bằng lông vũ. Có thể là mức độ và tính chất của lông bao phủ trong các loài tyrannosauroid đã thay đổi theo thời gian để đáp ứng với kích thước cơ thể, khí hậu ấm hơn, hoặc các yếu tố khác. Trong năm 2017, dựa trên các vết hằn da được tìm thấy ở đuôi, háng và cổ của mẫu "Wyrex" (BHI 6230) và các tyrannosaurids họ hàng chặt chẽ khác, người ta cho rằng tyrannosaurid thân lớn có vảy và nếu có lông một phần, thì chúng sẽ bị hạn chế đến lưng.
Một nghiên cứu trong năm 2016 đề xuất rằng khủng long chân thú lớn như Tyrannosaurus có răng bao phủ trong môi như thằn lằn còn sống thay vì răng trần như cá sấu. Điều này dựa trên sự hiện diện của men răng, mà theo nghiên cứu cần phải được giữ nước, một vấn đề không phải đối mặt với động vật thủy sinh như cá sấu hay động vật không răng như chim.
Dựa trên so sánh kết cấu xương của Daspletosaurus với cá sấu còn tồn tại, một nghiên cứu chi tiết trong năm 2017 của Thomas D. Carr và các cộng sự cho thấy rằng tyrannosaur có vảy lớn, bằng phẳng trên mõm của chúng. Ở trung tâm của những vảy này là những mảng nhỏ làm từ keratin. Ở cá sấu, các mảng này bao gồm bó của các tế bào thần kinh cảm giác có thể phát hiện các kích thích cơ học, nhiệt và hóa học. Họ đã đề xuất rằng tyrannosaurs có lẽ cũng có các bó nơ-ron giác quan dưới vảy khuôn mặt của chúng và có thể sử dụng giác quan này để xác định các đối tượng, đo nhiệt độ tổ của chúng và nhẹ nhàng lấy trứng và con non. Mặc dù nghiên cứu đã không thảo luận rõ ràng bằng chứng cho hay chống lại môi mồm, nhiều hãng tin tức lớn coi đó là bằng chứng chống lại các loài tyrannosaur có đôi môi. So sánh với mô da mặt cá sấu và lời giải thích cá nhân của Thomas D. Carr về những phát hiện được trích dẫn là các bằng chứng hỗ trợ cho kết luận rằng tyrannosaur không có môi.

## Phân loại

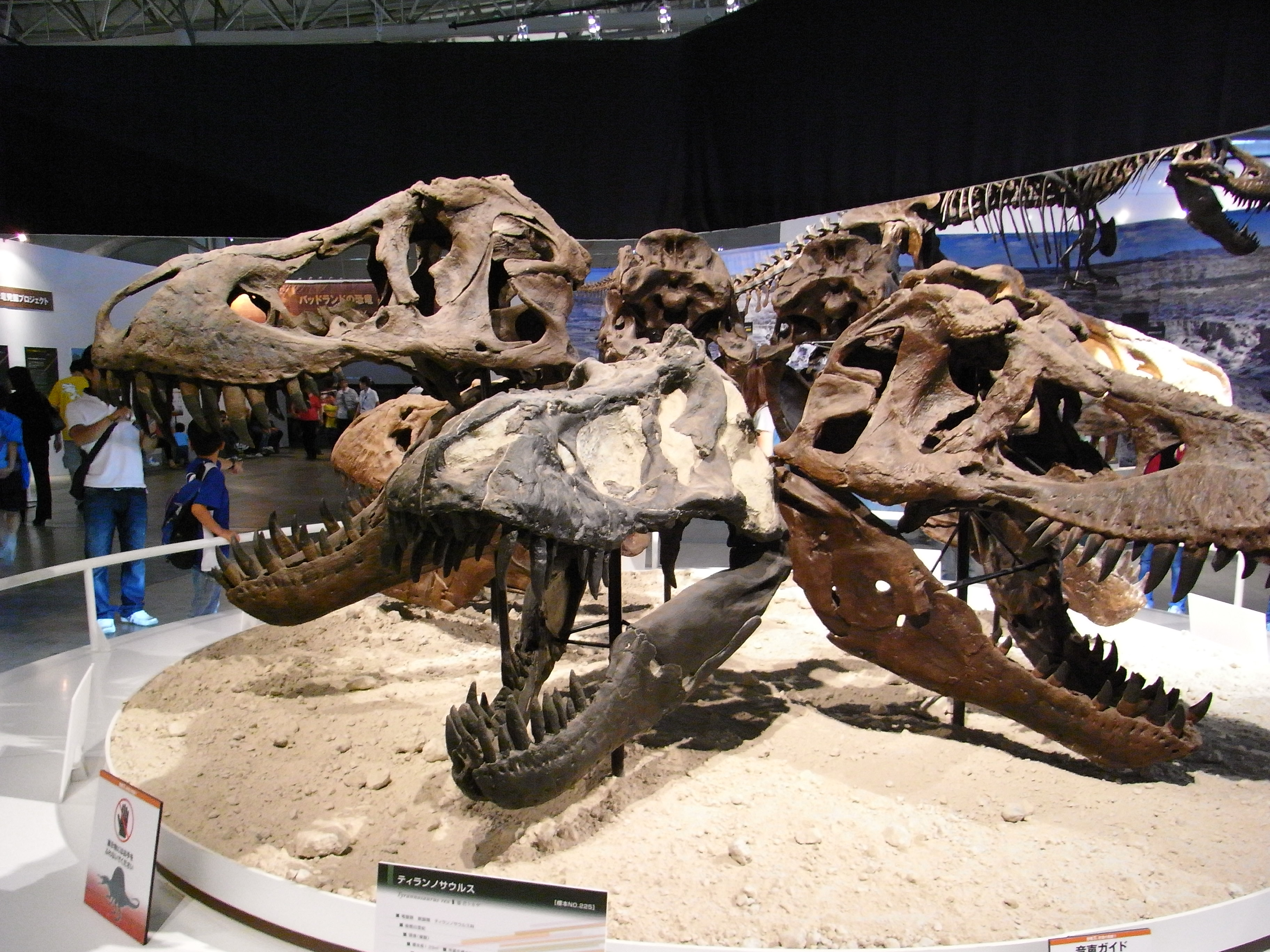
Mô hình cast hộp sọ của các mẫu vật Tyrannosaurus riêng lẻ

Tyrannosaurus là chi mẫu của siêu họ Tyrannosauroidea, họ Tyrannosauridae, và cận họ Tyrannosaurinae; nói cách khác, giới cổ sinh vật học lấy chi này làm mẫu để cân nhắc xem các chi khác có nên được phân vào cùng một nhóm hay không. Các thành viên khác của cận họ Tyrannosaurine bao gồm Daspletosaurus Bắc Mỹ vàTarbosaurus Châu Á, hai chi phân loại mà trước kia được coi như đồng nghĩa với Tyrannosaurus. Siêu họ Tyrannosauroidea từng được cho là hậu duệ của một số nhóm khủng long chân thú khổng lồ như Spinosauroidea và Carnosauria, song gần đây lại có xu hướng xếp chúng vào cùng nhóm Coelurosauria nhỏ nhắn hơn.
Một số phân tích phát sinh chủng loại chỉ ra rằng Tarbosaurus bataar là đơn vị chị em của T. rex. Việc phát hiện ra chi Lythronax tyrannosaurid cho thấy Tarbosaurus và Tyrannosaurus có quan hệ họ hàng gần gũi, tạo thành một nhánh chung với chi tyrannosaurid Châu Á Zhuchengtyrannus mà trong đó Lythronax là đơn vị chị em. Một nghiên cứu sâu hơn vào năm 2016 của Steve Brusatte, Thomas Carr và đồng sự, cũng chỉ ra rằng Tyrannosaurus là chi động vật di cư bắt nguồn từ Châu Á, đồng thời gợi mở khả năng chúng chính là hậu duệ của Tarbosaurus.
Dưới đây là biểu đồ nhánh của siêu họ Tyrannosauridae dựa trên phân tích phát sinh chủng loại do Loewen và đồng sự thực hiện vào năm 2013.

|  | Gorgosaurus libratus      |
|  |                           |
|  | Albertosaurus sarcophagus |
|  |                           |

|  | Tyrannosaurus rex                                                              |
|  |                                                                                |
|  | \| \| Tarbosaurus bataar \| \| \| \| \| \| Zhuchengtyrannus magnus \| \| \| \| |
|  |                                                                                |
|  | Tarbosaurus bataar                                                             |
|  |                                                                                |
|  | Zhuchengtyrannus magnus                                                        |
|  |                                                                                |

|  | Tarbosaurus bataar      |
|  |                         |
|  | Zhuchengtyrannus magnus |
|  |                         |

|  | Tyrannosaurus rex                                                              |
|  |                                                                                |
|  | \| \| Tarbosaurus bataar \| \| \| \| \| \| Zhuchengtyrannus magnus \| \| \| \| |
|  |                                                                                |
|  | Tarbosaurus bataar                                                             |
|  |                                                                                |
|  | Zhuchengtyrannus magnus                                                        |
|  |                                                                                |

|  | Tarbosaurus bataar      |
|  |                         |
|  | Zhuchengtyrannus magnus |
|  |                         |

|  | Tyrannosaurus rex                                                              |
|  |                                                                                |
|  | \| \| Tarbosaurus bataar \| \| \| \| \| \| Zhuchengtyrannus magnus \| \| \| \| |
|  |                                                                                |
|  | Tarbosaurus bataar                                                             |
|  |                                                                                |
|  | Zhuchengtyrannus magnus                                                        |
|  |                                                                                |

|  | Tarbosaurus bataar      |
|  |                         |
|  | Zhuchengtyrannus magnus |
|  |                         |

|  | Tyrannosaurus rex                                                              |
|  |                                                                                |
|  | \| \| Tarbosaurus bataar \| \| \| \| \| \| Zhuchengtyrannus magnus \| \| \| \| |
|  |                                                                                |
|  | Tarbosaurus bataar                                                             |
|  |                                                                                |
|  | Zhuchengtyrannus magnus                                                        |
|  |                                                                                |

|  | Tarbosaurus bataar      |
|  |                         |
|  | Zhuchengtyrannus magnus |
|  |                         |

|  | Tyrannosaurus rex                                                              |
|  |                                                                                |
|  | \| \| Tarbosaurus bataar \| \| \| \| \| \| Zhuchengtyrannus magnus \| \| \| \| |
|  |                                                                                |
|  | Tarbosaurus bataar                                                             |
|  |                                                                                |
|  | Zhuchengtyrannus magnus                                                        |
|  |                                                                                |

|  | Tarbosaurus bataar      |
|  |                         |
|  | Zhuchengtyrannus magnus |
|  |                         |

|  | Tyrannosaurus rex                                                              |
|  |                                                                                |
|  | \| \| Tarbosaurus bataar \| \| \| \| \| \| Zhuchengtyrannus magnus \| \| \| \| |
|  |                                                                                |
|  | Tarbosaurus bataar                                                             |
|  |                                                                                |
|  | Zhuchengtyrannus magnus                                                        |
|  |                                                                                |

|  | Tarbosaurus bataar      |
|  |                         |
|  | Zhuchengtyrannus magnus |
|  |                         |

|  | Tyrannosaurus rex                                                              |
|  |                                                                                |
|  | \| \| Tarbosaurus bataar \| \| \| \| \| \| Zhuchengtyrannus magnus \| \| \| \| |
|  |                                                                                |
|  | Tarbosaurus bataar                                                             |
|  |                                                                                |
|  | Zhuchengtyrannus magnus                                                        |
|  |                                                                                |

|  | Tarbosaurus bataar      |
|  |                         |
|  | Zhuchengtyrannus magnus |
|  |                         |

|  | Tyrannosaurus rex                                                              |
|  |                                                                                |
|  | \| \| Tarbosaurus bataar \| \| \| \| \| \| Zhuchengtyrannus magnus \| \| \| \| |
|  |                                                                                |
|  | Tarbosaurus bataar                                                             |
|  |                                                                                |
|  | Zhuchengtyrannus magnus                                                        |
|  |                                                                                |

|  | Tarbosaurus bataar      |
|  |                         |
|  | Zhuchengtyrannus magnus |
|  |                         |

|  | Tyrannosaurus rex                                                              |
|  |                                                                                |
|  | \| \| Tarbosaurus bataar \| \| \| \| \| \| Zhuchengtyrannus magnus \| \| \| \| |
|  |                                                                                |
|  | Tarbosaurus bataar                                                             |
|  |                                                                                |
|  | Zhuchengtyrannus magnus                                                        |
|  |                                                                                |

|  | Tarbosaurus bataar      |
|  |                         |
|  | Zhuchengtyrannus magnus |
|  |                         |

|  | Tyrannosaurus rex                                                              |
|  |                                                                                |
|  | \| \| Tarbosaurus bataar \| \| \| \| \| \| Zhuchengtyrannus magnus \| \| \| \| |
|  |                                                                                |
|  | Tarbosaurus bataar                                                             |
|  |                                                                                |
|  | Zhuchengtyrannus magnus                                                        |
|  |                                                                                |

|  | Tarbosaurus bataar      |
|  |                         |
|  | Zhuchengtyrannus magnus |
|  |                         |

|  | Tyrannosaurus rex                                                              |
|  |                                                                                |
|  | \| \| Tarbosaurus bataar \| \| \| \| \| \| Zhuchengtyrannus magnus \| \| \| \| |
|  |                                                                                |
|  | Tarbosaurus bataar                                                             |
|  |                                                                                |
|  | Zhuchengtyrannus magnus                                                        |
|  |                                                                                |

|  | Tarbosaurus bataar      |
|  |                         |
|  | Zhuchengtyrannus magnus |
|  |                         |

|  | Tyrannosaurus rex                                                              |
|  |                                                                                |
|  | \| \| Tarbosaurus bataar \| \| \| \| \| \| Zhuchengtyrannus magnus \| \| \| \| |
|  |                                                                                |
|  | Tarbosaurus bataar                                                             |
|  |                                                                                |
|  | Zhuchengtyrannus magnus                                                        |
|  |                                                                                |

|  | Tarbosaurus bataar      |
|  |                         |
|  | Zhuchengtyrannus magnus |
|  |                         |

|  | Tyrannosaurus rex                                                              |
|  |                                                                                |
|  | \| \| Tarbosaurus bataar \| \| \| \| \| \| Zhuchengtyrannus magnus \| \| \| \| |
|  |                                                                                |
|  | Tarbosaurus bataar                                                             |
|  |                                                                                |
|  | Zhuchengtyrannus magnus                                                        |
|  |                                                                                |

|  | Tarbosaurus bataar      |
|  |                         |
|  | Zhuchengtyrannus magnus |
|  |                         |

|  | Tyrannosaurus rex                                                              |
|  |                                                                                |
|  | \| \| Tarbosaurus bataar \| \| \| \| \| \| Zhuchengtyrannus magnus \| \| \| \| |
|  |                                                                                |
|  | Tarbosaurus bataar                                                             |
|  |                                                                                |
|  | Zhuchengtyrannus magnus                                                        |
|  |                                                                                |

|  | Tarbosaurus bataar      |
|  |                         |
|  | Zhuchengtyrannus magnus |
|  |                         |

|  | Tyrannosaurus rex                                                              |
|  |                                                                                |
|  | \| \| Tarbosaurus bataar \| \| \| \| \| \| Zhuchengtyrannus magnus \| \| \| \| |
|  |                                                                                |
|  | Tarbosaurus bataar                                                             |
|  |                                                                                |
|  | Zhuchengtyrannus magnus                                                        |
|  |                                                                                |

|  | Tarbosaurus bataar      |
|  |                         |
|  | Zhuchengtyrannus magnus |
|  |                         |

|  | Tyrannosaurus rex                                                              |
|  |                                                                                |
|  | \| \| Tarbosaurus bataar \| \| \| \| \| \| Zhuchengtyrannus magnus \| \| \| \| |
|  |                                                                                |
|  | Tarbosaurus bataar                                                             |
|  |                                                                                |
|  | Zhuchengtyrannus magnus                                                        |
|  |                                                                                |

|  | Tarbosaurus bataar      |
|  |                         |
|  | Zhuchengtyrannus magnus |
|  |                         |

|  | Tyrannosaurus rex                                                              |
|  |                                                                                |
|  | \| \| Tarbosaurus bataar \| \| \| \| \| \| Zhuchengtyrannus magnus \| \| \| \| |
|  |                                                                                |
|  | Tarbosaurus bataar                                                             |
|  |                                                                                |
|  | Zhuchengtyrannus magnus                                                        |
|  |                                                                                |

|  | Tarbosaurus bataar      |
|  |                         |
|  | Zhuchengtyrannus magnus |
|  |                         |

|  | Tyrannosaurus rex                                                              |
|  |                                                                                |
|  | \| \| Tarbosaurus bataar \| \| \| \| \| \| Zhuchengtyrannus magnus \| \| \| \| |
|  |                                                                                |
|  | Tarbosaurus bataar                                                             |
|  |                                                                                |
|  | Zhuchengtyrannus magnus                                                        |
|  |                                                                                |

|  | Tarbosaurus bataar      |
|  |                         |
|  | Zhuchengtyrannus magnus |
|  |                         |

|  | Tyrannosaurus rex                                                              |
|  |                                                                                |
|  | \| \| Tarbosaurus bataar \| \| \| \| \| \| Zhuchengtyrannus magnus \| \| \| \| |
|  |                                                                                |
|  | Tarbosaurus bataar                                                             |
|  |                                                                                |
|  | Zhuchengtyrannus magnus                                                        |
|  |                                                                                |

|  | Tarbosaurus bataar      |
|  |                         |
|  | Zhuchengtyrannus magnus |
|  |                         |

|  | Tyrannosaurus rex                                                              |
|  |                                                                                |
|  | \| \| Tarbosaurus bataar \| \| \| \| \| \| Zhuchengtyrannus magnus \| \| \| \| |
|  |                                                                                |
|  | Tarbosaurus bataar                                                             |
|  |                                                                                |
|  | Zhuchengtyrannus magnus                                                        |
|  |                                                                                |

|  | Tarbosaurus bataar      |
|  |                         |
|  | Zhuchengtyrannus magnus |
|  |                         |

|  | Tyrannosaurus rex                                                              |
|  |                                                                                |
|  | \| \| Tarbosaurus bataar \| \| \| \| \| \| Zhuchengtyrannus magnus \| \| \| \| |
|  |                                                                                |
|  | Tarbosaurus bataar                                                             |
|  |                                                                                |
|  | Zhuchengtyrannus magnus                                                        |
|  |                                                                                |

|  | Tarbosaurus bataar      |
|  |                         |
|  | Zhuchengtyrannus magnus |
|  |                         |

|  | Tyrannosaurus rex                                                              |
|  |                                                                                |
|  | \| \| Tarbosaurus bataar \| \| \| \| \| \| Zhuchengtyrannus magnus \| \| \| \| |
|  |                                                                                |
|  | Tarbosaurus bataar                                                             |
|  |                                                                                |
|  | Zhuchengtyrannus magnus                                                        |
|  |                                                                                |

|  | Tarbosaurus bataar      |
|  |                         |
|  | Zhuchengtyrannus magnus |
|  |                         |

|  | Tyrannosaurus rex                                                              |
|  |                                                                                |
|  | \| \| Tarbosaurus bataar \| \| \| \| \| \| Zhuchengtyrannus magnus \| \| \| \| |
|  |                                                                                |
|  | Tarbosaurus bataar                                                             |
|  |                                                                                |
|  | Zhuchengtyrannus magnus                                                        |
|  |                                                                                |

|  | Tarbosaurus bataar      |
|  |                         |
|  | Zhuchengtyrannus magnus |
|  |                         |

|  | Tyrannosaurus rex                                                              |
|  |                                                                                |
|  | \| \| Tarbosaurus bataar \| \| \| \| \| \| Zhuchengtyrannus magnus \| \| \| \| |
|  |                                                                                |
|  | Tarbosaurus bataar                                                             |
|  |                                                                                |
|  | Zhuchengtyrannus magnus                                                        |
|  |                                                                                |

|  | Tarbosaurus bataar      |
|  |                         |
|  | Zhuchengtyrannus magnus |
|  |                         |

|  | Tyrannosaurus rex                                                              |
|  |                                                                                |
|  | \| \| Tarbosaurus bataar \| \| \| \| \| \| Zhuchengtyrannus magnus \| \| \| \| |
|  |                                                                                |
|  | Tarbosaurus bataar                                                             |
|  |                                                                                |
|  | Zhuchengtyrannus magnus                                                        |
|  |                                                                                |

|  | Tarbosaurus bataar      |
|  |                         |
|  | Zhuchengtyrannus magnus |
|  |                         |

|  | Tyrannosaurus rex                                                              |
|  |                                                                                |
|  | \| \| Tarbosaurus bataar \| \| \| \| \| \| Zhuchengtyrannus magnus \| \| \| \| |
|  |                                                                                |
|  | Tarbosaurus bataar                                                             |
|  |                                                                                |
|  | Zhuchengtyrannus magnus                                                        |
|  |                                                                                |

|  | Tarbosaurus bataar      |
|  |                         |
|  | Zhuchengtyrannus magnus |
|  |                         |

|  | Tyrannosaurus rex                                                              |
|  |                                                                                |
|  | \| \| Tarbosaurus bataar \| \| \| \| \| \| Zhuchengtyrannus magnus \| \| \| \| |
|  |                                                                                |
|  | Tarbosaurus bataar                                                             |
|  |                                                                                |
|  | Zhuchengtyrannus magnus                                                        |
|  |                                                                                |

|  | Tarbosaurus bataar      |
|  |                         |
|  | Zhuchengtyrannus magnus |
|  |                         |

|  | Tyrannosaurus rex                                                              |
|  |                                                                                |
|  | \| \| Tarbosaurus bataar \| \| \| \| \| \| Zhuchengtyrannus magnus \| \| \| \| |
|  |                                                                                |
|  | Tarbosaurus bataar                                                             |
|  |                                                                                |
|  | Zhuchengtyrannus magnus                                                        |
|  |                                                                                |

|  | Tarbosaurus bataar      |
|  |                         |
|  | Zhuchengtyrannus magnus |
|  |                         |

|  | Tyrannosaurus rex                                                              |
|  |                                                                                |
|  | \| \| Tarbosaurus bataar \| \| \| \| \| \| Zhuchengtyrannus magnus \| \| \| \| |
|  |                                                                                |
|  | Tarbosaurus bataar                                                             |
|  |                                                                                |
|  | Zhuchengtyrannus magnus                                                        |
|  |                                                                                |

|  | Tarbosaurus bataar      |
|  |                         |
|  | Zhuchengtyrannus magnus |
|  |                         |

|  | Tyrannosaurus rex                                                              |
|  |                                                                                |
|  | \| \| Tarbosaurus bataar \| \| \| \| \| \| Zhuchengtyrannus magnus \| \| \| \| |
|  |                                                                                |
|  | Tarbosaurus bataar                                                             |
|  |                                                                                |
|  | Zhuchengtyrannus magnus                                                        |
|  |                                                                                |

|  | Tarbosaurus bataar      |
|  |                         |
|  | Zhuchengtyrannus magnus |
|  |                         |

|  | Tyrannosaurus rex                                                              |
|  |                                                                                |
|  | \| \| Tarbosaurus bataar \| \| \| \| \| \| Zhuchengtyrannus magnus \| \| \| \| |
|  |                                                                                |
|  | Tarbosaurus bataar                                                             |
|  |                                                                                |
|  | Zhuchengtyrannus magnus                                                        |
|  |                                                                                |

|  | Tarbosaurus bataar      |
|  |                         |
|  | Zhuchengtyrannus magnus |
|  |                         |

|  | Tyrannosaurus rex                                                              |
|  |                                                                                |
|  | \| \| Tarbosaurus bataar \| \| \| \| \| \| Zhuchengtyrannus magnus \| \| \| \| |
|  |                                                                                |
|  | Tarbosaurus bataar                                                             |
|  |                                                                                |
|  | Zhuchengtyrannus magnus                                                        |
|  |                                                                                |

|  | Tarbosaurus bataar      |
|  |                         |
|  | Zhuchengtyrannus magnus |
|  |                         |

|  | Tyrannosaurus rex                                                              |
|  |                                                                                |
|  | \| \| Tarbosaurus bataar \| \| \| \| \| \| Zhuchengtyrannus magnus \| \| \| \| |
|  |                                                                                |
|  | Tarbosaurus bataar                                                             |
|  |                                                                                |
|  | Zhuchengtyrannus magnus                                                        |
|  |                                                                                |

|  | Tarbosaurus bataar      |
|  |                         |
|  | Zhuchengtyrannus magnus |
|  |                         |

|  | Tyrannosaurus rex                                                              |
|  |                                                                                |
|  | \| \| Tarbosaurus bataar \| \| \| \| \| \| Zhuchengtyrannus magnus \| \| \| \| |
|  |                                                                                |
|  | Tarbosaurus bataar                                                             |
|  |                                                                                |
|  | Zhuchengtyrannus magnus                                                        |
|  |                                                                                |

|  | Tarbosaurus bataar      |
|  |                         |
|  | Zhuchengtyrannus magnus |
|  |                         |

|  | Tyrannosaurus rex                                                              |
|  |                                                                                |
|  | \| \| Tarbosaurus bataar \| \| \| \| \| \| Zhuchengtyrannus magnus \| \| \| \| |
|  |                                                                                |
|  | Tarbosaurus bataar                                                             |
|  |                                                                                |
|  | Zhuchengtyrannus magnus                                                        |
|  |                                                                                |

|  | Tarbosaurus bataar      |
|  |                         |
|  | Zhuchengtyrannus magnus |
|  |                         |

|  | Tyrannosaurus rex                                                              |
|  |                                                                                |
|  | \| \| Tarbosaurus bataar \| \| \| \| \| \| Zhuchengtyrannus magnus \| \| \| \| |
|  |                                                                                |
|  | Tarbosaurus bataar                                                             |
|  |                                                                                |
|  | Zhuchengtyrannus magnus                                                        |
|  |                                                                                |

|  | Tarbosaurus bataar      |
|  |                         |
|  | Zhuchengtyrannus magnus |
|  |                         |

|  | Tyrannosaurus rex                                                              |
|  |                                                                                |
|  | \| \| Tarbosaurus bataar \| \| \| \| \| \| Zhuchengtyrannus magnus \| \| \| \| |
|  |                                                                                |
|  | Tarbosaurus bataar                                                             |
|  |                                                                                |
|  | Zhuchengtyrannus magnus                                                        |
|  |                                                                                |

|  | Tarbosaurus bataar      |
|  |                         |
|  | Zhuchengtyrannus magnus |
|  |                         |

|  | Tyrannosaurus rex                                                              |
|  |                                                                                |
|  | \| \| Tarbosaurus bataar \| \| \| \| \| \| Zhuchengtyrannus magnus \| \| \| \| |
|  |                                                                                |
|  | Tarbosaurus bataar                                                             |
|  |                                                                                |
|  | Zhuchengtyrannus magnus                                                        |
|  |                                                                                |

|  | Tarbosaurus bataar      |
|  |                         |
|  | Zhuchengtyrannus magnus |
|  |                         |

|  | Tyrannosaurus rex                                                              |
|  |                                                                                |
|  | \| \| Tarbosaurus bataar \| \| \| \| \| \| Zhuchengtyrannus magnus \| \| \| \| |
|  |                                                                                |
|  | Tarbosaurus bataar                                                             |
|  |                                                                                |
|  | Zhuchengtyrannus magnus                                                        |
|  |                                                                                |

|  | Tarbosaurus bataar      |
|  |                         |
|  | Zhuchengtyrannus magnus |
|  |                         |

|  | Tyrannosaurus rex                                                              |
|  |                                                                                |
|  | \| \| Tarbosaurus bataar \| \| \| \| \| \| Zhuchengtyrannus magnus \| \| \| \| |
|  |                                                                                |
|  | Tarbosaurus bataar                                                             |
|  |                                                                                |
|  | Zhuchengtyrannus magnus                                                        |
|  |                                                                                |

|  | Tarbosaurus bataar      |
|  |                         |
|  | Zhuchengtyrannus magnus |
|  |                         |

|  | Tyrannosaurus rex                                                              |
|  |                                                                                |
|  | \| \| Tarbosaurus bataar \| \| \| \| \| \| Zhuchengtyrannus magnus \| \| \| \| |
|  |                                                                                |
|  | Tarbosaurus bataar                                                             |
|  |                                                                                |
|  | Zhuchengtyrannus magnus                                                        |
|  |                                                                                |

|  | Tarbosaurus bataar      |
|  |                         |
|  | Zhuchengtyrannus magnus |
|  |                         |

|  | Tyrannosaurus rex                                                              |
|  |                                                                                |
|  | \| \| Tarbosaurus bataar \| \| \| \| \| \| Zhuchengtyrannus magnus \| \| \| \| |
|  |                                                                                |
|  | Tarbosaurus bataar                                                             |
|  |                                                                                |
|  | Zhuchengtyrannus magnus                                                        |
|  |                                                                                |

|  | Tarbosaurus bataar      |
|  |                         |
|  | Zhuchengtyrannus magnus |
|  |                         |

|  | Tyrannosaurus rex                                                              |
|  |                                                                                |
|  | \| \| Tarbosaurus bataar \| \| \| \| \| \| Zhuchengtyrannus magnus \| \| \| \| |
|  |                                                                                |
|  | Tarbosaurus bataar                                                             |
|  |                                                                                |
|  | Zhuchengtyrannus magnus                                                        |
|  |                                                                                |

|  | Tarbosaurus bataar      |
|  |                         |
|  | Zhuchengtyrannus magnus |
|  |                         |

|  | Tyrannosaurus rex                                                              |
|  |                                                                                |
|  | \| \| Tarbosaurus bataar \| \| \| \| \| \| Zhuchengtyrannus magnus \| \| \| \| |
|  |                                                                                |
|  | Tarbosaurus bataar                                                             |
|  |                                                                                |
|  | Zhuchengtyrannus magnus                                                        |
|  |                                                                                |

|  | Tarbosaurus bataar      |
|  |                         |
|  | Zhuchengtyrannus magnus |
|  |                         |

|  | Tyrannosaurus rex                                                              |
|  |                                                                                |
|  | \| \| Tarbosaurus bataar \| \| \| \| \| \| Zhuchengtyrannus magnus \| \| \| \| |
|  |                                                                                |
|  | Tarbosaurus bataar                                                             |
|  |                                                                                |
|  | Zhuchengtyrannus magnus                                                        |
|  |                                                                                |

|  | Tarbosaurus bataar      |
|  |                         |
|  | Zhuchengtyrannus magnus |
|  |                         |

|  | Tyrannosaurus rex                                                              |
|  |                                                                                |
|  | \| \| Tarbosaurus bataar \| \| \| \| \| \| Zhuchengtyrannus magnus \| \| \| \| |
|  |                                                                                |
|  | Tarbosaurus bataar                                                             |
|  |                                                                                |
|  | Zhuchengtyrannus magnus                                                        |
|  |                                                                                |

|  | Tarbosaurus bataar      |
|  |                         |
|  | Zhuchengtyrannus magnus |
|  |                         |

|  | Tyrannosaurus rex                                                              |
|  |                                                                                |
|  | \| \| Tarbosaurus bataar \| \| \| \| \| \| Zhuchengtyrannus magnus \| \| \| \| |
|  |                                                                                |
|  | Tarbosaurus bataar                                                             |
|  |                                                                                |
|  | Zhuchengtyrannus magnus                                                        |
|  |                                                                                |

|  | Tarbosaurus bataar      |
|  |                         |
|  | Zhuchengtyrannus magnus |
|  |                         |

|  | Tyrannosaurus rex                                                              |
|  |                                                                                |
|  | \| \| Tarbosaurus bataar \| \| \| \| \| \| Zhuchengtyrannus magnus \| \| \| \| |
|  |                                                                                |
|  | Tarbosaurus bataar                                                             |
|  |                                                                                |
|  | Zhuchengtyrannus magnus                                                        |
|  |                                                                                |

|  | Tarbosaurus bataar      |
|  |                         |
|  | Zhuchengtyrannus magnus |
|  |                         |

|  | Tyrannosaurus rex                                                              |
|  |                                                                                |
|  | \| \| Tarbosaurus bataar \| \| \| \| \| \| Zhuchengtyrannus magnus \| \| \| \| |
|  |                                                                                |
|  | Tarbosaurus bataar                                                             |
|  |                                                                                |
|  | Zhuchengtyrannus magnus                                                        |
|  |                                                                                |

|  | Tarbosaurus bataar      |
|  |                         |
|  | Zhuchengtyrannus magnus |
|  |                         |

|  | Tyrannosaurus rex                                                              |
|  |                                                                                |
|  | \| \| Tarbosaurus bataar \| \| \| \| \| \| Zhuchengtyrannus magnus \| \| \| \| |
|  |                                                                                |
|  | Tarbosaurus bataar                                                             |
|  |                                                                                |
|  | Zhuchengtyrannus magnus                                                        |
|  |                                                                                |

|  | Tarbosaurus bataar      |
|  |                         |
|  | Zhuchengtyrannus magnus |
|  |                         |

|  | Tyrannosaurus rex                                                              |
|  |                                                                                |
|  | \| \| Tarbosaurus bataar \| \| \| \| \| \| Zhuchengtyrannus magnus \| \| \| \| |
|  |                                                                                |
|  | Tarbosaurus bataar                                                             |
|  |                                                                                |
|  | Zhuchengtyrannus magnus                                                        |
|  |                                                                                |

|  | Tarbosaurus bataar      |
|  |                         |
|  | Zhuchengtyrannus magnus |
|  |                         |

|  | Tyrannosaurus rex                                                              |
|  |                                                                                |
|  | \| \| Tarbosaurus bataar \| \| \| \| \| \| Zhuchengtyrannus magnus \| \| \| \| |
|  |                                                                                |
|  | Tarbosaurus bataar                                                             |
|  |                                                                                |
|  | Zhuchengtyrannus magnus                                                        |
|  |                                                                                |

|  | Tarbosaurus bataar      |
|  |                         |
|  | Zhuchengtyrannus magnus |
|  |                         |

|  | Tyrannosaurus rex                                                              |
|  |                                                                                |
|  | \| \| Tarbosaurus bataar \| \| \| \| \| \| Zhuchengtyrannus magnus \| \| \| \| |
|  |                                                                                |
|  | Tarbosaurus bataar                                                             |
|  |                                                                                |
|  | Zhuchengtyrannus magnus                                                        |
|  |                                                                                |

|  | Tarbosaurus bataar      |
|  |                         |
|  | Zhuchengtyrannus magnus |
|  |                         |

|  | Tyrannosaurus rex                                                              |
|  |                                                                                |
|  | \| \| Tarbosaurus bataar \| \| \| \| \| \| Zhuchengtyrannus magnus \| \| \| \| |
|  |                                                                                |
|  | Tarbosaurus bataar                                                             |
|  |                                                                                |
|  | Zhuchengtyrannus magnus                                                        |
|  |                                                                                |

|  | Tarbosaurus bataar      |
|  |                         |
|  | Zhuchengtyrannus magnus |
|  |                         |

|  | Tyrannosaurus rex                                                              |
|  |                                                                                |
|  | \| \| Tarbosaurus bataar \| \| \| \| \| \| Zhuchengtyrannus magnus \| \| \| \| |
|  |                                                                                |
|  | Tarbosaurus bataar                                                             |
|  |                                                                                |
|  | Zhuchengtyrannus magnus                                                        |
|  |                                                                                |

|  | Tarbosaurus bataar      |
|  |                         |
|  | Zhuchengtyrannus magnus |
|  |                         |

|  | Tyrannosaurus rex                                                              |
|  |                                                                                |
|  | \| \| Tarbosaurus bataar \| \| \| \| \| \| Zhuchengtyrannus magnus \| \| \| \| |
|  |                                                                                |
|  | Tarbosaurus bataar                                                             |
|  |                                                                                |
|  | Zhuchengtyrannus magnus                                                        |
|  |                                                                                |

|  | Tarbosaurus bataar      |
|  |                         |
|  | Zhuchengtyrannus magnus |
|  |                         |

|  | Tyrannosaurus rex                                                              |
|  |                                                                                |
|  | \| \| Tarbosaurus bataar \| \| \| \| \| \| Zhuchengtyrannus magnus \| \| \| \| |
|  |                                                                                |
|  | Tarbosaurus bataar                                                             |
|  |                                                                                |
|  | Zhuchengtyrannus magnus                                                        |
|  |                                                                                |

|  | Tarbosaurus bataar      |
|  |                         |
|  | Zhuchengtyrannus magnus |
|  |                         |

|  | Tyrannosaurus rex                                                              |
|  |                                                                                |
|  | \| \| Tarbosaurus bataar \| \| \| \| \| \| Zhuchengtyrannus magnus \| \| \| \| |
|  |                                                                                |
|  | Tarbosaurus bataar                                                             |
|  |                                                                                |
|  | Zhuchengtyrannus magnus                                                        |
|  |                                                                                |

|  | Tarbosaurus bataar      |
|  |                         |
|  | Zhuchengtyrannus magnus |
|  |                         |

|  | Tyrannosaurus rex                                                              |
|  |                                                                                |
|  | \| \| Tarbosaurus bataar \| \| \| \| \| \| Zhuchengtyrannus magnus \| \| \| \| |
|  |                                                                                |
|  | Tarbosaurus bataar                                                             |
|  |                                                                                |
|  | Zhuchengtyrannus magnus                                                        |
|  |                                                                                |

|  | Tarbosaurus bataar      |
|  |                         |
|  | Zhuchengtyrannus magnus |
|  |                         |

|  | Tyrannosaurus rex                                                              |
|  |                                                                                |
|  | \| \| Tarbosaurus bataar \| \| \| \| \| \| Zhuchengtyrannus magnus \| \| \| \| |
|  |                                                                                |
|  | Tarbosaurus bataar                                                             |
|  |                                                                                |
|  | Zhuchengtyrannus magnus                                                        |
|  |                                                                                |

|  | Tarbosaurus bataar      |
|  |                         |
|  | Zhuchengtyrannus magnus |
|  |                         |

|  | Tyrannosaurus rex                                                              |
|  |                                                                                |
|  | \| \| Tarbosaurus bataar \| \| \| \| \| \| Zhuchengtyrannus magnus \| \| \| \| |
|  |                                                                                |
|  | Tarbosaurus bataar                                                             |
|  |                                                                                |
|  | Zhuchengtyrannus magnus                                                        |
|  |                                                                                |

|  | Tarbosaurus bataar      |
|  |                         |
|  | Zhuchengtyrannus magnus |
|  |                         |

|  | Tyrannosaurus rex                                                              |
|  |                                                                                |
|  | \| \| Tarbosaurus bataar \| \| \| \| \| \| Zhuchengtyrannus magnus \| \| \| \| |
|  |                                                                                |
|  | Tarbosaurus bataar                                                             |
|  |                                                                                |
|  | Zhuchengtyrannus magnus                                                        |
|  |                                                                                |

|  | Tarbosaurus bataar      |
|  |                         |
|  | Zhuchengtyrannus magnus |
|  |                         |

|  | Tyrannosaurus rex                                                              |
|  |                                                                                |
|  | \| \| Tarbosaurus bataar \| \| \| \| \| \| Zhuchengtyrannus magnus \| \| \| \| |
|  |                                                                                |
|  | Tarbosaurus bataar                                                             |
|  |                                                                                |
|  | Zhuchengtyrannus magnus                                                        |
|  |                                                                                |

|  | Tarbosaurus bataar      |
|  |                         |
|  | Zhuchengtyrannus magnus |
|  |                         |

|  | Tyrannosaurus rex                                                              |
|  |                                                                                |
|  | \| \| Tarbosaurus bataar \| \| \| \| \| \| Zhuchengtyrannus magnus \| \| \| \| |
|  |                                                                                |
|  | Tarbosaurus bataar                                                             |
|  |                                                                                |
|  | Zhuchengtyrannus magnus                                                        |
|  |                                                                                |

|  | Tarbosaurus bataar      |
|  |                         |
|  | Zhuchengtyrannus magnus |
|  |                         |

|  | Gorgosaurus libratus      |
|  |                           |
|  | Albertosaurus sarcophagus |
|  |                           |

|  | Tyrannosaurus rex                                                              |
|  |                                                                                |
|  | \| \| Tarbosaurus bataar \| \| \| \| \| \| Zhuchengtyrannus magnus \| \| \| \| |
|  |                                                                                |
|  | Tarbosaurus bataar                                                             |
|  |                                                                                |
|  | Zhuchengtyrannus magnus                                                        |
|  |                                                                                |

|  | Tarbosaurus bataar      |
|  |                         |
|  | Zhuchengtyrannus magnus |
|  |                         |

|  | Tyrannosaurus rex                                                              |
|  |                                                                                |
|  | \| \| Tarbosaurus bataar \| \| \| \| \| \| Zhuchengtyrannus magnus \| \| \| \| |
|  |                                                                                |
|  | Tarbosaurus bataar                                                             |
|  |                                                                                |
|  | Zhuchengtyrannus magnus                                                        |
|  |                                                                                |

|  | Tarbosaurus bataar      |
|  |                         |
|  | Zhuchengtyrannus magnus |
|  |                         |

|  | Tyrannosaurus rex                                                              |
|  |                                                                                |
|  | \| \| Tarbosaurus bataar \| \| \| \| \| \| Zhuchengtyrannus magnus \| \| \| \| |
|  |                                                                                |
|  | Tarbosaurus bataar                                                             |
|  |                                                                                |
|  | Zhuchengtyrannus magnus                                                        |
|  |                                                                                |

|  | Tarbosaurus bataar      |
|  |                         |
|  | Zhuchengtyrannus magnus |
|  |                         |

|  | Tyrannosaurus rex                                                              |
|  |                                                                                |
|  | \| \| Tarbosaurus bataar \| \| \| \| \| \| Zhuchengtyrannus magnus \| \| \| \| |
|  |                                                                                |
|  | Tarbosaurus bataar                                                             |
|  |                                                                                |
|  | Zhuchengtyrannus magnus                                                        |
|  |                                                                                |

|  | Tarbosaurus bataar      |
|  |                         |
|  | Zhuchengtyrannus magnus |
|  |                         |

|  | Tyrannosaurus rex                                                              |
|  |                                                                                |
|  | \| \| Tarbosaurus bataar \| \| \| \| \| \| Zhuchengtyrannus magnus \| \| \| \| |
|  |                                                                                |
|  | Tarbosaurus bataar                                                             |
|  |                                                                                |
|  | Zhuchengtyrannus magnus                                                        |
|  |                                                                                |

|  | Tarbosaurus bataar      |
|  |                         |
|  | Zhuchengtyrannus magnus |
|  |                         |

|  | Tyrannosaurus rex                                                              |
|  |                                                                                |
|  | \| \| Tarbosaurus bataar \| \| \| \| \| \| Zhuchengtyrannus magnus \| \| \| \| |
|  |                                                                                |
|  | Tarbosaurus bataar                                                             |
|  |                                                                                |
|  | Zhuchengtyrannus magnus                                                        |
|  |                                                                                |

|  | Tarbosaurus bataar      |
|  |                         |
|  | Zhuchengtyrannus magnus |
|  |                         |

|  | Tyrannosaurus rex                                                              |
|  |                                                                                |
|  | \| \| Tarbosaurus bataar \| \| \| \| \| \| Zhuchengtyrannus magnus \| \| \| \| |
|  |                                                                                |
|  | Tarbosaurus bataar                                                             |
|  |                                                                                |
|  | Zhuchengtyrannus magnus                                                        |
|  |                                                                                |

|  | Tarbosaurus bataar      |
|  |                         |
|  | Zhuchengtyrannus magnus |
|  |                         |

|  | Tyrannosaurus rex                                                              |
|  |                                                                                |
|  | \| \| Tarbosaurus bataar \| \| \| \| \| \| Zhuchengtyrannus magnus \| \| \| \| |
|  |                                                                                |
|  | Tarbosaurus bataar                                                             |
|  |                                                                                |
|  | Zhuchengtyrannus magnus                                                        |
|  |                                                                                |

|  | Tarbosaurus bataar      |
|  |                         |
|  | Zhuchengtyrannus magnus |
|  |                         |

|  | Tyrannosaurus rex                                                              |
|  |                                                                                |
|  | \| \| Tarbosaurus bataar \| \| \| \| \| \| Zhuchengtyrannus magnus \| \| \| \| |
|  |                                                                                |
|  | Tarbosaurus bataar                                                             |
|  |                                                                                |
|  | Zhuchengtyrannus magnus                                                        |
|  |                                                                                |

|  | Tarbosaurus bataar      |
|  |                         |
|  | Zhuchengtyrannus magnus |
|  |                         |

|  | Tyrannosaurus rex                                                              |
|  |                                                                                |
|  | \| \| Tarbosaurus bataar \| \| \| \| \| \| Zhuchengtyrannus magnus \| \| \| \| |
|  |                                                                                |
|  | Tarbosaurus bataar                                                             |
|  |                                                                                |
|  | Zhuchengtyrannus magnus                                                        |
|  |                                                                                |

|  | Tarbosaurus bataar      |
|  |                         |
|  | Zhuchengtyrannus magnus |
|  |                         |

|  | Tyrannosaurus rex                                                              |
|  |                                                                                |
|  | \| \| Tarbosaurus bataar \| \| \| \| \| \| Zhuchengtyrannus magnus \| \| \| \| |
|  |                                                                                |
|  | Tarbosaurus bataar                                                             |
|  |                                                                                |
|  | Zhuchengtyrannus magnus                                                        |
|  |                                                                                |

|  | Tarbosaurus bataar      |
|  |                         |
|  | Zhuchengtyrannus magnus |
|  |                         |

|  | Tyrannosaurus rex                                                              |
|  |                                                                                |
|  | \| \| Tarbosaurus bataar \| \| \| \| \| \| Zhuchengtyrannus magnus \| \| \| \| |
|  |                                                                                |
|  | Tarbosaurus bataar                                                             |
|  |                                                                                |
|  | Zhuchengtyrannus magnus                                                        |
|  |                                                                                |

|  | Tarbosaurus bataar      |
|  |                         |
|  | Zhuchengtyrannus magnus |
|  |                         |

|  | Tyrannosaurus rex                                                              |
|  |                                                                                |
|  | \| \| Tarbosaurus bataar \| \| \| \| \| \| Zhuchengtyrannus magnus \| \| \| \| |
|  |                                                                                |
|  | Tarbosaurus bataar                                                             |
|  |                                                                                |
|  | Zhuchengtyrannus magnus                                                        |
|  |                                                                                |

|  | Tarbosaurus bataar      |
|  |                         |
|  | Zhuchengtyrannus magnus |
|  |                         |

|  | Tyrannosaurus rex                                                              |
|  |                                                                                |
|  | \| \| Tarbosaurus bataar \| \| \| \| \| \| Zhuchengtyrannus magnus \| \| \| \| |
|  |                                                                                |
|  | Tarbosaurus bataar                                                             |
|  |                                                                                |
|  | Zhuchengtyrannus magnus                                                        |
|  |                                                                                |

|  | Tarbosaurus bataar      |
|  |                         |
|  | Zhuchengtyrannus magnus |
|  |                         |

|  | Tyrannosaurus rex                                                              |
|  |                                                                                |
|  | \| \| Tarbosaurus bataar \| \| \| \| \| \| Zhuchengtyrannus magnus \| \| \| \| |
|  |                                                                                |
|  | Tarbosaurus bataar                                                             |
|  |                                                                                |
|  | Zhuchengtyrannus magnus                                                        |
|  |                                                                                |

|  | Tarbosaurus bataar      |
|  |                         |
|  | Zhuchengtyrannus magnus |
|  |                         |

|  | Tyrannosaurus rex                                                              |
|  |                                                                                |
|  | \| \| Tarbosaurus bataar \| \| \| \| \| \| Zhuchengtyrannus magnus \| \| \| \| |
|  |                                                                                |
|  | Tarbosaurus bataar                                                             |
|  |                                                                                |
|  | Zhuchengtyrannus magnus                                                        |
|  |                                                                                |

|  | Tarbosaurus bataar      |
|  |                         |
|  | Zhuchengtyrannus magnus |
|  |                         |

|  | Tyrannosaurus rex                                                              |
|  |                                                                                |
|  | \| \| Tarbosaurus bataar \| \| \| \| \| \| Zhuchengtyrannus magnus \| \| \| \| |
|  |                                                                                |
|  | Tarbosaurus bataar                                                             |
|  |                                                                                |
|  | Zhuchengtyrannus magnus                                                        |
|  |                                                                                |

|  | Tarbosaurus bataar      |
|  |                         |
|  | Zhuchengtyrannus magnus |
|  |                         |

|  | Tyrannosaurus rex                                                              |
|  |                                                                                |
|  | \| \| Tarbosaurus bataar \| \| \| \| \| \| Zhuchengtyrannus magnus \| \| \| \| |
|  |                                                                                |
|  | Tarbosaurus bataar                                                             |
|  |                                                                                |
|  | Zhuchengtyrannus magnus                                                        |
|  |                                                                                |

|  | Tarbosaurus bataar      |
|  |                         |
|  | Zhuchengtyrannus magnus |
|  |                         |

|  | Tyrannosaurus rex                                                              |
|  |                                                                                |
|  | \| \| Tarbosaurus bataar \| \| \| \| \| \| Zhuchengtyrannus magnus \| \| \| \| |
|  |                                                                                |
|  | Tarbosaurus bataar                                                             |
|  |                                                                                |
|  | Zhuchengtyrannus magnus                                                        |
|  |                                                                                |

|  | Tarbosaurus bataar      |
|  |                         |
|  | Zhuchengtyrannus magnus |
|  |                         |

|  | Tyrannosaurus rex                                                              |
|  |                                                                                |
|  | \| \| Tarbosaurus bataar \| \| \| \| \| \| Zhuchengtyrannus magnus \| \| \| \| |
|  |                                                                                |
|  | Tarbosaurus bataar                                                             |
|  |                                                                                |
|  | Zhuchengtyrannus magnus                                                        |
|  |                                                                                |

|  | Tarbosaurus bataar      |
|  |                         |
|  | Zhuchengtyrannus magnus |
|  |                         |

|  | Tyrannosaurus rex                                                              |
|  |                                                                                |
|  | \| \| Tarbosaurus bataar \| \| \| \| \| \| Zhuchengtyrannus magnus \| \| \| \| |
|  |                                                                                |
|  | Tarbosaurus bataar                                                             |
|  |                                                                                |
|  | Zhuchengtyrannus magnus                                                        |
|  |                                                                                |

|  | Tarbosaurus bataar      |
|  |                         |
|  | Zhuchengtyrannus magnus |
|  |                         |

|  | Tyrannosaurus rex                                                              |
|  |                                                                                |
|  | \| \| Tarbosaurus bataar \| \| \| \| \| \| Zhuchengtyrannus magnus \| \| \| \| |
|  |                                                                                |
|  | Tarbosaurus bataar                                                             |
|  |                                                                                |
|  | Zhuchengtyrannus magnus                                                        |
|  |                                                                                |

|  | Tarbosaurus bataar      |
|  |                         |
|  | Zhuchengtyrannus magnus |
|  |                         |

|  | Tyrannosaurus rex                                                              |
|  |                                                                                |
|  | \| \| Tarbosaurus bataar \| \| \| \| \| \| Zhuchengtyrannus magnus \| \| \| \| |
|  |                                                                                |
|  | Tarbosaurus bataar                                                             |
|  |                                                                                |
|  | Zhuchengtyrannus magnus                                                        |
|  |                                                                                |

|  | Tarbosaurus bataar      |
|  |                         |
|  | Zhuchengtyrannus magnus |
|  |                         |

|  | Tyrannosaurus rex                                                              |
|  |                                                                                |
|  | \| \| Tarbosaurus bataar \| \| \| \| \| \| Zhuchengtyrannus magnus \| \| \| \| |
|  |                                                                                |
|  | Tarbosaurus bataar                                                             |
|  |                                                                                |
|  | Zhuchengtyrannus magnus                                                        |
|  |                                                                                |

|  | Tarbosaurus bataar      |
|  |                         |
|  | Zhuchengtyrannus magnus |
|  |                         |

|  | Tyrannosaurus rex                                                              |
|  |                                                                                |
|  | \| \| Tarbosaurus bataar \| \| \| \| \| \| Zhuchengtyrannus magnus \| \| \| \| |
|  |                                                                                |
|  | Tarbosaurus bataar                                                             |
|  |                                                                                |
|  | Zhuchengtyrannus magnus                                                        |
|  |                                                                                |

|  | Tarbosaurus bataar      |
|  |                         |
|  | Zhuchengtyrannus magnus |
|  |                         |

|  | Tyrannosaurus rex                                                              |
|  |                                                                                |
|  | \| \| Tarbosaurus bataar \| \| \| \| \| \| Zhuchengtyrannus magnus \| \| \| \| |
|  |                                                                                |
|  | Tarbosaurus bataar                                                             |
|  |                                                                                |
|  | Zhuchengtyrannus magnus                                                        |
|  |                                                                                |

|  | Tarbosaurus bataar      |
|  |                         |
|  | Zhuchengtyrannus magnus |
|  |                         |

|  | Tyrannosaurus rex                                                              |
|  |                                                                                |
|  | \| \| Tarbosaurus bataar \| \| \| \| \| \| Zhuchengtyrannus magnus \| \| \| \| |
|  |                                                                                |
|  | Tarbosaurus bataar                                                             |
|  |                                                                                |
|  | Zhuchengtyrannus magnus                                                        |
|  |                                                                                |

|  | Tarbosaurus bataar      |
|  |                         |
|  | Zhuchengtyrannus magnus |
|  |                         |

|  | Tyrannosaurus rex                                                              |
|  |                                                                                |
|  | \| \| Tarbosaurus bataar \| \| \| \| \| \| Zhuchengtyrannus magnus \| \| \| \| |
|  |                                                                                |
|  | Tarbosaurus bataar                                                             |
|  |                                                                                |
|  | Zhuchengtyrannus magnus                                                        |
|  |                                                                                |

|  | Tarbosaurus bataar      |
|  |                         |
|  | Zhuchengtyrannus magnus |
|  |                         |

|  | Tyrannosaurus rex                                                              |
|  |                                                                                |
|  | \| \| Tarbosaurus bataar \| \| \| \| \| \| Zhuchengtyrannus magnus \| \| \| \| |
|  |                                                                                |
|  | Tarbosaurus bataar                                                             |
|  |                                                                                |
|  | Zhuchengtyrannus magnus                                                        |
|  |                                                                                |

|  | Tarbosaurus bataar      |
|  |                         |
|  | Zhuchengtyrannus magnus |
|  |                         |

|  | Tyrannosaurus rex                                                              |
|  |                                                                                |
|  | \| \| Tarbosaurus bataar \| \| \| \| \| \| Zhuchengtyrannus magnus \| \| \| \| |
|  |                                                                                |
|  | Tarbosaurus bataar                                                             |
|  |                                                                                |
|  | Zhuchengtyrannus magnus                                                        |
|  |                                                                                |

|  | Tarbosaurus bataar      |
|  |                         |
|  | Zhuchengtyrannus magnus |
|  |                         |

|  | Tyrannosaurus rex                                                              |
|  |                                                                                |
|  | \| \| Tarbosaurus bataar \| \| \| \| \| \| Zhuchengtyrannus magnus \| \| \| \| |
|  |                                                                                |
|  | Tarbosaurus bataar                                                             |
|  |                                                                                |
|  | Zhuchengtyrannus magnus                                                        |
|  |                                                                                |

|  | Tarbosaurus bataar      |
|  |                         |
|  | Zhuchengtyrannus magnus |
|  |                         |

|  | Tyrannosaurus rex                                                              |
|  |                                                                                |
|  | \| \| Tarbosaurus bataar \| \| \| \| \| \| Zhuchengtyrannus magnus \| \| \| \| |
|  |                                                                                |
|  | Tarbosaurus bataar                                                             |
|  |                                                                                |
|  | Zhuchengtyrannus magnus                                                        |
|  |                                                                                |

|  | Tarbosaurus bataar      |
|  |                         |
|  | Zhuchengtyrannus magnus |
|  |                         |

|  | Tyrannosaurus rex                                                              |
|  |                                                                                |
|  | \| \| Tarbosaurus bataar \| \| \| \| \| \| Zhuchengtyrannus magnus \| \| \| \| |
|  |                                                                                |
|  | Tarbosaurus bataar                                                             |
|  |                                                                                |
|  | Zhuchengtyrannus magnus                                                        |
|  |                                                                                |

|  | Tarbosaurus bataar      |
|  |                         |
|  | Zhuchengtyrannus magnus |
|  |                         |

|  | Tyrannosaurus rex                                                              |
|  |                                                                                |
|  | \| \| Tarbosaurus bataar \| \| \| \| \| \| Zhuchengtyrannus magnus \| \| \| \| |
|  |                                                                                |
|  | Tarbosaurus bataar                                                             |
|  |                                                                                |
|  | Zhuchengtyrannus magnus                                                        |
|  |                                                                                |

|  | Tarbosaurus bataar      |
|  |                         |
|  | Zhuchengtyrannus magnus |
|  |                         |

|  | Tyrannosaurus rex                                                              |
|  |                                                                                |
|  | \| \| Tarbosaurus bataar \| \| \| \| \| \| Zhuchengtyrannus magnus \| \| \| \| |
|  |                                                                                |
|  | Tarbosaurus bataar                                                             |
|  |                                                                                |
|  | Zhuchengtyrannus magnus                                                        |
|  |                                                                                |

|  | Tarbosaurus bataar      |
|  |                         |
|  | Zhuchengtyrannus magnus |
|  |                         |

|  | Tyrannosaurus rex                                                              |
|  |                                                                                |
|  | \| \| Tarbosaurus bataar \| \| \| \| \| \| Zhuchengtyrannus magnus \| \| \| \| |
|  |                                                                                |
|  | Tarbosaurus bataar                                                             |
|  |                                                                                |
|  | Zhuchengtyrannus magnus                                                        |
|  |                                                                                |

|  | Tarbosaurus bataar      |
|  |                         |
|  | Zhuchengtyrannus magnus |
|  |                         |

|  | Tyrannosaurus rex                                                              |
|  |                                                                                |
|  | \| \| Tarbosaurus bataar \| \| \| \| \| \| Zhuchengtyrannus magnus \| \| \| \| |
|  |                                                                                |
|  | Tarbosaurus bataar                                                             |
|  |                                                                                |
|  | Zhuchengtyrannus magnus                                                        |
|  |                                                                                |

|  | Tarbosaurus bataar      |
|  |                         |
|  | Zhuchengtyrannus magnus |
|  |                         |

|  | Tyrannosaurus rex                                                              |
|  |                                                                                |
|  | \| \| Tarbosaurus bataar \| \| \| \| \| \| Zhuchengtyrannus magnus \| \| \| \| |
|  |                                                                                |
|  | Tarbosaurus bataar                                                             |
|  |                                                                                |
|  | Zhuchengtyrannus magnus                                                        |
|  |                                                                                |

|  | Tarbosaurus bataar      |
|  |                         |
|  | Zhuchengtyrannus magnus |
|  |                         |

|  | Tyrannosaurus rex                                                              |
|  |                                                                                |
|  | \| \| Tarbosaurus bataar \| \| \| \| \| \| Zhuchengtyrannus magnus \| \| \| \| |
|  |                                                                                |
|  | Tarbosaurus bataar                                                             |
|  |                                                                                |
|  | Zhuchengtyrannus magnus                                                        |
|  |                                                                                |

|  | Tarbosaurus bataar      |
|  |                         |
|  | Zhuchengtyrannus magnus |
|  |                         |

|  | Tyrannosaurus rex                                                              |
|  |                                                                                |
|  | \| \| Tarbosaurus bataar \| \| \| \| \| \| Zhuchengtyrannus magnus \| \| \| \| |
|  |                                                                                |
|  | Tarbosaurus bataar                                                             |
|  |                                                                                |
|  | Zhuchengtyrannus magnus                                                        |
|  |                                                                                |

|  | Tarbosaurus bataar      |
|  |                         |
|  | Zhuchengtyrannus magnus |
|  |                         |

|  | Tyrannosaurus rex                                                              |
|  |                                                                                |
|  | \| \| Tarbosaurus bataar \| \| \| \| \| \| Zhuchengtyrannus magnus \| \| \| \| |
|  |                                                                                |
|  | Tarbosaurus bataar                                                             |
|  |                                                                                |
|  | Zhuchengtyrannus magnus                                                        |
|  |                                                                                |

|  | Tarbosaurus bataar      |
|  |                         |
|  | Zhuchengtyrannus magnus |
|  |                         |

|  | Tyrannosaurus rex                                                              |
|  |                                                                                |
|  | \| \| Tarbosaurus bataar \| \| \| \| \| \| Zhuchengtyrannus magnus \| \| \| \| |
|  |                                                                                |
|  | Tarbosaurus bataar                                                             |
|  |                                                                                |
|  | Zhuchengtyrannus magnus                                                        |
|  |                                                                                |

|  | Tarbosaurus bataar      |
|  |                         |
|  | Zhuchengtyrannus magnus |
|  |                         |

|  | Tyrannosaurus rex                                                              |
|  |                                                                                |
|  | \| \| Tarbosaurus bataar \| \| \| \| \| \| Zhuchengtyrannus magnus \| \| \| \| |
|  |                                                                                |
|  | Tarbosaurus bataar                                                             |
|  |                                                                                |
|  | Zhuchengtyrannus magnus                                                        |
|  |                                                                                |

|  | Tarbosaurus bataar      |
|  |                         |
|  | Zhuchengtyrannus magnus |
|  |                         |

|  | Tyrannosaurus rex                                                              |
|  |                                                                                |
|  | \| \| Tarbosaurus bataar \| \| \| \| \| \| Zhuchengtyrannus magnus \| \| \| \| |
|  |                                                                                |
|  | Tarbosaurus bataar                                                             |
|  |                                                                                |
|  | Zhuchengtyrannus magnus                                                        |
|  |                                                                                |

|  | Tarbosaurus bataar      |
|  |                         |
|  | Zhuchengtyrannus magnus |
|  |                         |

|  | Tyrannosaurus rex                                                              |
|  |                                                                                |
|  | \| \| Tarbosaurus bataar \| \| \| \| \| \| Zhuchengtyrannus magnus \| \| \| \| |
|  |                                                                                |
|  | Tarbosaurus bataar                                                             |
|  |                                                                                |
|  | Zhuchengtyrannus magnus                                                        |
|  |                                                                                |

|  | Tarbosaurus bataar      |
|  |                         |
|  | Zhuchengtyrannus magnus |
|  |                         |

|  | Tyrannosaurus rex                                                              |
|  |                                                                                |
|  | \| \| Tarbosaurus bataar \| \| \| \| \| \| Zhuchengtyrannus magnus \| \| \| \| |
|  |                                                                                |
|  | Tarbosaurus bataar                                                             |
|  |                                                                                |
|  | Zhuchengtyrannus magnus                                                        |
|  |                                                                                |

|  | Tarbosaurus bataar      |
|  |                         |
|  | Zhuchengtyrannus magnus |
|  |                         |

|  | Tyrannosaurus rex                                                              |
|  |                                                                                |
|  | \| \| Tarbosaurus bataar \| \| \| \| \| \| Zhuchengtyrannus magnus \| \| \| \| |
|  |                                                                                |
|  | Tarbosaurus bataar                                                             |
|  |                                                                                |
|  | Zhuchengtyrannus magnus                                                        |
|  |                                                                                |

|  | Tarbosaurus bataar      |
|  |                         |
|  | Zhuchengtyrannus magnus |
|  |                         |

|  | Tyrannosaurus rex                                                              |
|  |                                                                                |
|  | \| \| Tarbosaurus bataar \| \| \| \| \| \| Zhuchengtyrannus magnus \| \| \| \| |
|  |                                                                                |
|  | Tarbosaurus bataar                                                             |
|  |                                                                                |
|  | Zhuchengtyrannus magnus                                                        |
|  |                                                                                |

|  | Tarbosaurus bataar      |
|  |                         |
|  | Zhuchengtyrannus magnus |
|  |                         |

|  | Tyrannosaurus rex                                                              |
|  |                                                                                |
|  | \| \| Tarbosaurus bataar \| \| \| \| \| \| Zhuchengtyrannus magnus \| \| \| \| |
|  |                                                                                |
|  | Tarbosaurus bataar                                                             |
|  |                                                                                |
|  | Zhuchengtyrannus magnus                                                        |
|  |                                                                                |

|  | Tarbosaurus bataar      |
|  |                         |
|  | Zhuchengtyrannus magnus |
|  |                         |

|  | Tyrannosaurus rex                                                              |
|  |                                                                                |
|  | \| \| Tarbosaurus bataar \| \| \| \| \| \| Zhuchengtyrannus magnus \| \| \| \| |
|  |                                                                                |
|  | Tarbosaurus bataar                                                             |
|  |                                                                                |
|  | Zhuchengtyrannus magnus                                                        |
|  |                                                                                |

|  | Tarbosaurus bataar      |
|  |                         |
|  | Zhuchengtyrannus magnus |
|  |                         |

|  | Tyrannosaurus rex                                                              |
|  |                                                                                |
|  | \| \| Tarbosaurus bataar \| \| \| \| \| \| Zhuchengtyrannus magnus \| \| \| \| |
|  |                                                                                |
|  | Tarbosaurus bataar                                                             |
|  |                                                                                |
|  | Zhuchengtyrannus magnus                                                        |
|  |                                                                                |

|  | Tarbosaurus bataar      |
|  |                         |
|  | Zhuchengtyrannus magnus |
|  |                         |

|  | Tyrannosaurus rex                                                              |
|  |                                                                                |
|  | \| \| Tarbosaurus bataar \| \| \| \| \| \| Zhuchengtyrannus magnus \| \| \| \| |
|  |                                                                                |
|  | Tarbosaurus bataar                                                             |
|  |                                                                                |
|  | Zhuchengtyrannus magnus                                                        |
|  |                                                                                |

|  | Tarbosaurus bataar      |
|  |                         |
|  | Zhuchengtyrannus magnus |
|  |                         |

|  | Tyrannosaurus rex                                                              |
|  |                                                                                |
|  | \| \| Tarbosaurus bataar \| \| \| \| \| \| Zhuchengtyrannus magnus \| \| \| \| |
|  |                                                                                |
|  | Tarbosaurus bataar                                                             |
|  |                                                                                |
|  | Zhuchengtyrannus magnus                                                        |
|  |                                                                                |

|  | Tarbosaurus bataar      |
|  |                         |
|  | Zhuchengtyrannus magnus |
|  |                         |

|  | Tyrannosaurus rex                                                              |
|  |                                                                                |
|  | \| \| Tarbosaurus bataar \| \| \| \| \| \| Zhuchengtyrannus magnus \| \| \| \| |
|  |                                                                                |
|  | Tarbosaurus bataar                                                             |
|  |                                                                                |
|  | Zhuchengtyrannus magnus                                                        |
|  |                                                                                |

|  | Tarbosaurus bataar      |
|  |                         |
|  | Zhuchengtyrannus magnus |
|  |                         |

|  | Tyrannosaurus rex                                                              |
|  |                                                                                |
|  | \| \| Tarbosaurus bataar \| \| \| \| \| \| Zhuchengtyrannus magnus \| \| \| \| |
|  |                                                                                |
|  | Tarbosaurus bataar                                                             |
|  |                                                                                |
|  | Zhuchengtyrannus magnus                                                        |
|  |                                                                                |

|  | Tarbosaurus bataar      |
|  |                         |
|  | Zhuchengtyrannus magnus |
|  |                         |

|  | Tyrannosaurus rex                                                              |
|  |                                                                                |
|  | \| \| Tarbosaurus bataar \| \| \| \| \| \| Zhuchengtyrannus magnus \| \| \| \| |
|  |                                                                                |
|  | Tarbosaurus bataar                                                             |
|  |                                                                                |
|  | Zhuchengtyrannus magnus                                                        |
|  |                                                                                |

|  | Tarbosaurus bataar      |
|  |                         |
|  | Zhuchengtyrannus magnus |
|  |                         |

|  | Tyrannosaurus rex                                                              |
|  |                                                                                |
|  | \| \| Tarbosaurus bataar \| \| \| \| \| \| Zhuchengtyrannus magnus \| \| \| \| |
|  |                                                                                |
|  | Tarbosaurus bataar                                                             |
|  |                                                                                |
|  | Zhuchengtyrannus magnus                                                        |
|  |                                                                                |

|  | Tarbosaurus bataar      |
|  |                         |
|  | Zhuchengtyrannus magnus |
|  |                         |

|  | Tyrannosaurus rex                                                              |
|  |                                                                                |
|  | \| \| Tarbosaurus bataar \| \| \| \| \| \| Zhuchengtyrannus magnus \| \| \| \| |
|  |                                                                                |
|  | Tarbosaurus bataar                                                             |
|  |                                                                                |
|  | Zhuchengtyrannus magnus                                                        |
|  |                                                                                |

|  | Tarbosaurus bataar      |
|  |                         |
|  | Zhuchengtyrannus magnus |
|  |                         |

|  | Tyrannosaurus rex                                                              |
|  |                                                                                |
|  | \| \| Tarbosaurus bataar \| \| \| \| \| \| Zhuchengtyrannus magnus \| \| \| \| |
|  |                                                                                |
|  | Tarbosaurus bataar                                                             |
|  |                                                                                |
|  | Zhuchengtyrannus magnus                                                        |
|  |                                                                                |

|  | Tarbosaurus bataar      |
|  |                         |
|  | Zhuchengtyrannus magnus |
|  |                         |

|  | Tyrannosaurus rex                                                              |
|  |                                                                                |
|  | \| \| Tarbosaurus bataar \| \| \| \| \| \| Zhuchengtyrannus magnus \| \| \| \| |
|  |                                                                                |
|  | Tarbosaurus bataar                                                             |
|  |                                                                                |
|  | Zhuchengtyrannus magnus                                                        |
|  |                                                                                |

|  | Tarbosaurus bataar      |
|  |                         |
|  | Zhuchengtyrannus magnus |
|  |                         |

|  | Tyrannosaurus rex                                                              |
|  |                                                                                |
|  | \| \| Tarbosaurus bataar \| \| \| \| \| \| Zhuchengtyrannus magnus \| \| \| \| |
|  |                                                                                |
|  | Tarbosaurus bataar                                                             |
|  |                                                                                |
|  | Zhuchengtyrannus magnus                                                        |
|  |                                                                                |

|  | Tarbosaurus bataar      |
|  |                         |
|  | Zhuchengtyrannus magnus |
|  |                         |

|  | Tyrannosaurus rex                                                              |
|  |                                                                                |
|  | \| \| Tarbosaurus bataar \| \| \| \| \| \| Zhuchengtyrannus magnus \| \| \| \| |
|  |                                                                                |
|  | Tarbosaurus bataar                                                             |
|  |                                                                                |
|  | Zhuchengtyrannus magnus                                                        |
|  |                                                                                |

|  | Tarbosaurus bataar      |
|  |                         |
|  | Zhuchengtyrannus magnus |
|  |                         |

|  | Tyrannosaurus rex                                                              |
|  |                                                                                |
|  | \| \| Tarbosaurus bataar \| \| \| \| \| \| Zhuchengtyrannus magnus \| \| \| \| |
|  |                                                                                |
|  | Tarbosaurus bataar                                                             |
|  |                                                                                |
|  | Zhuchengtyrannus magnus                                                        |
|  |                                                                                |

|  | Tarbosaurus bataar      |
|  |                         |
|  | Zhuchengtyrannus magnus |
|  |                         |

|  | Tyrannosaurus rex                                                              |
|  |                                                                                |
|  | \| \| Tarbosaurus bataar \| \| \| \| \| \| Zhuchengtyrannus magnus \| \| \| \| |
|  |                                                                                |
|  | Tarbosaurus bataar                                                             |
|  |                                                                                |
|  | Zhuchengtyrannus magnus                                                        |
|  |                                                                                |

|  | Tarbosaurus bataar      |
|  |                         |
|  | Zhuchengtyrannus magnus |
|  |                         |

Trong bài báo miêu tả Tyrannosaurus mcraeensis vào năm 2024, Dalman et al. cũng rút ra kết luận tương tự như nhiều phân tích trước, theo đó coi Tyrannosaurus như một đơn vị chị em của nhánh khủng long bao gồm Tarbosaurus và Zhuchengtyrannus có tên là Tyrannosaurini. Họ cũng tìm ra bằng chứng chứng tỏ Daspletosaurus và Thanatotheristes thuộc về cùng một nhánh đơn ngành với tên gọi là Daspletosaurini.

|  | Albertosaurus sarcophagus |
|  |                           |
|  | Gorgosaurus libratus      |
|  |                           |

|  | Daspletosaurus horneri |
|  |                        |
|  | Thanatotheristes       |
|  |                        |

|  | Daspletosaurus torosus |
|  |                        |
|  | Daspletosaurus wilsoni |
|  |                        |

|  | Daspletosaurus horneri |
|  |                        |
|  | Thanatotheristes       |
|  |                        |

|  | Daspletosaurus torosus |
|  |                        |
|  | Daspletosaurus wilsoni |
|  |                        |

|  | Tyrannosaurus mcraeensis |
|  |                          |
|  | Tyrannosaurus rex        |
|  |                          |

|  | Zhuchengtyrannus |
|  |                  |
|  | Tarbosaurus      |
|  |                  |

|  | Tyrannosaurus mcraeensis |
|  |                          |
|  | Tyrannosaurus rex        |
|  |                          |

|  | Zhuchengtyrannus |
|  |                  |
|  | Tarbosaurus      |
|  |                  |

|  | Tyrannosaurus mcraeensis |
|  |                          |
|  | Tyrannosaurus rex        |
|  |                          |

|  | Zhuchengtyrannus |
|  |                  |
|  | Tarbosaurus      |
|  |                  |

|  | Tyrannosaurus mcraeensis |
|  |                          |
|  | Tyrannosaurus rex        |
|  |                          |

|  | Zhuchengtyrannus |
|  |                  |
|  | Tarbosaurus      |
|  |                  |

|  | Tyrannosaurus mcraeensis |
|  |                          |
|  | Tyrannosaurus rex        |
|  |                          |

|  | Zhuchengtyrannus |
|  |                  |
|  | Tarbosaurus      |
|  |                  |

|  | Tyrannosaurus mcraeensis |
|  |                          |
|  | Tyrannosaurus rex        |
|  |                          |

|  | Zhuchengtyrannus |
|  |                  |
|  | Tarbosaurus      |
|  |                  |

|  | Tyrannosaurus mcraeensis |
|  |                          |
|  | Tyrannosaurus rex        |
|  |                          |

|  | Zhuchengtyrannus |
|  |                  |
|  | Tarbosaurus      |
|  |                  |

|  | Tyrannosaurus mcraeensis |
|  |                          |
|  | Tyrannosaurus rex        |
|  |                          |

|  | Zhuchengtyrannus |
|  |                  |
|  | Tarbosaurus      |
|  |                  |

|  | Tyrannosaurus mcraeensis |
|  |                          |
|  | Tyrannosaurus rex        |
|  |                          |

|  | Zhuchengtyrannus |
|  |                  |
|  | Tarbosaurus      |
|  |                  |

|  | Tyrannosaurus mcraeensis |
|  |                          |
|  | Tyrannosaurus rex        |
|  |                          |

|  | Zhuchengtyrannus |
|  |                  |
|  | Tarbosaurus      |
|  |                  |

|  | Tyrannosaurus mcraeensis |
|  |                          |
|  | Tyrannosaurus rex        |
|  |                          |

|  | Zhuchengtyrannus |
|  |                  |
|  | Tarbosaurus      |
|  |                  |

|  | Tyrannosaurus mcraeensis |
|  |                          |
|  | Tyrannosaurus rex        |
|  |                          |

|  | Zhuchengtyrannus |
|  |                  |
|  | Tarbosaurus      |
|  |                  |

|  | Tyrannosaurus mcraeensis |
|  |                          |
|  | Tyrannosaurus rex        |
|  |                          |

|  | Zhuchengtyrannus |
|  |                  |
|  | Tarbosaurus      |
|  |                  |

|  | Tyrannosaurus mcraeensis |
|  |                          |
|  | Tyrannosaurus rex        |
|  |                          |

|  | Zhuchengtyrannus |
|  |                  |
|  | Tarbosaurus      |
|  |                  |

|  | Tyrannosaurus mcraeensis |
|  |                          |
|  | Tyrannosaurus rex        |
|  |                          |

|  | Zhuchengtyrannus |
|  |                  |
|  | Tarbosaurus      |
|  |                  |

|  | Tyrannosaurus mcraeensis |
|  |                          |
|  | Tyrannosaurus rex        |
|  |                          |

|  | Zhuchengtyrannus |
|  |                  |
|  | Tarbosaurus      |
|  |                  |

|  | Tyrannosaurus mcraeensis |
|  |                          |
|  | Tyrannosaurus rex        |
|  |                          |

|  | Zhuchengtyrannus |
|  |                  |
|  | Tarbosaurus      |
|  |                  |

|  | Tyrannosaurus mcraeensis |
|  |                          |
|  | Tyrannosaurus rex        |
|  |                          |

|  | Zhuchengtyrannus |
|  |                  |
|  | Tarbosaurus      |
|  |                  |

|  | Tyrannosaurus mcraeensis |
|  |                          |
|  | Tyrannosaurus rex        |
|  |                          |

|  | Zhuchengtyrannus |
|  |                  |
|  | Tarbosaurus      |
|  |                  |

|  | Tyrannosaurus mcraeensis |
|  |                          |
|  | Tyrannosaurus rex        |
|  |                          |

|  | Zhuchengtyrannus |
|  |                  |
|  | Tarbosaurus      |
|  |                  |

|  | Tyrannosaurus mcraeensis |
|  |                          |
|  | Tyrannosaurus rex        |
|  |                          |

|  | Zhuchengtyrannus |
|  |                  |
|  | Tarbosaurus      |
|  |                  |

|  | Tyrannosaurus mcraeensis |
|  |                          |
|  | Tyrannosaurus rex        |
|  |                          |

|  | Zhuchengtyrannus |
|  |                  |
|  | Tarbosaurus      |
|  |                  |

|  | Tyrannosaurus mcraeensis |
|  |                          |
|  | Tyrannosaurus rex        |
|  |                          |

|  | Zhuchengtyrannus |
|  |                  |
|  | Tarbosaurus      |
|  |                  |

|  | Tyrannosaurus mcraeensis |
|  |                          |
|  | Tyrannosaurus rex        |
|  |                          |

|  | Zhuchengtyrannus |
|  |                  |
|  | Tarbosaurus      |
|  |                  |

|  | Tyrannosaurus mcraeensis |
|  |                          |
|  | Tyrannosaurus rex        |
|  |                          |

|  | Zhuchengtyrannus |
|  |                  |
|  | Tarbosaurus      |
|  |                  |

|  | Tyrannosaurus mcraeensis |
|  |                          |
|  | Tyrannosaurus rex        |
|  |                          |

|  | Zhuchengtyrannus |
|  |                  |
|  | Tarbosaurus      |
|  |                  |

|  | Tyrannosaurus mcraeensis |
|  |                          |
|  | Tyrannosaurus rex        |
|  |                          |

|  | Zhuchengtyrannus |
|  |                  |
|  | Tarbosaurus      |
|  |                  |

|  | Tyrannosaurus mcraeensis |
|  |                          |
|  | Tyrannosaurus rex        |
|  |                          |

|  | Zhuchengtyrannus |
|  |                  |
|  | Tarbosaurus      |
|  |                  |

|  | Tyrannosaurus mcraeensis |
|  |                          |
|  | Tyrannosaurus rex        |
|  |                          |

|  | Zhuchengtyrannus |
|  |                  |
|  | Tarbosaurus      |
|  |                  |

|  | Tyrannosaurus mcraeensis |
|  |                          |
|  | Tyrannosaurus rex        |
|  |                          |

|  | Zhuchengtyrannus |
|  |                  |
|  | Tarbosaurus      |
|  |                  |

|  | Tyrannosaurus mcraeensis |
|  |                          |
|  | Tyrannosaurus rex        |
|  |                          |

|  | Zhuchengtyrannus |
|  |                  |
|  | Tarbosaurus      |
|  |                  |

|  | Tyrannosaurus mcraeensis |
|  |                          |
|  | Tyrannosaurus rex        |
|  |                          |

|  | Zhuchengtyrannus |
|  |                  |
|  | Tarbosaurus      |
|  |                  |

|  | Daspletosaurus horneri |
|  |                        |
|  | Thanatotheristes       |
|  |                        |

|  | Daspletosaurus torosus |
|  |                        |
|  | Daspletosaurus wilsoni |
|  |                        |

|  | Daspletosaurus horneri |
|  |                        |
|  | Thanatotheristes       |
|  |                        |

|  | Daspletosaurus torosus |
|  |                        |
|  | Daspletosaurus wilsoni |
|  |                        |

|  | Tyrannosaurus mcraeensis |
|  |                          |
|  | Tyrannosaurus rex        |
|  |                          |

|  | Zhuchengtyrannus |
|  |                  |
|  | Tarbosaurus      |
|  |                  |

|  | Tyrannosaurus mcraeensis |
|  |                          |
|  | Tyrannosaurus rex        |
|  |                          |

|  | Zhuchengtyrannus |
|  |                  |
|  | Tarbosaurus      |
|  |                  |

|  | Tyrannosaurus mcraeensis |
|  |                          |
|  | Tyrannosaurus rex        |
|  |                          |

|  | Zhuchengtyrannus |
|  |                  |
|  | Tarbosaurus      |
|  |                  |

|  | Tyrannosaurus mcraeensis |
|  |                          |
|  | Tyrannosaurus rex        |
|  |                          |

|  | Zhuchengtyrannus |
|  |                  |
|  | Tarbosaurus      |
|  |                  |

|  | Tyrannosaurus mcraeensis |
|  |                          |
|  | Tyrannosaurus rex        |
|  |                          |

|  | Zhuchengtyrannus |
|  |                  |
|  | Tarbosaurus      |
|  |                  |

|  | Tyrannosaurus mcraeensis |
|  |                          |
|  | Tyrannosaurus rex        |
|  |                          |

|  | Zhuchengtyrannus |
|  |                  |
|  | Tarbosaurus      |
|  |                  |

|  | Tyrannosaurus mcraeensis |
|  |                          |
|  | Tyrannosaurus rex        |
|  |                          |

|  | Zhuchengtyrannus |
|  |                  |
|  | Tarbosaurus      |
|  |                  |

|  | Tyrannosaurus mcraeensis |
|  |                          |
|  | Tyrannosaurus rex        |
|  |                          |

|  | Zhuchengtyrannus |
|  |                  |
|  | Tarbosaurus      |
|  |                  |

|  | Tyrannosaurus mcraeensis |
|  |                          |
|  | Tyrannosaurus rex        |
|  |                          |

|  | Zhuchengtyrannus |
|  |                  |
|  | Tarbosaurus      |
|  |                  |

|  | Tyrannosaurus mcraeensis |
|  |                          |
|  | Tyrannosaurus rex        |
|  |                          |

|  | Zhuchengtyrannus |
|  |                  |
|  | Tarbosaurus      |
|  |                  |

|  | Tyrannosaurus mcraeensis |
|  |                          |
|  | Tyrannosaurus rex        |
|  |                          |

|  | Zhuchengtyrannus |
|  |                  |
|  | Tarbosaurus      |
|  |                  |

|  | Tyrannosaurus mcraeensis |
|  |                          |
|  | Tyrannosaurus rex        |
|  |                          |

|  | Zhuchengtyrannus |
|  |                  |
|  | Tarbosaurus      |
|  |                  |

|  | Tyrannosaurus mcraeensis |
|  |                          |
|  | Tyrannosaurus rex        |
|  |                          |

|  | Zhuchengtyrannus |
|  |                  |
|  | Tarbosaurus      |
|  |                  |

|  | Tyrannosaurus mcraeensis |
|  |                          |
|  | Tyrannosaurus rex        |
|  |                          |

|  | Zhuchengtyrannus |
|  |                  |
|  | Tarbosaurus      |
|  |                  |

|  | Tyrannosaurus mcraeensis |
|  |                          |
|  | Tyrannosaurus rex        |
|  |                          |

|  | Zhuchengtyrannus |
|  |                  |
|  | Tarbosaurus      |
|  |                  |

|  | Tyrannosaurus mcraeensis |
|  |                          |
|  | Tyrannosaurus rex        |
|  |                          |

|  | Zhuchengtyrannus |
|  |                  |
|  | Tarbosaurus      |
|  |                  |

|  | Tyrannosaurus mcraeensis |
|  |                          |
|  | Tyrannosaurus rex        |
|  |                          |

|  | Zhuchengtyrannus |
|  |                  |
|  | Tarbosaurus      |
|  |                  |

|  | Tyrannosaurus mcraeensis |
|  |                          |
|  | Tyrannosaurus rex        |
|  |                          |

|  | Zhuchengtyrannus |
|  |                  |
|  | Tarbosaurus      |
|  |                  |

|  | Tyrannosaurus mcraeensis |
|  |                          |
|  | Tyrannosaurus rex        |
|  |                          |

|  | Zhuchengtyrannus |
|  |                  |
|  | Tarbosaurus      |
|  |                  |

|  | Tyrannosaurus mcraeensis |
|  |                          |
|  | Tyrannosaurus rex        |
|  |                          |

|  | Zhuchengtyrannus |
|  |                  |
|  | Tarbosaurus      |
|  |                  |

|  | Tyrannosaurus mcraeensis |
|  |                          |
|  | Tyrannosaurus rex        |
|  |                          |

|  | Zhuchengtyrannus |
|  |                  |
|  | Tarbosaurus      |
|  |                  |

|  | Tyrannosaurus mcraeensis |
|  |                          |
|  | Tyrannosaurus rex        |
|  |                          |

|  | Zhuchengtyrannus |
|  |                  |
|  | Tarbosaurus      |
|  |                  |

|  | Tyrannosaurus mcraeensis |
|  |                          |
|  | Tyrannosaurus rex        |
|  |                          |

|  | Zhuchengtyrannus |
|  |                  |
|  | Tarbosaurus      |
|  |                  |

|  | Tyrannosaurus mcraeensis |
|  |                          |
|  | Tyrannosaurus rex        |
|  |                          |

|  | Zhuchengtyrannus |
|  |                  |
|  | Tarbosaurus      |
|  |                  |

|  | Tyrannosaurus mcraeensis |
|  |                          |
|  | Tyrannosaurus rex        |
|  |                          |

|  | Zhuchengtyrannus |
|  |                  |
|  | Tarbosaurus      |
|  |                  |

|  | Tyrannosaurus mcraeensis |
|  |                          |
|  | Tyrannosaurus rex        |
|  |                          |

|  | Zhuchengtyrannus |
|  |                  |
|  | Tarbosaurus      |
|  |                  |

|  | Tyrannosaurus mcraeensis |
|  |                          |
|  | Tyrannosaurus rex        |
|  |                          |

|  | Zhuchengtyrannus |
|  |                  |
|  | Tarbosaurus      |
|  |                  |

|  | Tyrannosaurus mcraeensis |
|  |                          |
|  | Tyrannosaurus rex        |
|  |                          |

|  | Zhuchengtyrannus |
|  |                  |
|  | Tarbosaurus      |
|  |                  |

|  | Tyrannosaurus mcraeensis |
|  |                          |
|  | Tyrannosaurus rex        |
|  |                          |

|  | Zhuchengtyrannus |
|  |                  |
|  | Tarbosaurus      |
|  |                  |

|  | Tyrannosaurus mcraeensis |
|  |                          |
|  | Tyrannosaurus rex        |
|  |                          |

|  | Zhuchengtyrannus |
|  |                  |
|  | Tarbosaurus      |
|  |                  |

|  | Tyrannosaurus mcraeensis |
|  |                          |
|  | Tyrannosaurus rex        |
|  |                          |

|  | Zhuchengtyrannus |
|  |                  |
|  | Tarbosaurus      |
|  |                  |

|  | Tyrannosaurus mcraeensis |
|  |                          |
|  | Tyrannosaurus rex        |
|  |                          |

|  | Zhuchengtyrannus |
|  |                  |
|  | Tarbosaurus      |
|  |                  |

|  | Albertosaurus sarcophagus |
|  |                           |
|  | Gorgosaurus libratus      |
|  |                           |

|  | Daspletosaurus horneri |
|  |                        |
|  | Thanatotheristes       |
|  |                        |

|  | Daspletosaurus torosus |
|  |                        |
|  | Daspletosaurus wilsoni |
|  |                        |

|  | Daspletosaurus horneri |
|  |                        |
|  | Thanatotheristes       |
|  |                        |

|  | Daspletosaurus torosus |
|  |                        |
|  | Daspletosaurus wilsoni |
|  |                        |

|  | Tyrannosaurus mcraeensis |
|  |                          |
|  | Tyrannosaurus rex        |
|  |                          |

|  | Zhuchengtyrannus |
|  |                  |
|  | Tarbosaurus      |
|  |                  |

|  | Tyrannosaurus mcraeensis |
|  |                          |
|  | Tyrannosaurus rex        |
|  |                          |

|  | Zhuchengtyrannus |
|  |                  |
|  | Tarbosaurus      |
|  |                  |

|  | Tyrannosaurus mcraeensis |
|  |                          |
|  | Tyrannosaurus rex        |
|  |                          |

|  | Zhuchengtyrannus |
|  |                  |
|  | Tarbosaurus      |
|  |                  |

|  | Tyrannosaurus mcraeensis |
|  |                          |
|  | Tyrannosaurus rex        |
|  |                          |

|  | Zhuchengtyrannus |
|  |                  |
|  | Tarbosaurus      |
|  |                  |

|  | Tyrannosaurus mcraeensis |
|  |                          |
|  | Tyrannosaurus rex        |
|  |                          |

|  | Zhuchengtyrannus |
|  |                  |
|  | Tarbosaurus      |
|  |                  |

|  | Tyrannosaurus mcraeensis |
|  |                          |
|  | Tyrannosaurus rex        |
|  |                          |

|  | Zhuchengtyrannus |
|  |                  |
|  | Tarbosaurus      |
|  |                  |

|  | Tyrannosaurus mcraeensis |
|  |                          |
|  | Tyrannosaurus rex        |
|  |                          |

|  | Zhuchengtyrannus |
|  |                  |
|  | Tarbosaurus      |
|  |                  |

|  | Tyrannosaurus mcraeensis |
|  |                          |
|  | Tyrannosaurus rex        |
|  |                          |

|  | Zhuchengtyrannus |
|  |                  |
|  | Tarbosaurus      |
|  |                  |

|  | Tyrannosaurus mcraeensis |
|  |                          |
|  | Tyrannosaurus rex        |
|  |                          |

|  | Zhuchengtyrannus |
|  |                  |
|  | Tarbosaurus      |
|  |                  |

|  | Tyrannosaurus mcraeensis |
|  |                          |
|  | Tyrannosaurus rex        |
|  |                          |

|  | Zhuchengtyrannus |
|  |                  |
|  | Tarbosaurus      |
|  |                  |

|  | Tyrannosaurus mcraeensis |
|  |                          |
|  | Tyrannosaurus rex        |
|  |                          |

|  | Zhuchengtyrannus |
|  |                  |
|  | Tarbosaurus      |
|  |                  |

|  | Tyrannosaurus mcraeensis |
|  |                          |
|  | Tyrannosaurus rex        |
|  |                          |

|  | Zhuchengtyrannus |
|  |                  |
|  | Tarbosaurus      |
|  |                  |

|  | Tyrannosaurus mcraeensis |
|  |                          |
|  | Tyrannosaurus rex        |
|  |                          |

|  | Zhuchengtyrannus |
|  |                  |
|  | Tarbosaurus      |
|  |                  |

|  | Tyrannosaurus mcraeensis |
|  |                          |
|  | Tyrannosaurus rex        |
|  |                          |

|  | Zhuchengtyrannus |
|  |                  |
|  | Tarbosaurus      |
|  |                  |

|  | Tyrannosaurus mcraeensis |
|  |                          |
|  | Tyrannosaurus rex        |
|  |                          |

|  | Zhuchengtyrannus |
|  |                  |
|  | Tarbosaurus      |
|  |                  |

|  | Tyrannosaurus mcraeensis |
|  |                          |
|  | Tyrannosaurus rex        |
|  |                          |

|  | Zhuchengtyrannus |
|  |                  |
|  | Tarbosaurus      |
|  |                  |

|  | Tyrannosaurus mcraeensis |
|  |                          |
|  | Tyrannosaurus rex        |
|  |                          |

|  | Zhuchengtyrannus |
|  |                  |
|  | Tarbosaurus      |
|  |                  |

|  | Tyrannosaurus mcraeensis |
|  |                          |
|  | Tyrannosaurus rex        |
|  |                          |

|  | Zhuchengtyrannus |
|  |                  |
|  | Tarbosaurus      |
|  |                  |

|  | Tyrannosaurus mcraeensis |
|  |                          |
|  | Tyrannosaurus rex        |
|  |                          |

|  | Zhuchengtyrannus |
|  |                  |
|  | Tarbosaurus      |
|  |                  |

|  | Tyrannosaurus mcraeensis |
|  |                          |
|  | Tyrannosaurus rex        |
|  |                          |

|  | Zhuchengtyrannus |
|  |                  |
|  | Tarbosaurus      |
|  |                  |

|  | Tyrannosaurus mcraeensis |
|  |                          |
|  | Tyrannosaurus rex        |
|  |                          |

|  | Zhuchengtyrannus |
|  |                  |
|  | Tarbosaurus      |
|  |                  |

|  | Tyrannosaurus mcraeensis |
|  |                          |
|  | Tyrannosaurus rex        |
|  |                          |

|  | Zhuchengtyrannus |
|  |                  |
|  | Tarbosaurus      |
|  |                  |

|  | Tyrannosaurus mcraeensis |
|  |                          |
|  | Tyrannosaurus rex        |
|  |                          |

|  | Zhuchengtyrannus |
|  |                  |
|  | Tarbosaurus      |
|  |                  |

|  | Tyrannosaurus mcraeensis |
|  |                          |
|  | Tyrannosaurus rex        |
|  |                          |

|  | Zhuchengtyrannus |
|  |                  |
|  | Tarbosaurus      |
|  |                  |

|  | Tyrannosaurus mcraeensis |
|  |                          |
|  | Tyrannosaurus rex        |
|  |                          |

|  | Zhuchengtyrannus |
|  |                  |
|  | Tarbosaurus      |
|  |                  |

|  | Tyrannosaurus mcraeensis |
|  |                          |
|  | Tyrannosaurus rex        |
|  |                          |

|  | Zhuchengtyrannus |
|  |                  |
|  | Tarbosaurus      |
|  |                  |

|  | Tyrannosaurus mcraeensis |
|  |                          |
|  | Tyrannosaurus rex        |
|  |                          |

|  | Zhuchengtyrannus |
|  |                  |
|  | Tarbosaurus      |
|  |                  |

|  | Tyrannosaurus mcraeensis |
|  |                          |
|  | Tyrannosaurus rex        |
|  |                          |

|  | Zhuchengtyrannus |
|  |                  |
|  | Tarbosaurus      |
|  |                  |

|  | Tyrannosaurus mcraeensis |
|  |                          |
|  | Tyrannosaurus rex        |
|  |                          |

|  | Zhuchengtyrannus |
|  |                  |
|  | Tarbosaurus      |
|  |                  |

|  | Tyrannosaurus mcraeensis |
|  |                          |
|  | Tyrannosaurus rex        |
|  |                          |

|  | Zhuchengtyrannus |
|  |                  |
|  | Tarbosaurus      |
|  |                  |

|  | Tyrannosaurus mcraeensis |
|  |                          |
|  | Tyrannosaurus rex        |
|  |                          |

|  | Zhuchengtyrannus |
|  |                  |
|  | Tarbosaurus      |
|  |                  |

|  | Tyrannosaurus mcraeensis |
|  |                          |
|  | Tyrannosaurus rex        |
|  |                          |

|  | Zhuchengtyrannus |
|  |                  |
|  | Tarbosaurus      |
|  |                  |

|  | Daspletosaurus horneri |
|  |                        |
|  | Thanatotheristes       |
|  |                        |

|  | Daspletosaurus torosus |
|  |                        |
|  | Daspletosaurus wilsoni |
|  |                        |

|  | Daspletosaurus horneri |
|  |                        |
|  | Thanatotheristes       |
|  |                        |

|  | Daspletosaurus torosus |
|  |                        |
|  | Daspletosaurus wilsoni |
|  |                        |

|  | Tyrannosaurus mcraeensis |
|  |                          |
|  | Tyrannosaurus rex        |
|  |                          |

|  | Zhuchengtyrannus |
|  |                  |
|  | Tarbosaurus      |
|  |                  |

|  | Tyrannosaurus mcraeensis |
|  |                          |
|  | Tyrannosaurus rex        |
|  |                          |

|  | Zhuchengtyrannus |
|  |                  |
|  | Tarbosaurus      |
|  |                  |

|  | Tyrannosaurus mcraeensis |
|  |                          |
|  | Tyrannosaurus rex        |
|  |                          |

|  | Zhuchengtyrannus |
|  |                  |
|  | Tarbosaurus      |
|  |                  |

|  | Tyrannosaurus mcraeensis |
|  |                          |
|  | Tyrannosaurus rex        |
|  |                          |

|  | Zhuchengtyrannus |
|  |                  |
|  | Tarbosaurus      |
|  |                  |

|  | Tyrannosaurus mcraeensis |
|  |                          |
|  | Tyrannosaurus rex        |
|  |                          |

|  | Zhuchengtyrannus |
|  |                  |
|  | Tarbosaurus      |
|  |                  |

|  | Tyrannosaurus mcraeensis |
|  |                          |
|  | Tyrannosaurus rex        |
|  |                          |

|  | Zhuchengtyrannus |
|  |                  |
|  | Tarbosaurus      |
|  |                  |

|  | Tyrannosaurus mcraeensis |
|  |                          |
|  | Tyrannosaurus rex        |
|  |                          |

|  | Zhuchengtyrannus |
|  |                  |
|  | Tarbosaurus      |
|  |                  |

|  | Tyrannosaurus mcraeensis |
|  |                          |
|  | Tyrannosaurus rex        |
|  |                          |

|  | Zhuchengtyrannus |
|  |                  |
|  | Tarbosaurus      |
|  |                  |

|  | Tyrannosaurus mcraeensis |
|  |                          |
|  | Tyrannosaurus rex        |
|  |                          |

|  | Zhuchengtyrannus |
|  |                  |
|  | Tarbosaurus      |
|  |                  |

|  | Tyrannosaurus mcraeensis |
|  |                          |
|  | Tyrannosaurus rex        |
|  |                          |

|  | Zhuchengtyrannus |
|  |                  |
|  | Tarbosaurus      |
|  |                  |

|  | Tyrannosaurus mcraeensis |
|  |                          |
|  | Tyrannosaurus rex        |
|  |                          |

|  | Zhuchengtyrannus |
|  |                  |
|  | Tarbosaurus      |
|  |                  |

|  | Tyrannosaurus mcraeensis |
|  |                          |
|  | Tyrannosaurus rex        |
|  |                          |

|  | Zhuchengtyrannus |
|  |                  |
|  | Tarbosaurus      |
|  |                  |

|  | Tyrannosaurus mcraeensis |
|  |                          |
|  | Tyrannosaurus rex        |
|  |                          |

|  | Zhuchengtyrannus |
|  |                  |
|  | Tarbosaurus      |
|  |                  |

|  | Tyrannosaurus mcraeensis |
|  |                          |
|  | Tyrannosaurus rex        |
|  |                          |

|  | Zhuchengtyrannus |
|  |                  |
|  | Tarbosaurus      |
|  |                  |

|  | Tyrannosaurus mcraeensis |
|  |                          |
|  | Tyrannosaurus rex        |
|  |                          |

|  | Zhuchengtyrannus |
|  |                  |
|  | Tarbosaurus      |
|  |                  |

|  | Tyrannosaurus mcraeensis |
|  |                          |
|  | Tyrannosaurus rex        |
|  |                          |

|  | Zhuchengtyrannus |
|  |                  |
|  | Tarbosaurus      |
|  |                  |

|  | Tyrannosaurus mcraeensis |
|  |                          |
|  | Tyrannosaurus rex        |
|  |                          |

|  | Zhuchengtyrannus |
|  |                  |
|  | Tarbosaurus      |
|  |                  |

|  | Tyrannosaurus mcraeensis |
|  |                          |
|  | Tyrannosaurus rex        |
|  |                          |

|  | Zhuchengtyrannus |
|  |                  |
|  | Tarbosaurus      |
|  |                  |

|  | Tyrannosaurus mcraeensis |
|  |                          |
|  | Tyrannosaurus rex        |
|  |                          |

|  | Zhuchengtyrannus |
|  |                  |
|  | Tarbosaurus      |
|  |                  |

|  | Tyrannosaurus mcraeensis |
|  |                          |
|  | Tyrannosaurus rex        |
|  |                          |

|  | Zhuchengtyrannus |
|  |                  |
|  | Tarbosaurus      |
|  |                  |

|  | Tyrannosaurus mcraeensis |
|  |                          |
|  | Tyrannosaurus rex        |
|  |                          |

|  | Zhuchengtyrannus |
|  |                  |
|  | Tarbosaurus      |
|  |                  |

|  | Tyrannosaurus mcraeensis |
|  |                          |
|  | Tyrannosaurus rex        |
|  |                          |

|  | Zhuchengtyrannus |
|  |                  |
|  | Tarbosaurus      |
|  |                  |

|  | Tyrannosaurus mcraeensis |
|  |                          |
|  | Tyrannosaurus rex        |
|  |                          |

|  | Zhuchengtyrannus |
|  |                  |
|  | Tarbosaurus      |
|  |                  |

|  | Tyrannosaurus mcraeensis |
|  |                          |
|  | Tyrannosaurus rex        |
|  |                          |

|  | Zhuchengtyrannus |
|  |                  |
|  | Tarbosaurus      |
|  |                  |

|  | Tyrannosaurus mcraeensis |
|  |                          |
|  | Tyrannosaurus rex        |
|  |                          |

|  | Zhuchengtyrannus |
|  |                  |
|  | Tarbosaurus      |
|  |                  |

|  | Tyrannosaurus mcraeensis |
|  |                          |
|  | Tyrannosaurus rex        |
|  |                          |

|  | Zhuchengtyrannus |
|  |                  |
|  | Tarbosaurus      |
|  |                  |

|  | Tyrannosaurus mcraeensis |
|  |                          |
|  | Tyrannosaurus rex        |
|  |                          |

|  | Zhuchengtyrannus |
|  |                  |
|  | Tarbosaurus      |
|  |                  |

|  | Tyrannosaurus mcraeensis |
|  |                          |
|  | Tyrannosaurus rex        |
|  |                          |

|  | Zhuchengtyrannus |
|  |                  |
|  | Tarbosaurus      |
|  |                  |

|  | Tyrannosaurus mcraeensis |
|  |                          |
|  | Tyrannosaurus rex        |
|  |                          |

|  | Zhuchengtyrannus |
|  |                  |
|  | Tarbosaurus      |
|  |                  |

|  | Tyrannosaurus mcraeensis |
|  |                          |
|  | Tyrannosaurus rex        |
|  |                          |

|  | Zhuchengtyrannus |
|  |                  |
|  | Tarbosaurus      |
|  |                  |

|  | Tyrannosaurus mcraeensis |
|  |                          |
|  | Tyrannosaurus rex        |
|  |                          |

|  | Zhuchengtyrannus |
|  |                  |
|  | Tarbosaurus      |
|  |                  |

|  | Tyrannosaurus mcraeensis |
|  |                          |
|  | Tyrannosaurus rex        |
|  |                          |

|  | Zhuchengtyrannus |
|  |                  |
|  | Tarbosaurus      |
|  |                  |

### Các chi khác

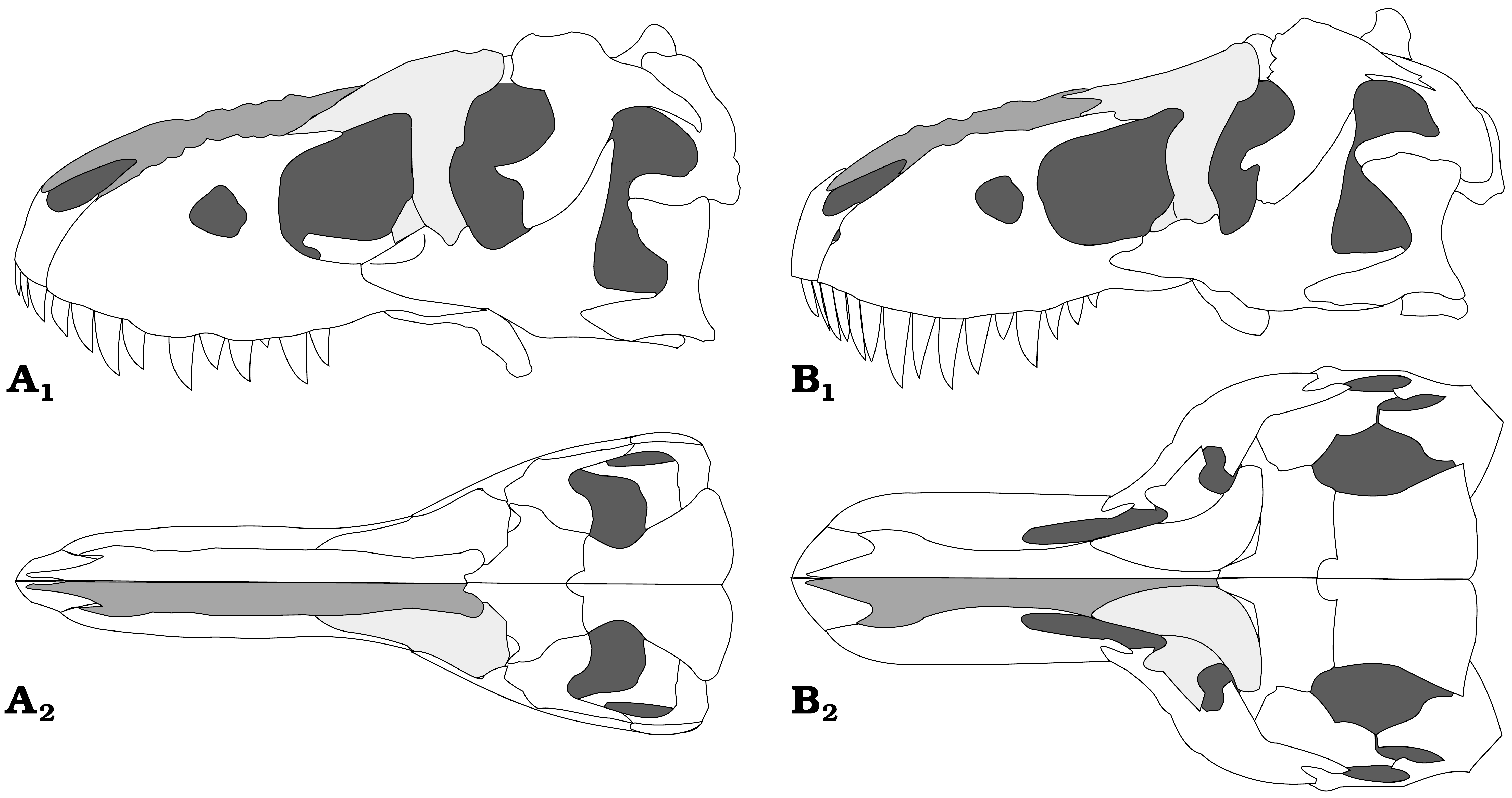
Biểu đồ thể hiện sự khác biệt giữa sọ Tarbosaurus (A) và Tyrannosaurus Rex (B) sau khi được tổng quát hóa

Năm 1955, nhà cổ sinh vật học Liên Xô Evgeny Maleev đặt danh pháp cho một loài khủng long mới được phát hiện ở Mông Cổ là Tyrannosaurus bataar. Tới năm 1965, loài này được đổi tên thành Tarbosaurus bataar. Tuy hầu hết giới cổ sinh vật học coi hai chi này khác biệt nhau, một số tác giả như Thomas Holtz, Kenneth Carpenter, và Thomas Carr lập luận rằng hai loài này có nhiều đặc điểm rất giống nhau và nên được gộp lại thành một chi duy nhất, theo đó đơn vị phân loại tìm thấy ở Mông Cổ nên được đặt lại danh pháp hai phần là Tyrannosaurus bataar.
Năm 2001, một số hóa thạch răng và xương bàn chân tyrannosaurid khai quật từ mỏ đá ở Chư Thành, Trung Quốc đã được nhà cổ sinh vật học Trung Quốc Hu Chengzhi gán cho tên loài mới là Tyrannosaurus zhuchengensis. Tuy nhiên, tại khu vực khảo cổ kế bên, mẫu xương hàm trên bên phải và xương hàm dưới bên trái lại được gán cho một chi tyrannosaurid mới hoàn toàn với danh pháp Zhuchengtyrannus vào năm 2011. Rất có thể T. zhuchengensis đồng nghĩa với Zhuchengtyrannus. Dù sao đi chăng nữa, T. zhuchengensis vẫn bị coi là một nomen dubium vì mẫu định danh của nó còn thiếu các đặc điểm chẩn đoán dưới mức Tyrannosaurinae.
Trong một nghiên cứu vào năm 2022, Gregory S. Paul và đồng sự lập luận rằng Tyrannosaurus rex, theo cách hiểu truyền thống, thực ra đại diện cho ba loài khác nhau: loài mẫu Tyrannosaurus rex, và hai loài mới: T. imperator (nghĩa là "hoàng đế thằn lằn bạo chúa") và T. regina (nghĩa là "hoàng hậu thằn lằn bạo chúa"). Mẫu định danh của T. imperator chính là mẫu Sue, còn mẫu định danh của T. regina là Wankel rex. Điều này dựa phần lớn trên quan sát rằng kích cỡ tương đối và độ tráng kiện của xương đùi (cùng nhiều yếu tố xương cốt khác) biến thiên rất lớn giữa các mẫu vật T. rex được lưu trữ và đánh số, hơn cả ở các loài khủng long chân thú khác. Những khác biệt về kích cỡ tương đối toàn cơ thể biểu hiện cho các kiểu hình tráng kiện (robust) và mảnh mai (gracile) cũng được dùng làm bằng chứng, cộng thêm các răng dạng răng hàm có kích cỡ nhỏ, thuôn gắn ở xương răng (dựa trên hình các ổ răng). Cụ thể, các đặc điểm dùng để phân biệt T. rex trong bài báo bao gồm: giải phẫu tráng kiện, chiều dài so với chu vi xương đùi có tỷ lệ gần giống nhau, và sự hiện diện của một chiếc răng thuôn dạng răng cửa gắn ở xương răng; T. imperator được coi là thuộc kiểu hình tráng kiện, với tỷ lệ giữa chiều dài và chu vi xương đùi nhỏ, đồng thời sở hữu hai chiếc răng thuôn; và T. regina thuộc kiểu hình mảnh mai với tỷ lệ chiều dài và chu vi xương đùi cao, đồng thời sử hữu một chiếc răng thuôn. Nhóm nghiên cứu cũng để ý rằng sự biến thiên về tỷ lệ và kiểu hình tráng kiện tăng lên thuận theo địa tầng. Điều này có vẻ chứng tỏ những loài kể trên đều phát sinh từ cùng một quần thể T. imperator tổ tiên, rồi về sau chia tách thành T. rex và T. regina.
Tuy nhiên, các nhà cổ sinh vật học đầu ngành như Stephen Brusatte, Thomas Carr, Thomas Holtz, David Hone, Jingmai O'Connor, và Lindsay Zanno, tỏ ý ngờ vực hoặc thẳng thắn chỉ trích các kết luận của bài báo trên khi trả lời phỏng vấn trên các phương tiện truyền thông đại chúng. Chỉ trích của họ về sau được xuất bản trong các bài báo học thuật.

### Tyrannosaurus mcraeensis

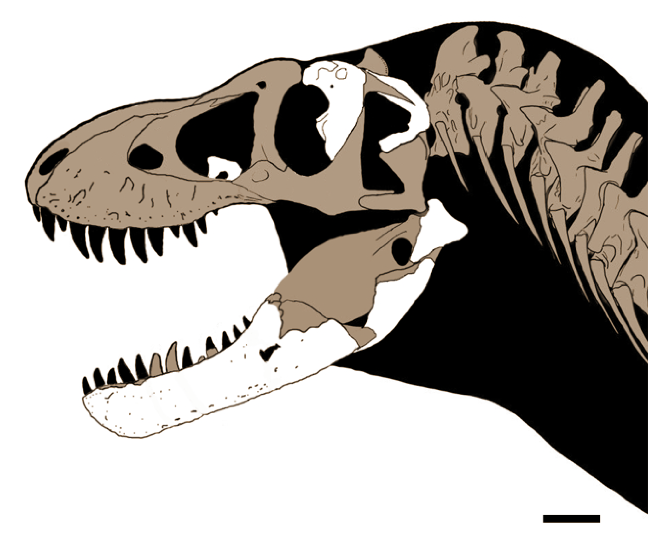
Hộp sọ phục dựng của T. mcraeensis

Năm 2024, Dalman và đồng sự mô tả hài cốt của một cá thể tyrannosaur được phát hiện từ năm 1983 tại Thành hệ Hall Lake (sơ kỳ Campania tới sơ kỳ Maastricht) ở New Mexico. Lưu trữ tại Bảo tàng Lịch sử và Khoa học Tự nhiên New Mexico, vật liệu hóa thạch (NMMNH P-3698) bao gồm xương hậu ổ mắt phải, xương vảy phải, xương vòm miệng trái, và một xương hàm trên vỡ mảnh, xương răng trái, xương tấm phải, xương tiền khớp sọ phải, xương góc phải và xương khớp sọ phải, nhiều mảnh răng rời, và các xương chữ V. Một số di cốt được nhắc sơ qua vào năm 1984 như là thuộc về loài T. rex, và được mô tả vào năm 1986.
Dalman et al. (2024) đề xuất danh pháp Tyrannosaurus mcraeensis cho mẫu định danh này, bắt nguồn từ tên Nhóm đá McRae mà Thành hệ Hall Lake thuộc về. Những lớp đá này có niên đại rơi vào khoảng từ 72,7 tới 70,9 Ma, tương ứng với sơ kỳ Campania hoặc Maastricht; vậy nên cá thể đây từng sinh sống 5–7 triệu năm trước T. rex, loài vật mà xuất hiện vào cuối kỳ Maastrichtian. T. mcraeensis dài khoảng 12 mét (39 ft), tương đương một con T. rex trưởng thành. Hai loài ở trên khác biệt nhau ở hộp sọ; theo đó, xương răng của T. mcraeensis dài hơn theo tỷ lệ và sở hữu bộ cằm nhô ít hơn, đồng thời hàm dưới của chúng nông hơn so với T. rex và vì vậy có lực cắn yếu hơn. Răng của chúng cũng cùn hơn và dẹt theo chiều bên, trong khi các xương nguyệt hậu ổ mắt bé hơn. Ngoài ra, giải phẫu bộ xương của chúng có phần tương đồng với Tarbosaurus và Zhuchengtyrannus.

## Đặc điểm cổ sinh

### Vòng đời

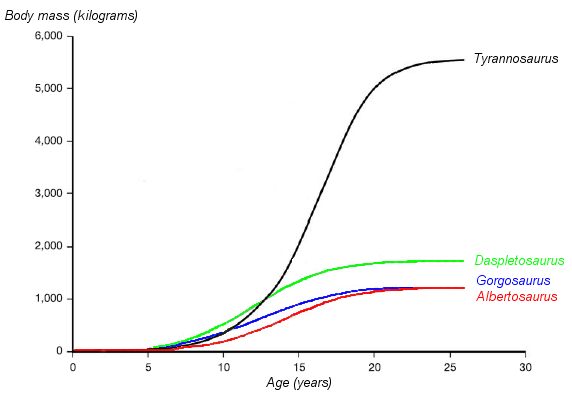
Biểu đồ giả định khối lượng cơ thể theo thời gian của Tyrannosaurus (màu đen) so với các bạo long chuẩn khác. Erickson và cộng sự, 2004

Việc tìm thấy một số mẫu Tyrannosaurus rex chưa trưởng thành đã cho phép các nhà khoa học ghi lại những thay đổi về mặt sinh học của loài, ước tính tuổi thọ và xác định tốc độ phát triển của chúng. Cá thể nhỏ nhất được biết đến (LACM 28471, "chân thú Jordan") được ước tính chỉ nặng 30 kg (66 lb), trong khi lớn nhất, chẳng hạn như FMNH PR2081 (Sue) có thể nặng khoảng 5.650 kg (12.460 lb). Phân tích mô học xương của Tyrannosaurus rex cho thấy LACM 28471 chỉ mới 2 năm tuổi khi nó chết, trong khi Sue đã 28 tuổi, độ tuổi mà có thể gần với mức tối đa của loài.
Các phương pháp mô học cũng cho phép xác định tuổi của các mẫu vật. Biết khối lượng ước tính, ta có thể vẽ đường cong tăng trưởng giả định theo thời gian. Đường cong của Tyrannosaurus rex là hình chữ S, với các con non nặng dưới 1.800 kg (4.000 lb) cho đến khoảng 14 tuổi; khi đó khối lượng của chúng bắt đầu tăng mạnh. Trong giai đoạn tăng trưởng nhanh này, một con Tyrannosaurus rex non sẽ nặng thêm trung bình 600 kg (1.300 lb) mỗi năm trong vòng bốn năm kế tiếp. Ở tuổi 18, đường cong lại bắt đầu ngang một lần nữa, chỉ ra rằng sự tăng trưởng chậm lại đáng kể. Ví dụ, Sue 28 tuổi chỉ nặng hơn cá thể 22 tuổi ở Canada RTMP 81.12.1) có 600 kg (1.300 lb). Một nghiên cứu mô học năm 2004 bởi nhiều nhà khoa học khác cũng đưa ra kết luận trên, phát hiện rằng sự tăng trưởng nhanh bắt đầu chậm lại vào khoảng năm 16 tuổi.

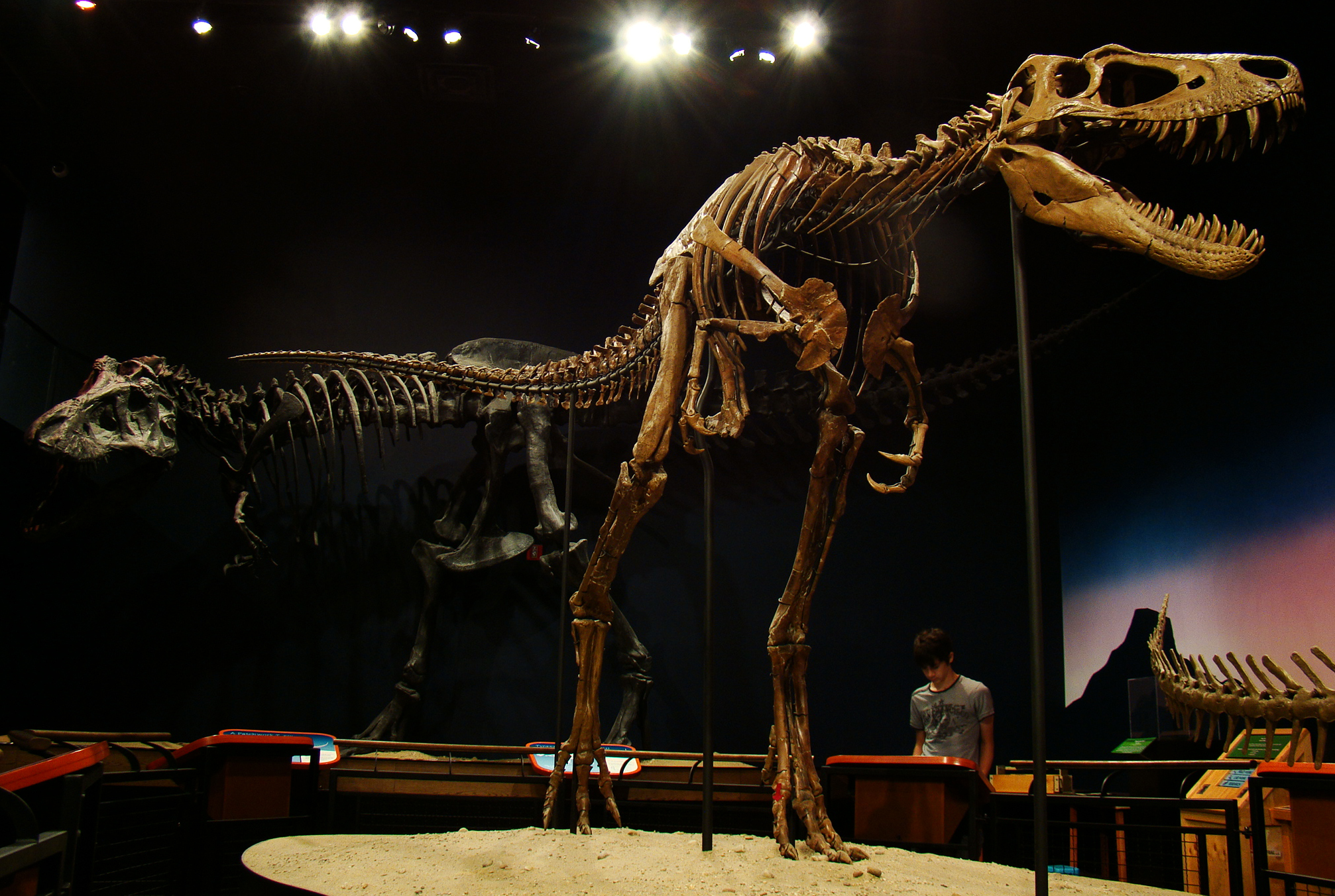
Mẫu vật T. rex non biệt danh Jane 11 tuổi, với một con trưởng thành ở sau, Bảo tàng Lịch sử Tự nhiên Burpee

Năm 2011, Hutchinson và cộng sự cũng khẳng định kết quả này, nhưng ước tính tốc độ tăng trưởng tối đa nhanh hơn nhiều; "vào khoảng 1790 kg/năm lúc cao trào". Dù con số này cao hơn nhiều so với các ước tính trước đó, tác giả lưu ý rằng nó đã làm giảm đáng kể sự khác biệt lớn giữa tốc độ tăng trưởng thực tế và kết quả mong đợi từ một con vật có kích thước lớn như vậy. Sự thay đổi đột ngột về tốc độ tăng trưởng vào cuối giai đoạn bộc phát có thể cho thấy sự trưởng thành về thể chất, một giả thuyết được hỗ trợ bởi sự khám phá ra mô tủy trong xương đùi mẫu MOR 1125 (B-rex) 16-20 tuổi từ Montana. Mô tủy chỉ được tìm thấy ở chim cái trong thời kì rụng trứng, cho thấy B-rex đang ở độ tuổi sinh sản. Nghiên cứu sâu hơn cho thấy mẫu vật này 18 tuổi. Năm 2016, Mary Higby Schweitzer và Lindsay Zanno cùng cộng sự xác nhận rằng mô mềm trong xương đùi của MOR 1125 đúng thực là mô tủy. Điều này cũng xác nhận giới tính của mẫu vật là con cái. Đây có thể là một mốc quan trọng trong việc xác định giới tính của các loài khủng long khác, vì dấu vết hóa học của mô tủy là không thể nhầm lẫn. Đường cong tăng trưởng của các bạo long chuẩn khác cũng có những đặc điểm tương tự, tuy với tốc độ tăng trưởng thấp hơn ứng với kích thước nhỏ hơn của con trưởng thành.
Hơn một nửa số mẫu vật được biết đến của Tyrannosaurus rex dường như đã chết trong vòng 6 năm sau khi đạt đến sự trưởng thành về tình dục, một đặc điểm cũng được thấy ở các loài Tyrannosaur khác, một số loài chim và động vật có vú sống lâu ngày nay. Những loài này có tỷ lệ tử vong cao sau khi đến tuổi trưởng thành, trái lại tỷ lệ tử vong tương đối thấp ở những con vị thành niên. Tỷ lệ tử vong tăng trở lại sau khi trưởng thành về tình dục, một phần do sự căng thẳng của sinh sản. Một nghiên cứu cho thấy rằng sự hiếm có của hóa thạch Tyrannosaurus rex vị thành niên là do một phần tỷ lệ chết trẻ vị thành niên thấp; loài này không chết với số lượng lớn ở lứa tuổi này, và do đó thường không có hóa thạch của chúng. Sự hiếm có này cũng có thể là do sự không đầy đủ của hồ sơ hóa thạch hoặc sự thiên vị của các nhà sưu tầm hóa thạch đối với các mẫu vật lớn hơn, ngoạn mục hơn. Trong một bài giảng năm 2013, Thomas Holtz Jr. cho rằng loài khủng long "sống nhanh và chết sớm" vì chúng sinh sản nhanh chóng trong khi động vật có vú kéo dài cuộc sống vì chúng mất nhiều thời gian hơn để sinh sản và nuôi dưỡng con nhỏ. Gregory S. Paul cũng viết rằng Tyrannosaurus sinh sản nhanh chóng và chết trẻ, nhưng kết nối vòng đời ngắn ngủi của chúng với cuộc sống nguy hiểm mà loài này sống.

### Dị hình giới tính

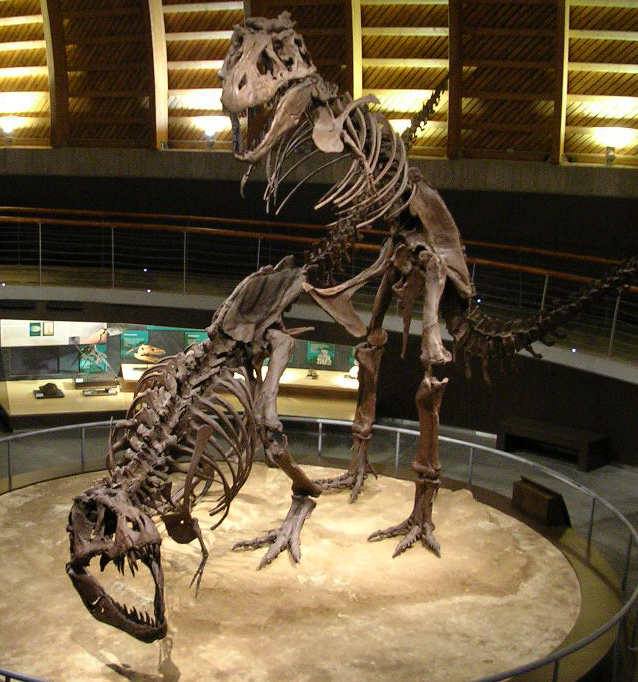
Hai bộ xương dựng trong tư thế giao phối, Jurassic Museum of Asturias

Khi số lượng mẫu vật đã biết tăng lên, các nhà khoa học bắt đầu phân tích sự biến đổi giữa các cá thể và phát hiện ra hai loại cơ thể khác nhau, hoặc hình thái, tương tự như một số loài chân thú khác. Một trong những hình dạng này có cơ thể săn chắc hơn, nó được gọi là hình thái 'mạnh mẽ' trong khi dạng còn lại được gọi là 'mảnh mai'. Một số khác biệt về hình thái đã được sử dụng để phân tích tính lưỡng hình giới tính ở loài Tyrannosaurus rex, với hình thái "mạnh mẽ" thường được cho là giống cái. Ví dụ, xương chậu của một số mẫu vật 'mạnh mẽ' dường như rộng hơn, có lẽ để cho phép trứng đi qua. Người ta cũng nghĩ rằng hình thái 'mạnh mẽ' tương quan với sự thiếu hụt đốt sống đuôi đầu tiên, cũng có thể cho phép trứng đi ra khỏi cơ quan sinh sản, như đã được báo cáo sai cho cá sấu.
Trong những năm gần đây, bằng chứng về sự lưỡng hình giới tính đã bị suy yếu. Một nghiên cứu năm 2005 đã báo cáo rằng những tuyên bố trước đây về sự lưỡng hình giới tính trong giải phẫu đốt sống đuôi cá sấu là sai lầm, tạo nên nghi ngờ về sự tồn tại của lưỡng hình giữa các cá thể Tyrannosaurus rex khác giới. Một xương chevron cỡ lớn được phát hiện trên đốt sống đuôi đầu tiên của Sue, một cá thể 'mạnh mẽ', chỉ ra rằng đặc điểm này không thể được sử dụng để phân biệt hai hình thái. Vì các mẫu vật Tyrannosaurus rex đã được tìm thấy từ Saskatchewan đến New Mexico, sự khác biệt giữa các cá thể có thể là dấu hiệu của sự biến đổi do địa lý hơn là sự lưỡng hình tình dục. Sự khác biệt cũng có thể liên quan đến tuổi tác, với những cá thể 'mạnh mẽ' là con trưởng thành.
Chỉ có một mẫu Tyrannosaurus rex duy nhất đã được chứng minh là thuộc về một giới cụ thể. Kiểm tra hóa thạch B-rex đã chứng minh việc bảo tồn mô mềm trong một số xương. Một số mô này đã được xác định là mô tủy, một mô đặc biệt chỉ phát triển ở các loài chim hiện đại như một nguồn calci để sản xuất vỏ trứng trong suốt thời kì rụng trứng. Vì chỉ có chim cái đẻ trứng, mô tủy chỉ được tìm thấy một cách tự nhiên ở giống cái, mặc dù con đực cũng có khả năng sinh ra nó khi được tiêm thêm nội tiết tố sinh sản estrogen. Điều này cho thấy rằng B-rex là giống cái, và nó đã chết trong thời kì rụng trứng.[88] Nghiên cứu gần đây đã chỉ ra rằng mô tủy không bao giờ được tìm thấy ở cá sấu, được cho là họ hàng sống gần nhất của loài khủng long, ngoài chim. Sự hiện diện chung của mô tủy ở chim và các loài khủng long chân thú là bằng chứng thêm về mối quan hệ tiến hóa chặt chẽ giữa hai nhóm động vật.

### Dáng đi

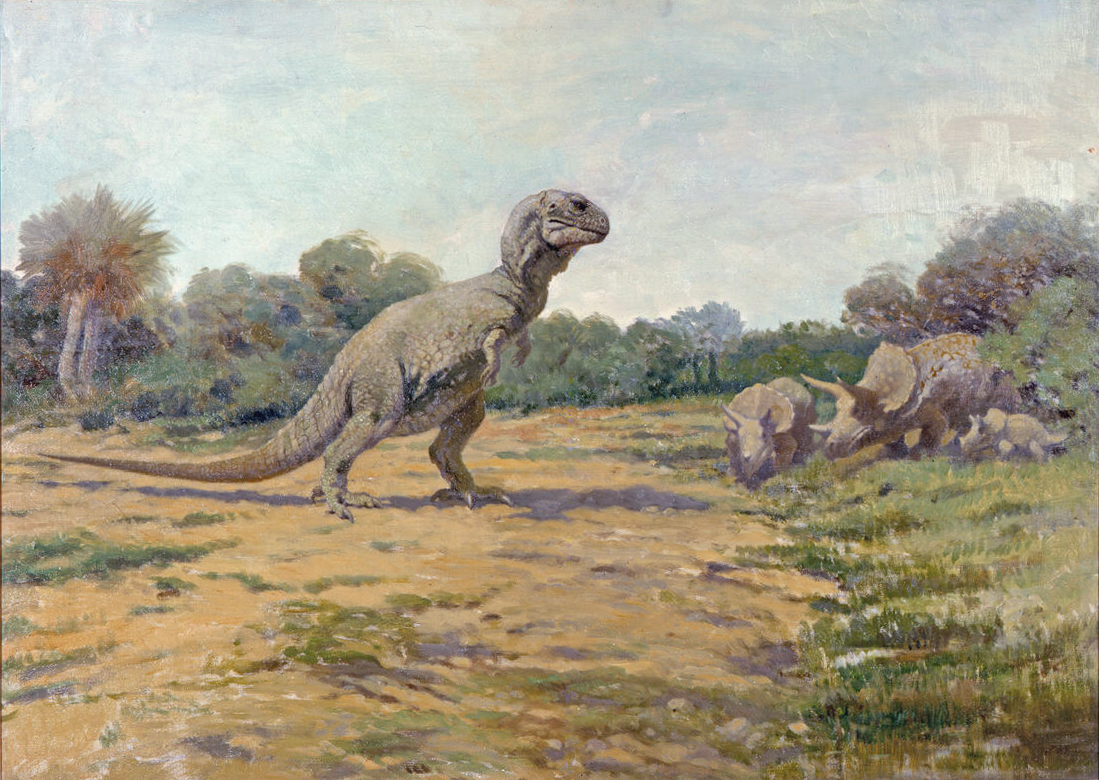
Dáng đi phục hồi đã lỗi thời (bởi Charles R. Knight), cho thấy một dáng đứng thẳng

Giống như nhiều loài khủng long đi bằng hai chân, Tyrannosaurus rex được mô tả trong quá khứ như là một 'cỗ máy ba chân sống', với thân hình tạo thành góc 45 độ hoặc ít hơn theo chiều dọc và đuôi kéo lê trên mặt đất, tương tự như một con chuột túi. Khái niệm này bắt nguồn từ tư thế phục dựng của chi Hadrosaurus của Joseph Leidy năm 1865, người đầu tiên mô tả một con khủng long trong tư thế hai chân. Năm 1915, nhằm thuyết phục rằng sinh vật này đứng thẳng, Henry Fairfield Osborn, cựu chủ tịch của Bảo tàng Lịch sử Tự nhiên Hoa Kỳ, tiếp tục củng cố quan niệm trong việc công bố bộ xương Tyrannosaurus rex hoàn chỉnh đầu tiên được sắp xếp theo cách này. Bộ xương đứng trong một tư thế thẳng đứng trong 77 năm, cho đến khi bị tháo dỡ vào năm 1992.
Đến năm 1970, các nhà khoa học nhận ra tư thế này là không chính xác và không thể được duy trì bởi một động vật có kích cỡ lớn như vậy, vì nó có thể dẫn đến sự trật khớp hoặc suy yếu của một số khớp, bao gồm hông và khớp nối giữa đầu và cột sống. Dáng đứng phục dựng không chính xác bởi Bảo tàng Lịch sử Tự nhiên đã truyền cảm hứng cho những mô tả tương tự trong nhiều bộ phim và tranh ảnh (như bức họa nổi tiếng của Rudolph Zallinger mang tên The Age of Reptiles trong Bảo tàng Lịch sử Tự nhiên Peabody của Đại học Yale) cho đến những năm 1990, khi các bộ phim như Công viên khủng long giới thiệu một tư thế đứng chính xác hơn cho công chúng.
Các bảo tàng, tranh và phim ảnh ngày nay thường miêu tả Tyrannosaurus rex với tư thế chính xác hơn: thân của nó gần như song song với mặt đất và đuôi chĩa thẳng về phía sau cơ thể để cân bằng với cái đầu to lớn.

### Tay

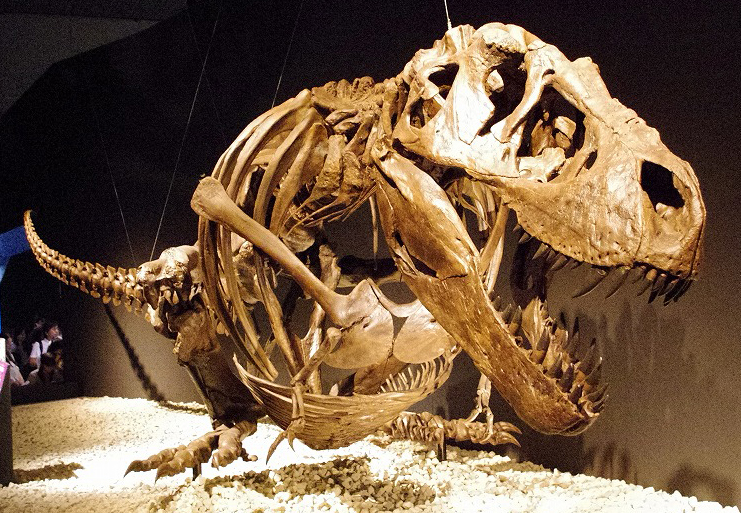
Chi trước của loài T. rex đã có thể dùng để nâng con vật lên khỏi tư thế nằm nghỉ, có thể được nhìn thấy ở dáng tái tạo của mẫu vật Bucky

Khi Tyrannosaurus rex lần đầu tiên được phát hiện, phần xương cánh tay là yếu tố duy nhất của chi trước được biết đến. Đối với bộ xương phục dựng ban đầu được trưng bày vào năm 1915, Osborn đã gắn thêm cánh tay dài hơn, gồm ba ngón tay giống như của Allosaurus. Một năm trước đó, Lawrence Lambe đã mô tả khoa học chi trước của Gorgosaurus ngắn, với hai ngón tay. Điều này gợi ý rằng Tyrannosaurus rex có bộ chi trước tương tự, nhưng giả thuyết này đã không được xác nhận cho đến khi bộ chi trước của Tyrannosaurus rex hoàn chỉnh đã được xác định vào năm 1989, thuộc một phần mẫu vât MOR 555 ("Wankel rex"). Phần còn lại của Sue cũng bao gồm cả những chi trước hoàn chỉnh. Cánh tay của Tyrannosaurus rex rất nhỏ so với kích thước cơ thể tổng thể, chỉ dài vỏn vẹn có 1 mét, và một số học giả đã dán nhãn chúng là di tích. Xương chi trước có tiết diện rất rộng để cơ có thể bám lên, cho thấy sức mạnh cơ bắp đáng kể. Điều này đã được Osborn công nhận vào đầu năm 1906, người đã suy đoán rằng tiền thân chúng có thể đã được sử dụng để bám lấy một người bạn tình trong quá trình giao hợp. Một số cũng chỉ ra rằng các chi trước có thể đã được dùng để giúp loài này đứng dậy khỏi tư thế nằm nghỉ.

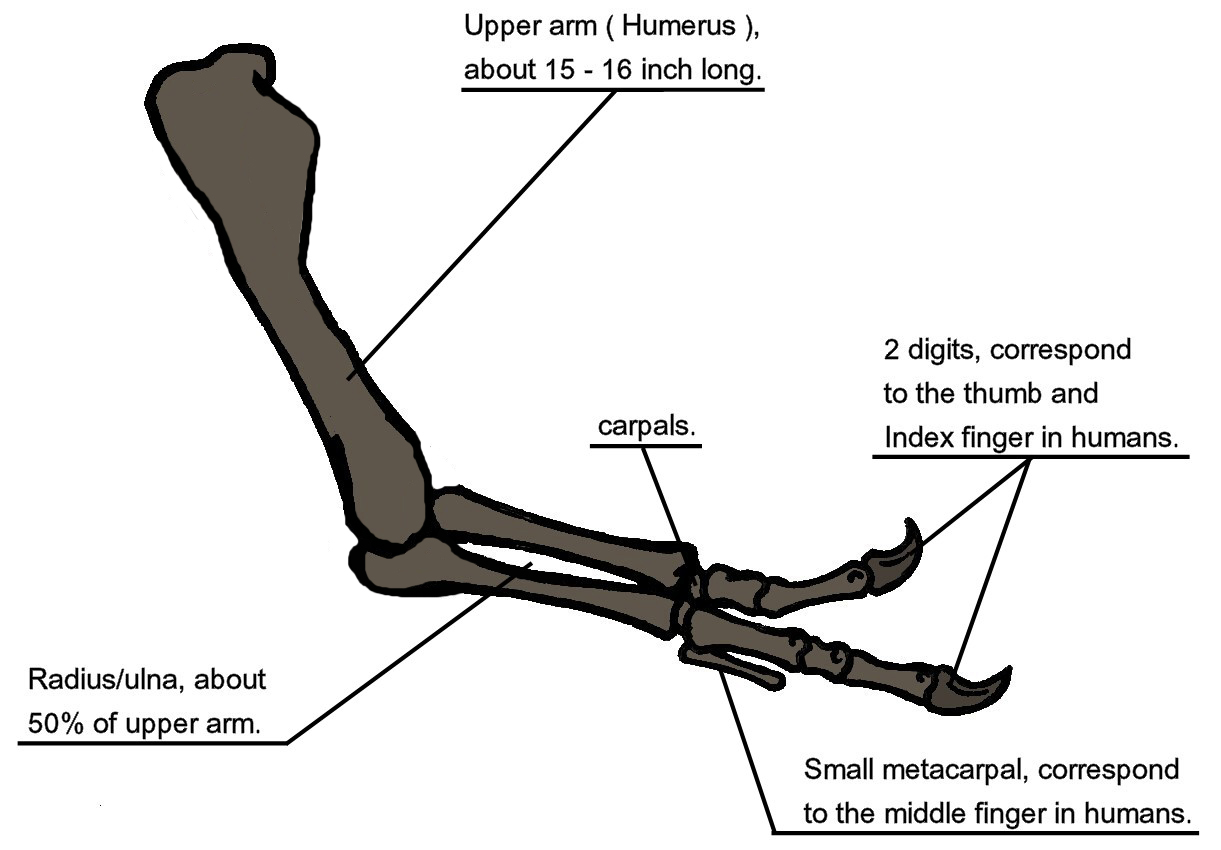
Biểu đồ cho thấy cấu tạo phần chi trước

Một khả năng khác là các chi này giữ con mồi sau khi nó bị giết bởi bộ hàm lớn của tyrannosaur. Giả thuyết này có thể được hỗ trợ bởi phân tích cơ sinh học. Xương của chi trước trong loàiTyrannosaurus rex có vỏ cực kỳ dày, đã được hiểu là bằng chứng cho thấy chúng phát triển để chịu trọng tải lớn. Cơ tay của một con Tyrannosaurus rex có khả năng nâng 199 kg; các cơ bắp khác như cơ cánh tay quay sẽ phối hợp cùng với các bắp tay để làm cho khuỷu tay uốn cong khiến chúng thậm chí còn mạnh mẽ hơn. Cơ bắp tay của T. rex có sức mạnh gấp 3.5 lần sức tương đương của con người. Cánh tay Tyrannosaurus rex có một phạm vi giới hạn chuyển động, với vai và khớp khuỷu tay cho phép nó quay 40 và 45 độ, tương ứng. Ngược lại, hai khớp tương tự của loài Deinonychus cho phép chúng di chuyển 88 và 130 độ, tương ứng, trong khi cánh tay người có thể xoay 360 độ ở vai và di chuyển qua 165 độ ở khuỷu tay. Sự tạo hình nặng nề của xương cánh tay, sức mạnh của cơ bắp, và phạm vi giới hạn của chuyển động có thể chỉ ra một hệ thống cơ sinh học được sinh ra để giữ con mồi đang cố trốn thoát. Trong mô tả khoa học chi tiết đầu tiên về chi trước của Tyrannosaurus, hai nhà cổ sinh vật học Kenneth Carpenter và Matt Smith đã bác bỏ quan niệm rằng các chi trước là vô dụng hoặc Tyrannosaurus rex là loài chỉ ăn xác.
Theo nhà cổ sinh vật học Steven Stanley từ Đại học Hawaii, cánh tay dài khoảng 1 mét của một con Tyrannosaurus rex đã được sử dụng để chém con mồi. Đặc biệt là được sử dụng bởi những con khủng long vị thành niên khi cánh tay của chúng phát triển chậm hơn so với tỷ lệ cơ thể và một con Tyrannosaurus rex nhỏ sẽ có cánh tay dài hơn nhiều so với con trưởng thành.

### Mô mềm
Trong số ra tháng 3 năm 2005 của tạp chí Science, Mary Higby Schweitzer thuộc Đại học bang North Carolina và các đồng nghiệp đã công bố sự thu hồi của mô mềm từ khoang tủy xương chân hóa thạch từ Tyrannosaurus rex. Xương đã được cố ý, mặc dù miễn cưỡng, đập vỡ để vận chuyển và sau đó không được bảo quản theo cách thông thường, đặc biệt là vì Schweitzer đã hy vọng thử nghiệm nó để tìm mô mềm. Được chỉ định tại Bảo tàng Rockies Mẫu 1125, hoặc MOR 1125, mẫu vật này đã được khai quật từ Thành hệ Hell Creek. Các mạch máu linh hoạt, phân nhánh và mô tế bào xương dạng sợi nhưng đàn hồi đã được nhận ra ngay. Ngoài ra, vi cấu trúc giống như các tế bào máu đã được tìm thấy bên trong ma trận và các mạch máu. Các cấu trúc này tương tự như các tế bào máu và mạch máu trong loài đà điểu. Cho dù một quá trình không rõ, khác biệt với hóa thạch bình thường, bảo quản vật liệu, hoặc vật liệu ban đầu, các nhà nghiên cứu không biết, và họ cẩn thận không đưa ra bất kỳ tuyên bố nào về tình trạng bảo tồn. Nếu đây là nguyên liệu ban đầu, bất kỳ protein sống sót nào cũng có thể được sử dụng như một phương tiện gián tiếp để tiên đoán một chuỗi DNA của con khủng long liên quan, bởi vì mỗi protein thường được tạo ra bởi một gen cụ thể. Sự vắng mặt của những phát hiện trước đó có thể là kết quả của những giả định rằng tế bào mô được bảo quản là không thể, do vậy họ không cố gắng tìm kiếm. Kể từ lần đầu tiên này, hai con tyrannosaurs và một con hardosaur cũng đã được tìm thấy có chứa cấu trúc giống như mô. Nghiên cứu về các mô liên quan đã gợi ý rằng chim là họ hàng gần gũi nhất với tyrannosaurs so với tất cả các loài động vật hiện đại khác.

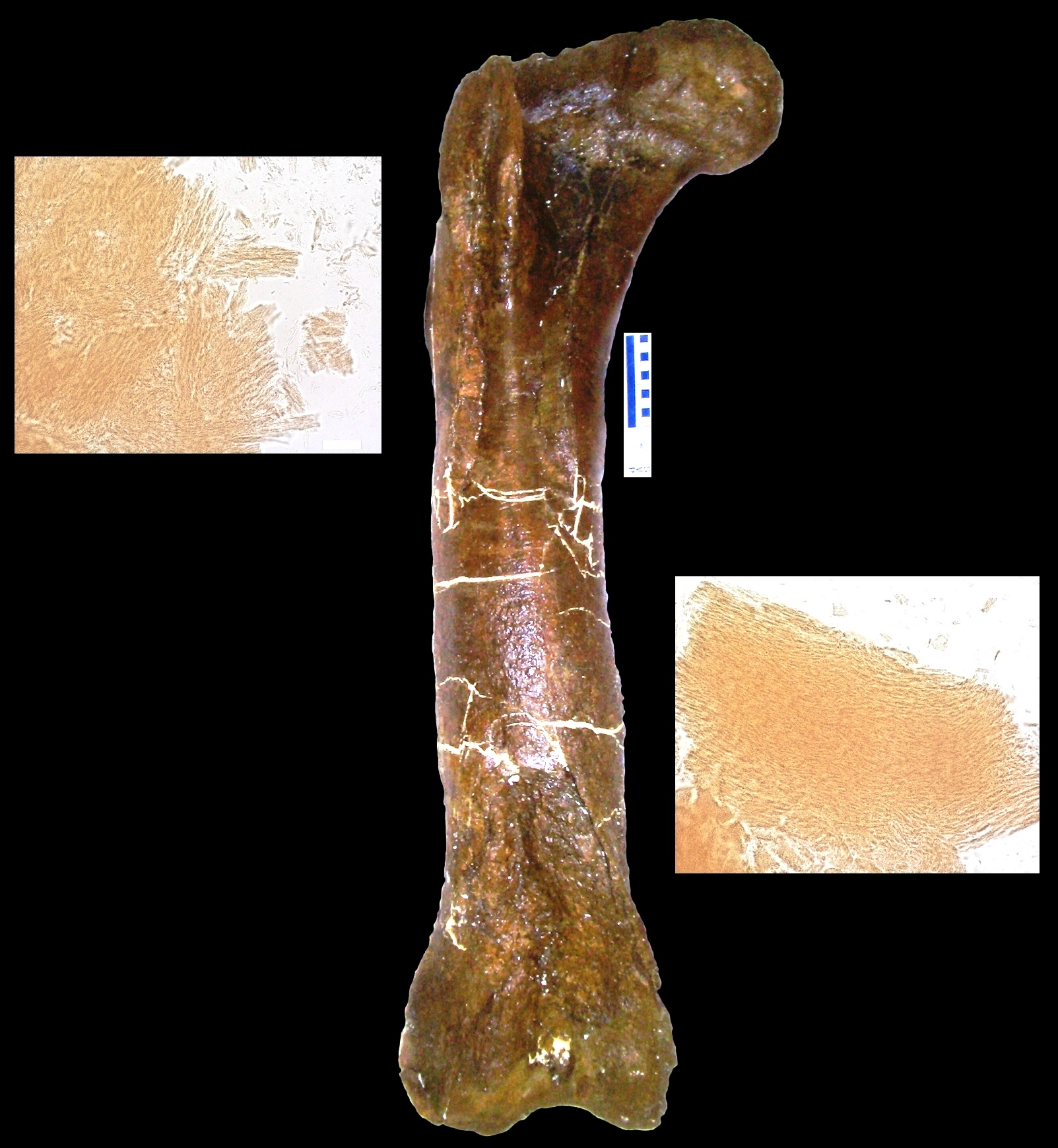
Xương cánh tay T. rex (MOR 1125) có chứa ma trận khử khoáng chất và peptide được tìm thấy

Trong các nghiên cứu được báo cáo trên tạp chí Science vào tháng 4 năm 2007, Asara và các đồng nghiệp đã kết luận rằng 7 vết tích của protein collagen được phát hiện trong xương Tyrannosaurus rex tinh khiết gần giống với gà được báo cáo, tiếp theo là ếch và kì giông. Việc phát hiện ra protein từ một sinh vật đã hàng chục triệu năm tuổi, cùng với những dấu vết tương tự mà nhóm nghiên cứu tìm thấy trong xương của loài voi răng mấu ít nhất đã 160.000 năm tuổi, điều này thay đổi tầm nhìn thông thường của các nhà khoa học về hóa thạch và có thể sẽ chuyển sự tập trung của các nhà cổ sinh vật học từ săn xương sang ngành sinh hóa. Cho đến những phát hiện này, hầu hết các nhà khoa học cho rằng hóa thạch đã thay thế tất cả các mô sống bằng khoáng chất trơ. Nhà cổ sinh vật học Hans Larsson thuộc Đại học McGill ở Montreal, người không thuộc dự án nghiên cứu, gọi sự khám phá này là "sự kiện quan trọng", và cho rằng loài khủng long có thể "nhập vào lĩnh vực sinh học phân tử và thực sự đưa cổ sinh vật học vào trong thế giới hiện đại."
Các nghiên cứu tiếp theo trong tháng 4 năm 2008 đã xác nhận sự kết nối chặt chẽ của Tyrannosaurus rex với các loài chim hiện đại. Nhà nghiên cứu sinh học hậu tiến sĩ Chris Organ tại Đại học Harvard đã công bố, "Với nhiều dữ liệu hơn, họ có thể đặt T. rex trên cây tiến hóa giữa cá sấu và gà và đà điểu." Đồng tác giả John M. Asara nói thêm, "Chúng tôi cũng cho thấy rằng nó cho vào nhóm chim thì phù hợp hơn loài bò sát hiện đại, chẳng hạn như cá sấu và thằn lằn Dactyloidae xanh."

### Điều hòa thân nhiệt

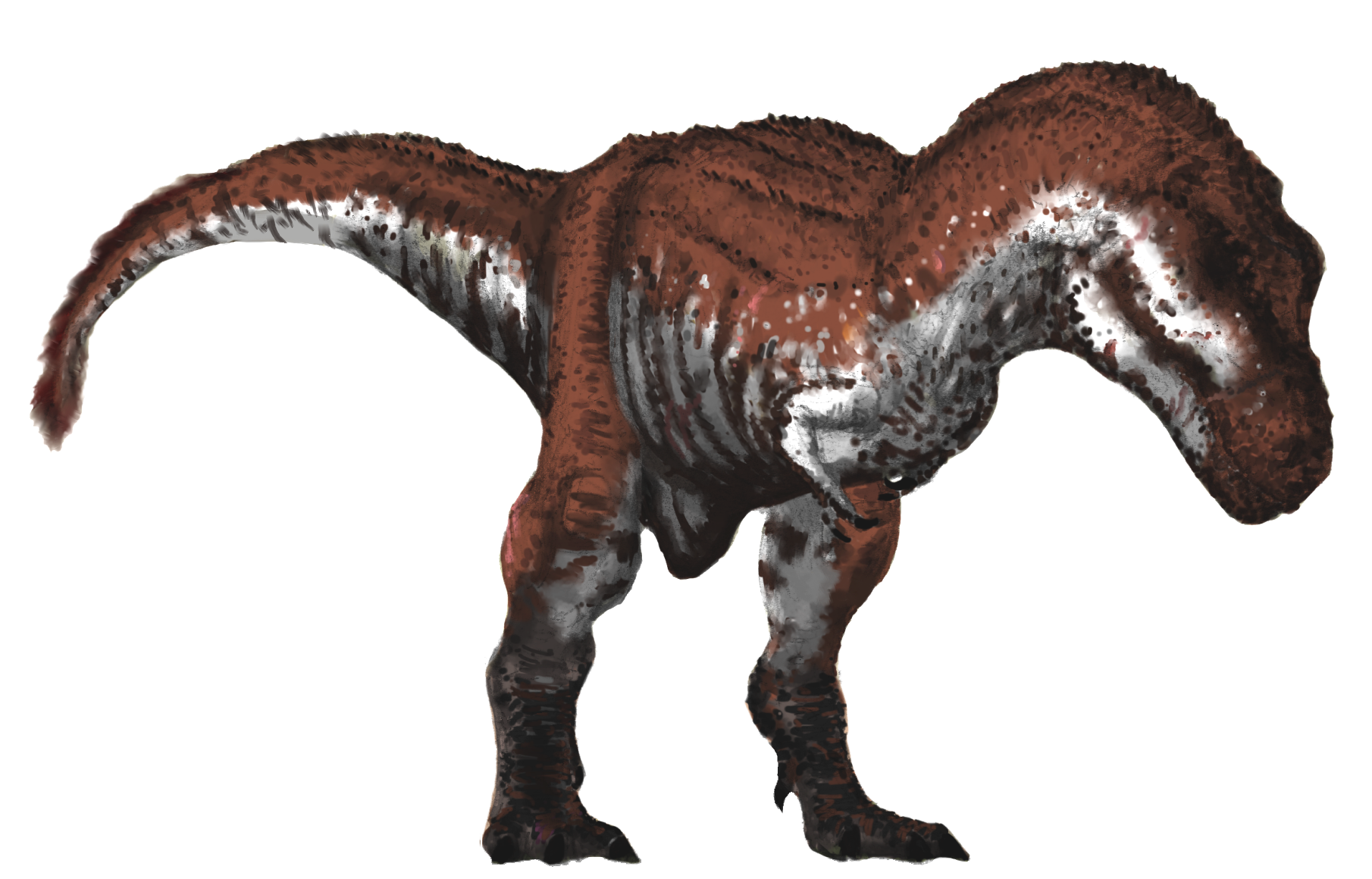
Phục hồi T. rex với vảy trên thân và lông vũ ở đuôi

Tính đến năm 2014, không rõ liệu loài Tyrannosaurus có phải là loài hồi nhiệt (máu nóng) hay không. Tyrannosaurus, giống như hầu hết các loài khủng long, từ lâu đã được cho là loài ngoại nhiệt (máu lạnh) với kiểu trao đổi chất của thằn lằn. Ý tưởng khủng long máu lạnh đã được thử thách bởi các nhà khoa học như Robert T. Bakker và John Ostrom trong những năm đầu của phong trào "Phục hưng Khủng long", bắt đầu vào cuối những năm 1960. Bản thân Tyrannosaurus rex đã được tuyên bố là loài máu nóng, ngụ ý một lối sống rất hoạt động. Kể từ đó, một số nhà cổ sinh vật học đã tìm cách xác định khả năng điều chỉnh nhiệt độ cơ thể của Tyrannosaurus. Bằng chứng mô học về tốc độ tăng trưởng cao ở những con Tyrannosaurus rex non, có thể so sánh với các loài động vật có vú và chim, và có thể hỗ trợ giả thuyết về sự trao đổi chất cao. Đường cong tăng trưởng cho thấy rằng, như ở động vật có vú và chim, Tyrannosaurus rex tăng trưởng bị giới hạn chủ yếu trên những con chưa trưởng thành, thay vì sự tăng trưởng vô định được thấy ở hầu hết các động vật có xương sống khác.
Tỷ lệ đồng vị của oxy trong xương hóa thạch đôi khi được sử dụng để xác định nhiệt độ mà tại đó xương bị lắng đọng, vì tỷ số giữa các đồng vị nhất định tương quan với nhiệt độ. Trong một mẫu, các tỷ số đồng vị trong xương từ nhiều bộ phận khác nhau trong cơ thể chỉ ra sự chênh lệch nhiệt độ không quá 4 đến 5 °C (7 đến 9 °F) giữa đốt sống của thân và xương chày của chân dưới. Chênh lệch nhiệt độ nhỏ giữa lõi cơ thể và chi vận động được xác nhận bởi nhà cổ sinh vật học Reese Barrick và nhà hóa học William Showers để chỉ ra rằng Tyrannosaurus rex duy trì nhiệt độ cơ thể nội bộ liên tục (máu nóng) và rằng sự trao đổi chất của loài này ở đâu đó giữa loài bò sát ngoại nhiệt và động vật có vú hồi nhiệt. Các nhà khoa học khác đã chỉ ra rằng tỷ lệ đồng vị oxy trong các hóa thạch ngày nay không nhất thiết đại diện cho cùng một tỷ lệ trong quá khứ xa xôi, và có thể đã bị thay đổi trong hoặc sau khi hóa thạch (sự thành đá trầm tích). Barrick và Showers đã bảo vệ kết luận của họ trong các bài báo tiếp theo, tìm kiếm kết quả tương tự trong một con khủng long chân thú khác tới từ các lục địa khác nhau và cách nhau hàng chục triệu năm trước đó trong thời gian (Giganotosaurus). Những con khủng long hông chim cũng cho thấy bằng chứng về máu nóng, trong khi những con thằn lằn họ Kỳ đà từ cùng một thành hệ thì không. Ngay cả khi Tyrannosaurus rex thể hiện bằng chứng về máu nóng, không nhất thiết có nghĩa nó là động vật hồi nhiệt. Việc điều hòa nhiệt độ như vậy cũng có thể được giải thích bằng cách biến nhiệt theo tỉ lệ diện tích cơ thể (gigantothermy), như trong một số loài rùa biển sống.

### Dấu chân

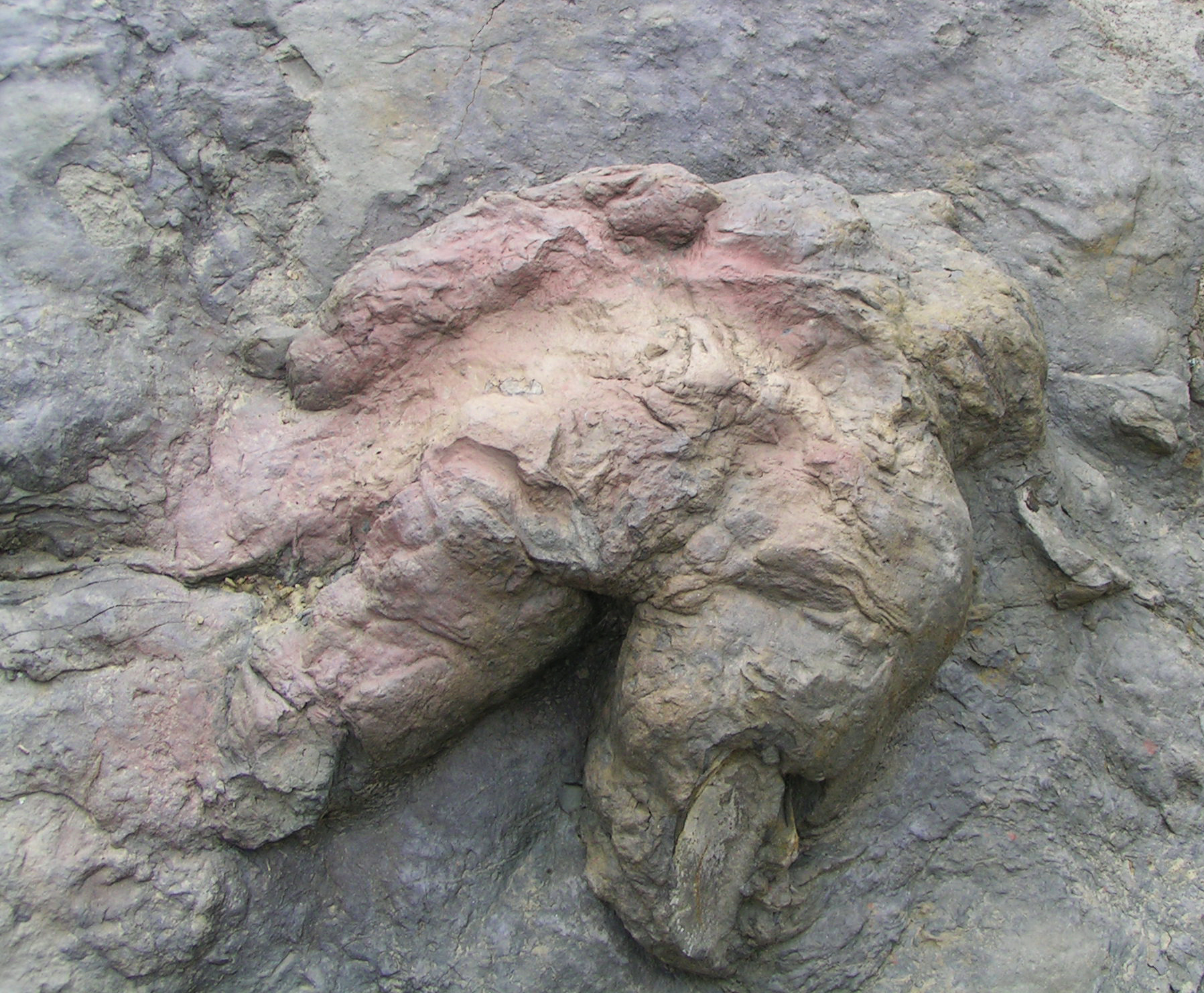
Dấu chân khả thi tại New Mexico

Hai dấu chân hóa thạch bị cô lập đã được tạm thời gán cho Tyrannosaurus rex. Lần đầu tiên được phát hiện tại trang trại Philmont Scout, New Mexico, vào năm 1983 bởi nhà địa chất người Mỹ Charles Pillmore. Ban đầu được cho là thuộc về một loài hardosaur, kiểm tra dấu chân cho thấy một 'gót chân' lớn không rõ trong các loài khủng long chân chim, và dấu vết của những gì có thể là một ngón chân cái, ngón thứ tư giống như ngón huyền của chân một con tyrannosaur. Dấu chân đã được đặt tên ichnogenus Tyrannosauripus pillmorei vào năm 1994, bởi Martin Lockley và Adrian Hunt. Lockley và Hunt cho rằng rất có khả năng vết chân đã tạo ra bởi một con Tyrannosaurus rex, làm cho nó trở thành dấu chân đầu tiên được biết đến từ loài này. Vết chân được tạo ra từ những gì đã từng là một bãi đầm ngập nước bằng phẳng. Kích thước của dấu chân dài 83 cm và rộng 71 cm.
Một dấu chân thứ hai có thể đã được tạo ra bởi một con Tyrannosaurus lần đầu tiên được báo cáo năm 2007 bởi nhà cổ sinh vật học người Anh Phil Manning, tại Thành hệ Hell Creek thuộc Montana. Dấu chân thứ hai này dài 72 cm, ngắn hơn kích thước của dấu chân được mô tả bởi Lockley và Hunt. Có thật là một con Tyrannosaurus tạo ra dấu chân hay không là chưa rõ ràng, mặc dù Tyrannosaurus và Nanotyrannus là các loài khủng long chân thú cỡ lớn duy nhất được biết đến đã tồn tại trong thành hệ Hell Creek.
Một tập hợp các dấu chân ở Glenrock, Wyoming được đo về giai đoạn Maastrichtian ở cuối kỷ Phấn trắng và nguồn gốc từ Thành hệ Lance được mô tả bởi Scott Persons, Phil Currie và một số người khác vào tháng 1 năm 2016, và được cho là thuộc về Tyrannosaurus rex hoặc loài tyrannosaurid đang bị tranh cãi tyredannannus lancensis. Từ các phép đo và dựa trên vị trí của các dấu chân, con vật được cho là đi với tốc độ đi bộ khoảng 2,8-5 dặm/giờ và được ước tính để có một chiều cao hông là 1,56 m đến 2,06 m. Một bài báo tiếp theo xuất hiện vào năm 2017, tăng các ước tính tốc độ lên 50-80%.

### Vận động

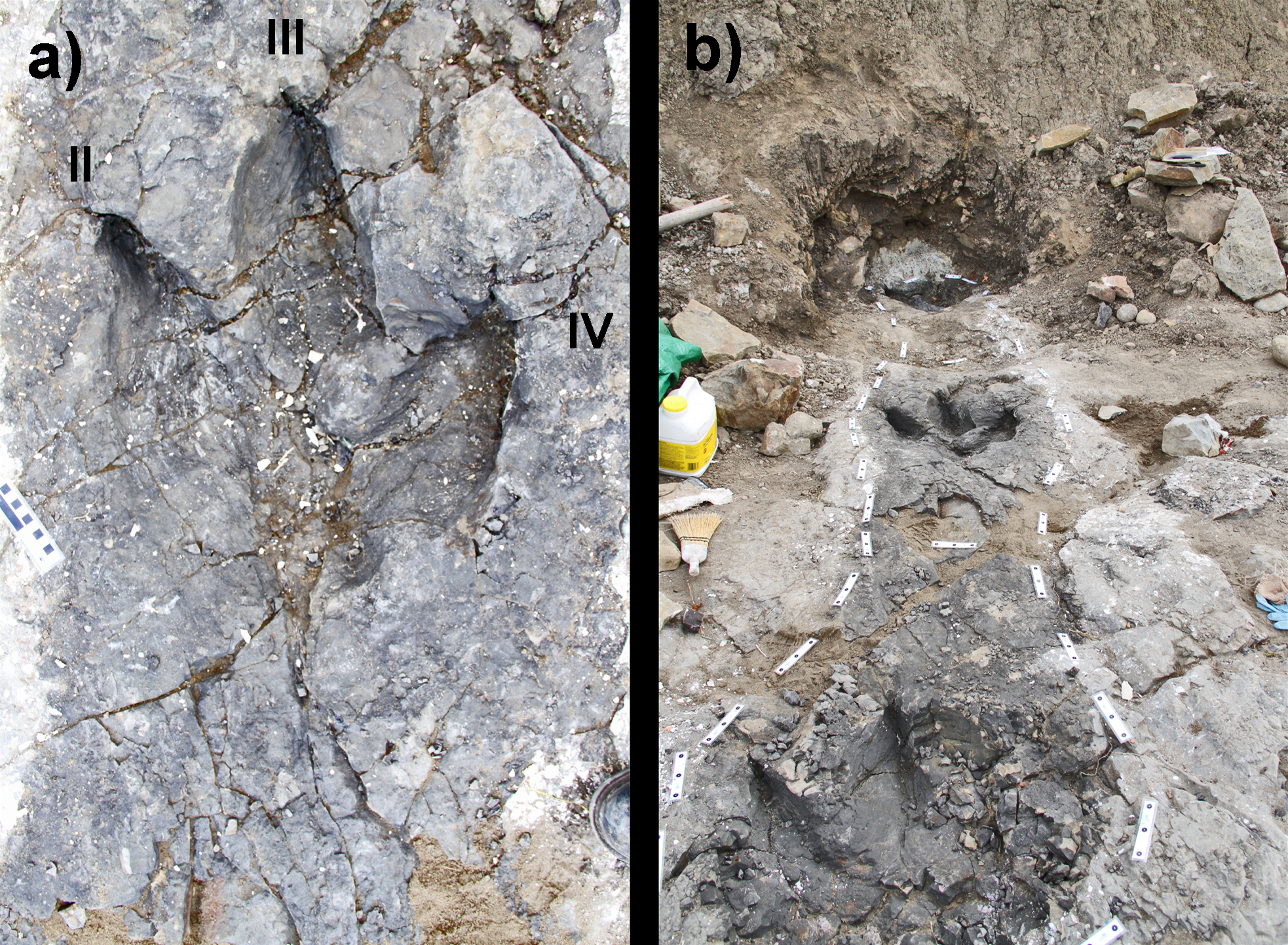
Đường dấu chân duy nhất được biết đến của tyrannosaurid (Bellatoripes fredlundi), từ Thành hệ Wapiti, British Columbia

Có hai vấn đề chính liên quan đến khả năng di chuyển của Tyrannosaurus: chúng có thể quay người tốt cỡ nào; và tốc độ chạy đường thẳng của chúng là bao nhiêu. Cả hai vấn đề đều dẫn đến tranh luận về loài này là loài săn mồi hay loài ăn xác.
Tyrannosaurus quay người rất chậm chạp, chúng có thể mất từ một đến hai giây để quay một góc 45° - điều mà con người, được định hướng theo chiều dọc và không có đuôi, có thể quay dưới một giây. Nguyên nhân gây ra sự khó khăn này là mômen quán tính, vì phần lớn khối lượng của Tyrannosaurus phân bố xa ra khỏi trọng tâm của chúng, giống như một người đang mang theo tấm gỗ nặng theo chiều ngang - mặc dù vậy chúng đã có thể giảm khoảng cách trung bình đó bằng cách còng lưng và đuôi, rụt đầu và chân trước của chúng về gần cơ thể hơn, giống như một người trượt băng co tay lại, để quay nhanh hơn.
Các nhà khoa học đã có một loạt các ước tính về tốc độ tối đa, chủ yếu là vào khoảng 11 m/s (40 km/h; 25 dặm/giờ), nhưng một vài ước tính nhỏ tới 5–11 m/s (18–40 km/h; 11–25 dặm/giờ), và một vài cao tới 20 m/s (72 km/h; 45 dặm/giờ). Các nhà nghiên cứu phải dựa vào các kỹ thuật ước tính khác nhau bởi vì, trong khi có rất nhiều vết dấu chân của các loài chân thú lớn đi bộ, cho đến nay chưa có các vết chân mà chúng chạy - và sự vắng mặt này có thể chỉ ra rằng chúng không chạy. Các nhà khoa học có thể chỉ ra rằng Tyrannosaurus có xương rỗng và các đặc điểm khác làm nhẹ trọng lượng cơ thể và giữ trọng lượng trong khoảng chỉ 4,5 tấn hoặc giống các động vật khác như đà điểu và ngựa với đôi chân dài, linh hoạt có thể đạt được tốc độ cao thông qua các bước sải chậm nhưng dài hơn. Một số người cũng cho rằng Tyrannosaurus có cơ bắp chân tương đối khỏe hơn so với bất kỳ loài động vật nào ngày nay, có thể cho phép chúng chạy nhanh với tốc độ 40–70 km/h (25–43 dặm/giờ).
Jack Horner và Don Lessem lập luận vào năm 1993 rằng Tyrannosaurus rất chậm và có lẽ không thể chạy (không có giai đoạn trong không trung giữa các sải chân), bởi vì tỷ lệ xương đùi đến xương chày dài hơn 1, như trong hầu hết các loài khủng long chân thú lớn và giống như loài voi hiện đại. Holtz (1998) lưu ý rằng tyrannosaurids và một số nhóm liên quan chặt chẽ với chúng có thành phần chi sau xa hơn (cẳng chân cộng với ngón chân) so với chiều dài xương đùi không giống với hầu hết các loài chân thú khác, và tyrannosaurids và họ hàng gần gũi của chúng có xương bàn chân lồng vào nhau giúp truyền lực sải từ chân đến bàn chân thấp hiệu quả hơn so với các loài khủng long chân thú trước đó. Do đó, ông kết luận rằng tyrannosaurids và họ hàng gần gũi của chúng là những con khủng long chân thú lớn nhanh nhất. Thomas Holtz Jr. đã lặp lại những dẫn chứng này trong một bài giảng năm 2013 của ông, nói rằng allosaurs khổng lồ có đôi chân ngắn hơn nếu cùng kích thước cơ thể so với Tyrannosaurus, trong khi chân của Tyrannosaurus thì dài hơn, mảnh hơn và xương bàn chân đan xen hơn với cùng kích thước cơ thể; thuộc tính của loài động vật chuyển động nhanh hơn.

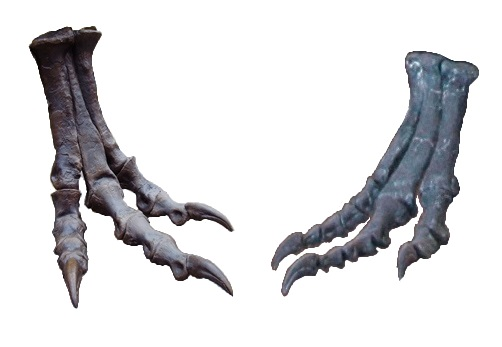
Chân của T. rex cho thấy xương arctometatarsalian bị nén của phần xương bàn chân giữa, so sánh với chân của Allosaurus

Một nghiên cứu của Eric Snively và Anthony P. Russel xuất bản năm 2003 cũng phát hiện ra rằng arctometatarsals của tyrannosaurid và dây chằng đàn hồi phối hợp cùng nhau trong cái mà ông gọi là 'mô hình khóa kéo' để tăng cường sức mạnh cho chân của Tyrannosaurus, tăng tính ổn định và tăng sức chống lại sự phân ly hơn so với các họ chân thú khác; trong khi vẫn cho phép khả năng phục hồi mà đã giảm trong bộ đà điểu, ngựa, hươu cao cổ và một số động vật khác với xương chân. Nghiên cứu cũng chỉ ra rằng dây chằng đàn hồi trong các động vật có xương sống lớn hơn có thể dự trữ và tạo ra năng lượng đàn hồi lớn hơn, có thể cải thiện hiệu quả vận động và giảm năng lượng biến dạng được truyền tới xương. Nghiên cứu cho thấy rằng cơ chế này có thể đã hoạt động rất hiệu quả trong tyrannosaurids. Do đó, nghiên cứu sẽ phải liên quan đến việc xác định loại dây chằng gắn với xương bàn chân, sau đó tìm hiểu làm thế nào để chúng có thể phối hợp cùng nhau và so sánh nó với các loại khác của khủng long chân thú và các động vật tương tự hiện đại ngày nay. Các nhà khoa học nhận thấy rằng arctometatarsals có thể đã cho phép tyrannosaurid hấp thụ các lực như giảm tốc tuyến tính, gia tốc pháp tuyến và xoắn hiệu quả hơn so với các loài chân thú khác. Nghiên cứu nêu ra rằng điều này có thể ngụ ý, mặc dù không chứng minh, rằng tyrannosaurids như Tyrannosaurus có sự nhanh nhẹn hơn so với các loài chân thú lớn khác không có xương arctometatarsus.
Christiansen (1998) ước tính rằng xương chân của Tyrannosaurus không mạnh hơn đáng kể so với loài voi, tương đối hạn chế ở tốc độ tối đa và không bao giờ chạy (không có thời gian trong không khí), và do đó đề xuất rằng tốc độ tối đa của loài này sẽ vào khoảng 11 m/s (40 km/h; 25 dặm/giờ), tức là tốc độ của một người chạy nước rút. Nhưng ông cũng lưu ý rằng những ước tính như vậy phụ thuộc vào nhiều giả định không rõ ràng.
Farlow và cộng sự (1995) đã lập luận rằng một con Tyrannosaurus nặng 5,4 tấn đến 7,3 tấn sẽ bị thương nặng hoặc thậm chí tử vong nếu nó ngã trong khi di chuyển nhanh, vì thân nó sẽ va đập vào mặt đất với tốc độ giảm 6 g (gấp sáu lần gia tốc trọng trường, hoặc khoảng 60 m/s²) và cánh tay nhỏ bé của nó không thể làm gì để giảm tác động. Hươu cao cổ được biết là có thể phi nước đại ở tốc độ 50 km/h (31 dặm/giờ), bất chấp nguy cơ chúng có thể bị gãy chân hoặc tệ hơn, có thể gây tử vong ngay cả trong môi trường an toàn như vườn thú. Do đó, Tyrannosaurus cũng có thể di chuyển nhanh khi cần thiết và phải chấp nhận những rủi ro như vậy.
Trong một nghiên cứu khác, Gregory S. Paul đã chỉ ra rằng đầu gối linh hoạt và cách di chuyển bằng đầu ngón của Tyrannosaurus có khả năng thích nghi tốt hơn để chạy so với voi hoặc người, chỉ ra rằng Tyrannosaurus có một xương chậu lớn và xương cnemial có thể hỗ trợ các cơ lớn cần thiết để chạy. Ông cũng đề cập rằng công thức của Alexander (1989) để tính toán tốc độ bằng sức mạnh của xương chỉ một phần đáng tin cậy. Ông cho rằng công thức đó quá phụ thuộc vào chiều dài xương; làm cho xương dài yếu một cách nhân tạo. Ông cũng chỉ ra rằng nguy cơ bị thương trong chiến đấu có giá trị rủi ro cao hơn so với lúc ngã khi đang chạy, khiến Tyrannosaurus có thể chọn việc chạy trước khi định chiến đấu.

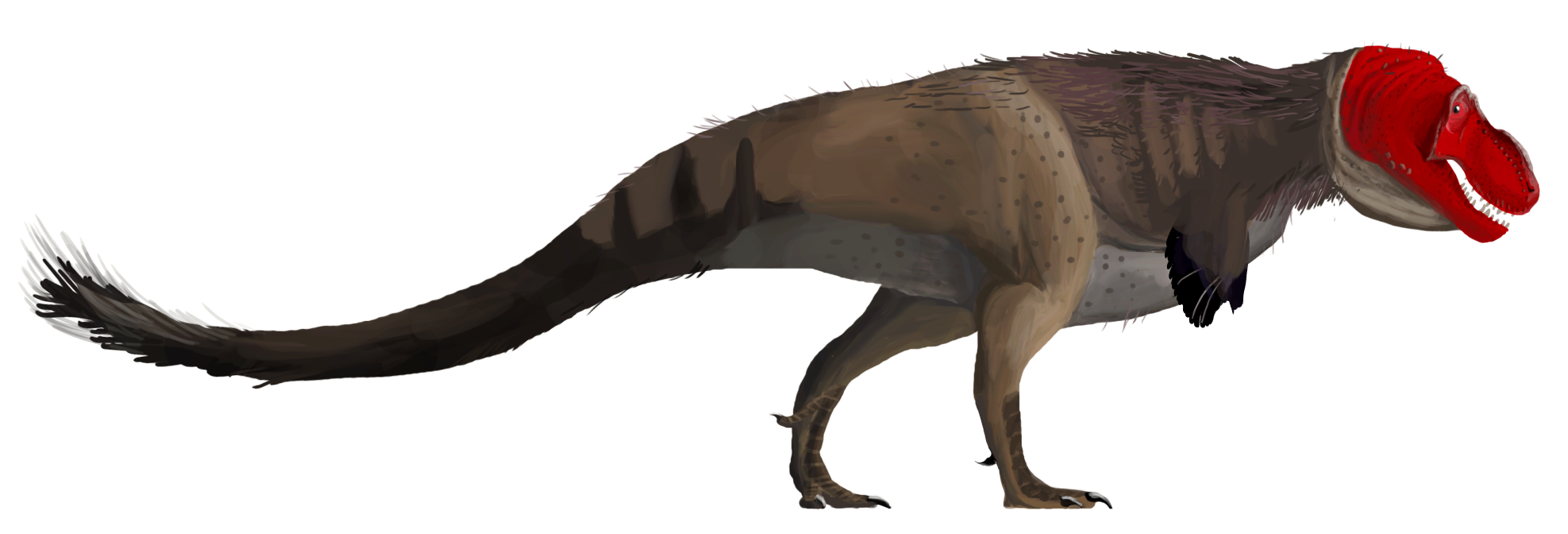
Phục dựng dáng đi của T. rex

Nghiên cứu gần đây nhất về sự vận động của Tyrannosaurus chỉ ra rằng chúng không thể hỗ trợ tốc độ nhanh hơn 40 km/h (25 dặm/giờ), tức tốc độ vừa phải khi thực hiện động tác chạy. Ví dụ, một bài báo năm 2002 trên tạp chí Nature đã sử dụng một mô hình toán học (dược xác nhận bằng cách áp dụng nó cho ba động vật sống, cá sấu, gà và con người; sau đó tới tám loài khác bao gồm đà điểu Emu và đà điểu thường) để xác định số lượng cơ cần thiết để một con vật có thể chạy (trên 40 km/h hoặc 25 dặm/giờ). Họ phát hiện ra rằng tốc độ tối đa được đề xuất vượt quá 40 km/h (25 dặm/giờ) là không khả thi, bởi vì nó sẽ đòi hỏi cơ bắp chân rất lớn (chiếm hơn khoảng 40-86% tổng khối lượng cơ thể). Ngay cả tốc độ nhanh vừa phải sẽ yêu cầu cơ bắp chân to khỏe. Cuộc thảo luận này rất khó để giải quyết, vì ta không thể biết được cơ bắpchaan của Tyrannosaurus lớn cỡ nào. Nếu nó nhỏ hơn, chúng chỉ có thể đi bộ hoặc chạy bộ vào khoảng 18 km/h (11 dặm/giờ).
Một nghiên cứu trong năm 2007 đã sử dụng các mô hình máy tính để ước tính tốc độ chạy, dựa trên dữ liệu được lấy trực tiếp từ các mẫu hóa thạch, và tuyên bố rằng Tyrannosaurus rex có tốc độ chạy tối đa là 8 m/s (29 km/h; 18 dặm/giờ). Một cầu thủ bóng đá chuyên nghiệp trung bình sẽ chậm hơn một chút, trong khi một người chạy nước rút có thể đạt tới tốc độ 12 m/s (43 km/h; 27 dặm/giờ). Các mô hình máy tính này dự đoán tốc độ tối đa 17,8 m/s (64 km/h; 40 dặm/giờ) đối với một con Composognathus nặng 3 kilôgam (6,6 lb). (có thể là một cá thể chưa trưởng thành).

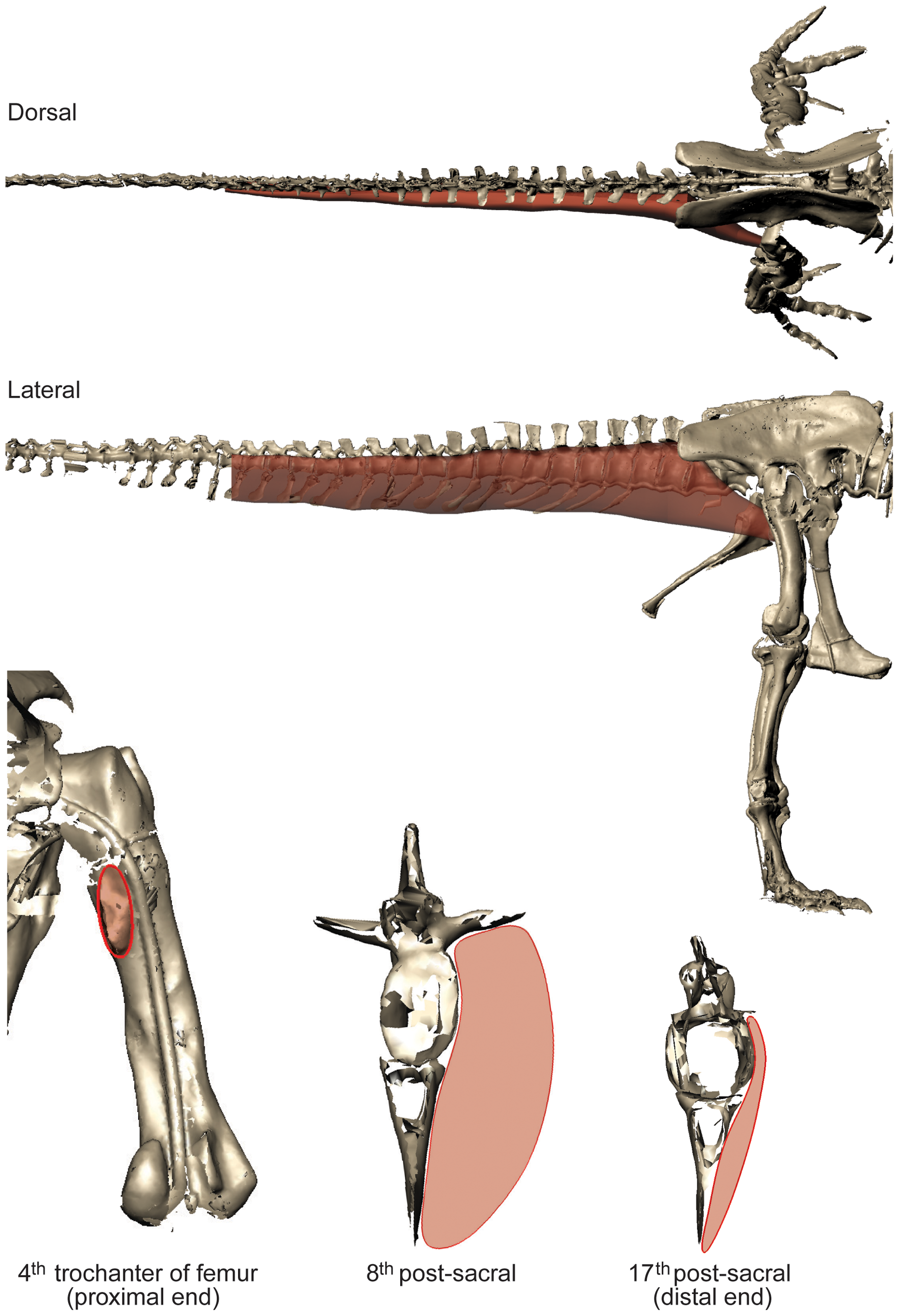
Phục dựng cơ bắp M. caudofemoralis longus, nối xương đùi và xương đuôi

Trong năm 2010, Scott Persons, một sinh viên tốt nghiệp từ Đại học Alberta, đã đề xuất rằng tốc độ của Tyrannosaurus có thể đã được tăng cường bởi các cơ đuôi mạnh. Anh phát hiện ra rằng các loài khủng long chân thú như T. rex đã có cơ bắp sắp xếp một cách khác so với loài chim và động vật có vú ngày nay nhưng với một số điểm tương đồng với loài bò sát hiện đại. Ông kết luận rằng các cơ xương chậu (caudofemoralis) liên kết xương đuôi và xương chân trên có thể đã hỗ trợ Tyrannosaurus trong hoạt động thu hồi chân và tăng cường khả năng chạy, sự nhanh nhẹn và thăng bằng của nó. Cơ caudofemoralis sẽ là một cơ then chốt trong sự co rút của xương đùi; kéo chân lên xương đùi. Nghiên cứu cũng phát hiện rằng bộ xương theropod như của Tyrannosaurus đã có sự thích ứng (chẳng hạn như các quá trình ngang cao ở đốt sống đuôi) để kích thích sự phát triển của các cơ đuôi lớn hơn và khối cơ đuôi của Tyrannosaurus có thể đã bị đánh giá thấp hơn 25% và có lẽ là thấp hơn nhiều đến 45%. Cơ caudofemoralis được tìm thấy chiếm 58% khối lượng cơ ở đuôi Tyrannosaurus. Tyrannosaurus cũng có khối lượng cơ caudofemoralis lớn nhất tuyệt đối và tương đối trong số ba sinh vật đã tuyệt chủng trong nghiên cứu. Điều này là bởi vì Tyrannosaurus cũng có thêm sự thích nghi để kích hoạt các cơ đuôi lớn; sự kéo dài của vòm cong của đuôi. Theo Persons, sự gia tăng khối lượng cơ đuôi đã di chuyển khối tâm gần hơn về phần sau và hông mà sẽ làm giảm lực căng trên các cơ chân để hỗ trợ trọng lượng của nó; cải thiện sự cân bằng tổng thể và sự nhanh nhẹn của nó. Điều này cũng sẽ làm cho chúng ít nặng hơn, do đó làm giảm mômen quán tính. Anh cũng lưu ý rằng đuôi của chúng rất giàu gân và vách ngăn có thể dùng để chứa thế năng đàn hồi, và do đó cải thiện hiệu quả của sự vận động. Persons cho biết thêm rằng điều này có nghĩa là khủng long chân thú không giống chim thực sự có đuôi rộng hơn so với các mô tả trước đây, như rộng hoặc rộng hơn bên trên phần lưng bụng gần điểm dưới.
Heinrich Mallison từ Bảo tàng Lịch sử Tự nhiên Berlin cũng trình bày một lý thuyết vào năm 2011, cho rằng Tyrannosaurus và nhiều loài khủng long khác có thể đạt được tốc độ tương đối cao thông qua các bước tiến ngắn nhưng nhanh thay vì những bước tiến dài được sử dụng bởi các loài chim và động vật có vú hiện đại khi chạy. Điều này, theo Mallison, sẽ có thể đạt được bất kể sức mạnh của khớp và làm giảm nhu cầu cho khối lượng cơ bắp bổ sung ở chân, đặc biệt là ở mắt cá chân. Để hỗ trợ cho lý thuyết của mình, Mallison đã đánh giá các chi của nhiều loài khủng long khác nhau và thấy rằng chúng khác với những loài động vật có vú và chim hiện đại; có chiều dài sải chân bị giới hạn bởi bộ xương của chúng, nhưng cũng có cơ bắp tương đối lớn ở chân sau. Ông đã tìm thấy một vài điểm tương đồng giữa các cơ trong khủng long và người đi bộ; có khối lượng cơ ít hơn ở mắt cá chân nhưng nhiều hơn ở chân sau. John Hutchinson rất thận trọng về lý thuyết này, cho thấy rằng trước tiên họ phải nhìn vào cơ bắp khủng long để xem tần suất chúng co giật.
Một nghiên cứu vào tháng 7 năm 2017 bởi một nhóm các nhà nghiên cứu dẫn đầu bởi William Sellers từ Đại học Manchester phát hiện ra rằng một con Tyrannosaurus trưởng thành không có khả năng chạy do trọng lượng lớn. Nghiên cứu đã sử dụng công nghệ máy tính mới nhất để kiểm tra những phát hiện. Các nhà nghiên cứu đã sử dụng hai hệ thống cơ khí cấu trúc khác nhau để tạo ra mô hình máy tính. Trọng lượng dùng để giải quyết cho tính toán của họ là một ước tính bảo thủ 7 tấn. Mô hình cho thấy tốc độ đạt được trên 11 dặm/giờ (18 km/h) có lẽ sẽ làm gãy vỡ xương chân của Tyrannosaurus. Phát hiện này có nghĩa là hoạt động chạy là không thể cho những loài khủng long chân thú khổng lồ khác như Giganotosaurus, Mapusaurus và Acrocanthosaurus.
Một nghiên cứu khác vào tháng 7 năm 2017 bởi các nhà nghiên cứu từ Trung tâm Nghiên cứu Đa dạng Sinh học Tích hợp Đức (iDiv) đã phát hiện ra rằng tốc độ tối đa của Tyrannosaurus là vào khoảng 17 dặm/giờ (27 km/h). Các loài khủng long khác bao gồm Triceratops, Velociraptor và Brachiosaurus cũng được phân tích trong nghiên cứu này, cũng như nhiều loài động vật sống như voi, báo đốm và thỏ. Tốc độ của Tyrannosaurus được tính bằng cách phân tích thừa số trọng lượng kết hợp với môi trường mà chúng đi (trong trường hợp của khủng long chân thú, đất) và bởi các giả định rằng: thứ nhất; động vật đạt được tốc độ tối đa của chúng trong thời gian chạy nước rút tương đối ngắn, và thứ hai; định luật chuyển động của Newton cho rằng khối lượng phải vượt qua quán tính. Nghiên cứu phát hiện rằng động vật lớn như Tyrannosaurus xả ra năng lượng dự trữ rất lâu trước khi chúng đạt tới tốc độ tối đa lý thuyết của chúng, dẫn đến mối quan hệ giống một đường parabol giữa kích thước và tốc độ. Phương trình có thể tính toán tốc độ tối đa của một con vật với độ chính xác vào khoảng 90% và có thể áp dụng cho cả động vật sống và đã tuyệt chủng.
Những người cho rằng Tyrannosaurus không có khả năng chạy, ước tính tốc độ tối đa của Tyrannosaurus là vào khoảng 17 km/h (11 dặm/giờ). Tốc độ này vẫn còn nhanh hơn so với các loài mà chúng săn mồi, như hadrosaurids và ceratopsians. Ngoài ra, một số người ủng hộ ý tưởng rằng Tyrannosaurus là một động vật ăn thịt cho rằng tốc độ chạy của tyrannosaur là không quan trọng, vì nó có thể chậm nhưng vẫn nhanh hơn con mồi tiềm năng của nó. Thomas Holtz cũng lưu ý rằng Tyrannosaurus có chiều dài tương đối lớn hơn so với những con vật mà nó săn bắt: khủng long mỏ vịt và khủng long sừng. Paul và Christiansen (2000) đã lập luận rằng ít nhất những con ceratopsian sau này đã có chân trước thẳng đứng và những loài lớn hơn có thể nhanh như tê giác. Hồi phục vết thương trên hóa thạch của ceratopsian có một vết cắn chứng tỏ rằng chúng chính là con mồi của tyrannosaurus. Nếu các loài ceratopsian sống bên cạnh Tyrannosaurus nhanh nhẹn, điều đó khiến các nhà khoa học phải nghi ngờ về lập luận rằng Tyrannosaurus không cần phải nhanh để bắt con mồi.

### Não và các giác quan

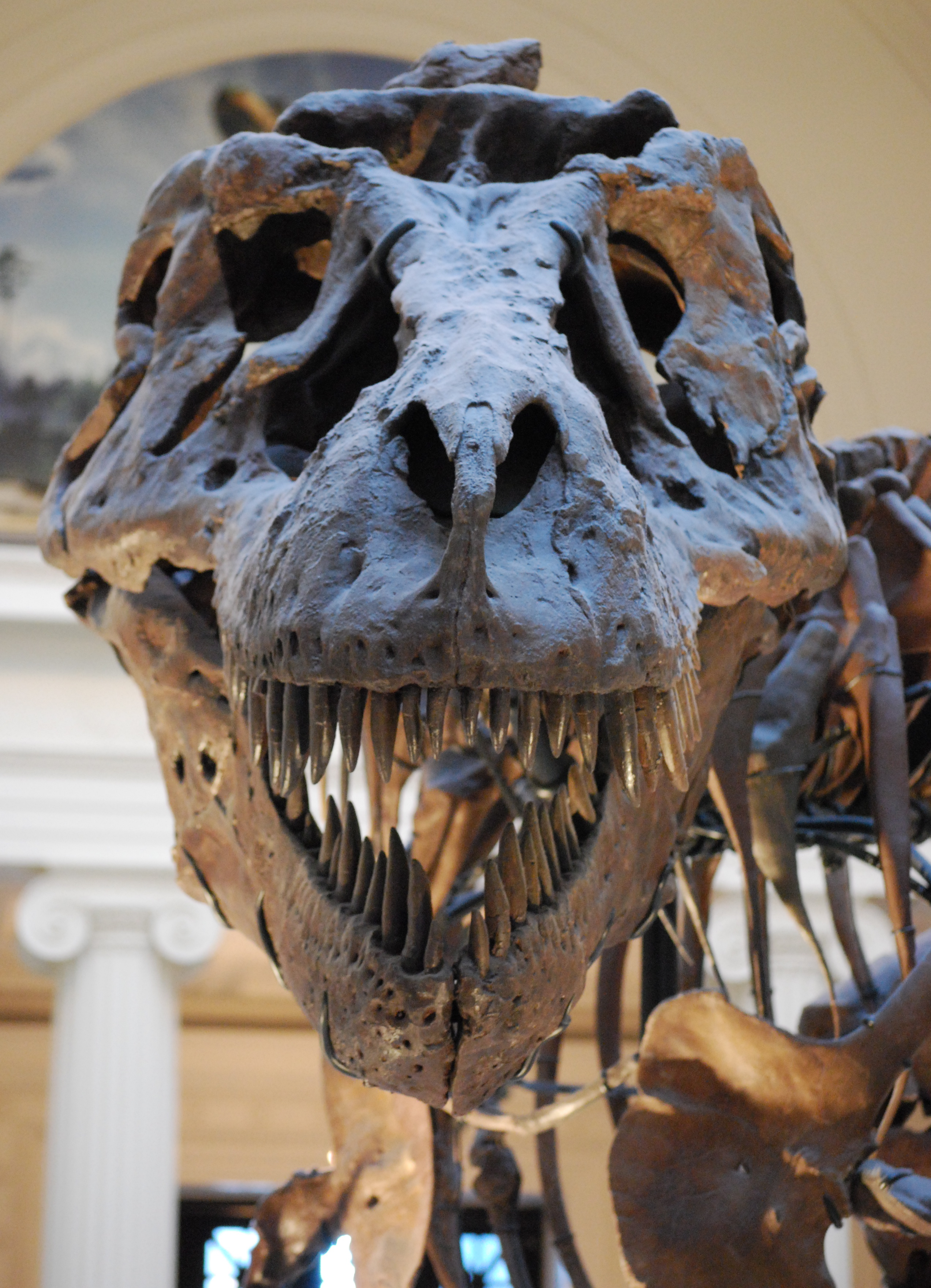
Hốc mắt hướng chủ yếu về phía trước, cho nó một tầm nhìn hai mắt tốt (Mẫu vật Sue).

Một nghiên cứu được tiến hành bởi Lawrence Witmer và Ryan Ridgely từ Đại học Ohio phát hiện ra rằng Tyrannosaurus cũng có các giác quan nhạy của các loài khủng long đuôi rỗng khác, nổi bật là chuyển động mắt và đầu tương đối nhanh và phối hợp nhuần nhuyễn, cũng như khả năng cảm nhận âm thanh tần số thấp giúp chúng săn mồi từ khoảng cách xa và khứu giác tăng cường. Một nghiên cứu được công bố bởi Kent Stevens của Đại học Oregon kết luận rằng Tyrannosaurus có tầm nhìn rất sắc sảo. Bằng cách áp dụng phương pháp kiểm tra thị lực để tái tạo lại khuôn mặt của một số loài khủng long bao gồm Tyrannosaurus, nghiên cứu cho thấy rằng Tyrannosaurus có phạm vi tầm nhìn hai mắt là 55 độ, vượt qua các loài diều hâu hiện đại, và sở hữu thị lực tốt gấp 13 lần thị lực của một người thường, do đó vượt trội hơn thị lực của cả một con đại bàng, loài mà chỉ có thị lực gấp 3,6 lần con người. Điều này sẽ cho phép Tyrannosaurus phân biệt đối tượng cách xa chúng 6 km (3,7 dặm), xa hơn 1,6 km (1 dặm) mà con người có thể nhìn.
Thomas Holtz Jr. lưu ý rằng các giác quan sắc bén của Tyrannosaurus phát triển là do các con mồi mà chúng phải săn lùng; lưu ý rằng chúng phải săn lùng những con khủng long sừng như Triceratops, giáp long như Ankylosaurus và những con khủng long mỏ vịt có thể có những hành vi xã hội phức tạp. Ông đề nghị rằng điều này làm cho độ chính xác quan trọng hơn đối với Tyrannosaurus cho phép nó, "đi vào, đớp một cú và hạ gục chúng." Ngược lại, loài Acrocanthosaurus có giác quan hạn chế bởi vì chúng săn lùng những con khủng long chân thằn lằn lớn, tương đối hiếm trong khoảng thời gian của Tyrannosaurus.

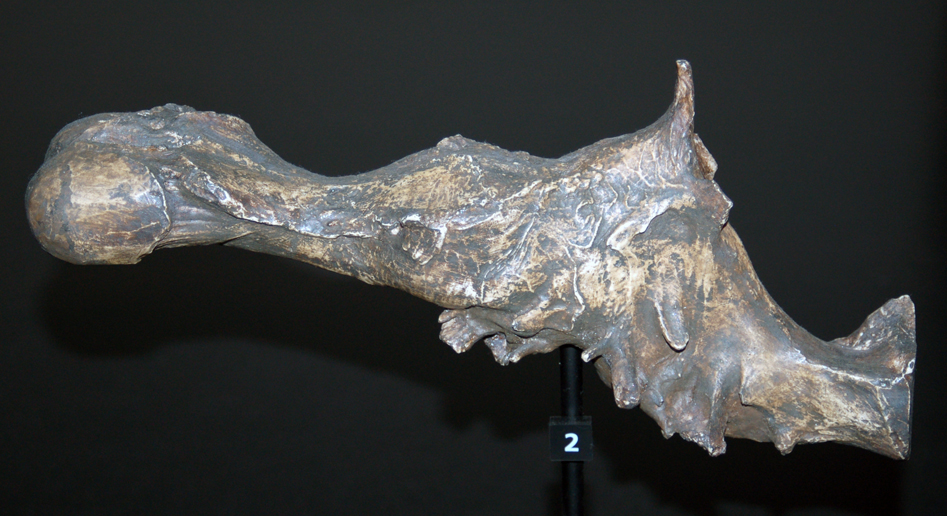
Mẫu trưng bày khối xương sọ tại Bảo tàng Australian, Sydney.

Tyrannosaurus có hành khứu giác rất lớn so với kích thước não bộ của chúng, các cơ quan chịu trách nhiệm quản lí khứu giác cực nhạy. Điều này cho thấy rằng khứu giác của chúng đã được phát triển rất cao, và ngụ ý rằng tyrannosaurs có thể phát hiện thịt sống bằng mùi hương của một cái xác trong khoảng cách lớn. Khứu giác của tyrannosaurs có thể được so sánh với kền kền hiện đại, sử dụng mùi để đánh hơi chỗ ăn xác. Nghiên cứu về hành khứu giác chỉ ra rằng Tyrannosaurus rex có khứu giác nhạy nhất trong 21 loài khủng long không giống chim.
Hơi bất thường trong số các loài khủng long chân thú, T. rex đã có một ốc tai rất dài. Chiều dài của ốc tai thường liên quan đến khả năng nghe ngóng, hoặc ít nhất là tầm quan trọng của thính giác trong hành vi của loài, ngụ ý rằng thính giác rất quan trọng đối với loài tyrannosaurs. Cụ thể, dữ liệu cho thấy Tyrannosaurus rex nghe tốt nhất trong dải tần số thấp và âm thanh tần số thấp là một phần quan trọng trong hành vi tyrannosaur.
Một nghiên cứu của Grant R. Hurlburt, Ryan C. Ridgely và Lawrence Witmer đã đạt được các ước tính cho các số liệu kích thước não tương đối (EQs), dựa trên các loài bò sát và chim, cũng như các ước tính cho tỷ lệ giữa não và khối não. Nghiên cứu kết luận rằng Tyrannosaurus có bộ não tương đối lớn trong các loài khủng long đã trưởng thành trừ một số loài maniraptoriforms nhỏ (Bambiraptor, Troodon và Ornithomimus). Nghiên cứu cho thấy kích thước não tương đối của Tyrannosaurus vẫn nằm trong phạm vi của các loài bò sát hiện đại, có tối đa 2 độ lệch chuẩn trên mức trung bình của các EQ bò sát không giống chim. Các ước tính cho tỷ lệ khối lượng não trên với khối lượng não sẽ dao động từ 47,5 đến 49,53%. Theo nghiên cứu, con số này cao hơn ước tính thấp nhất cho các loài chim còn sống (44,6%), nhưng vẫn gần với tỷ lệ điển hình của cá sấu trưởng thành tình dục nhỏ nhất, dao động từ 45,9–47,9%.

### Hành vi ăn uống

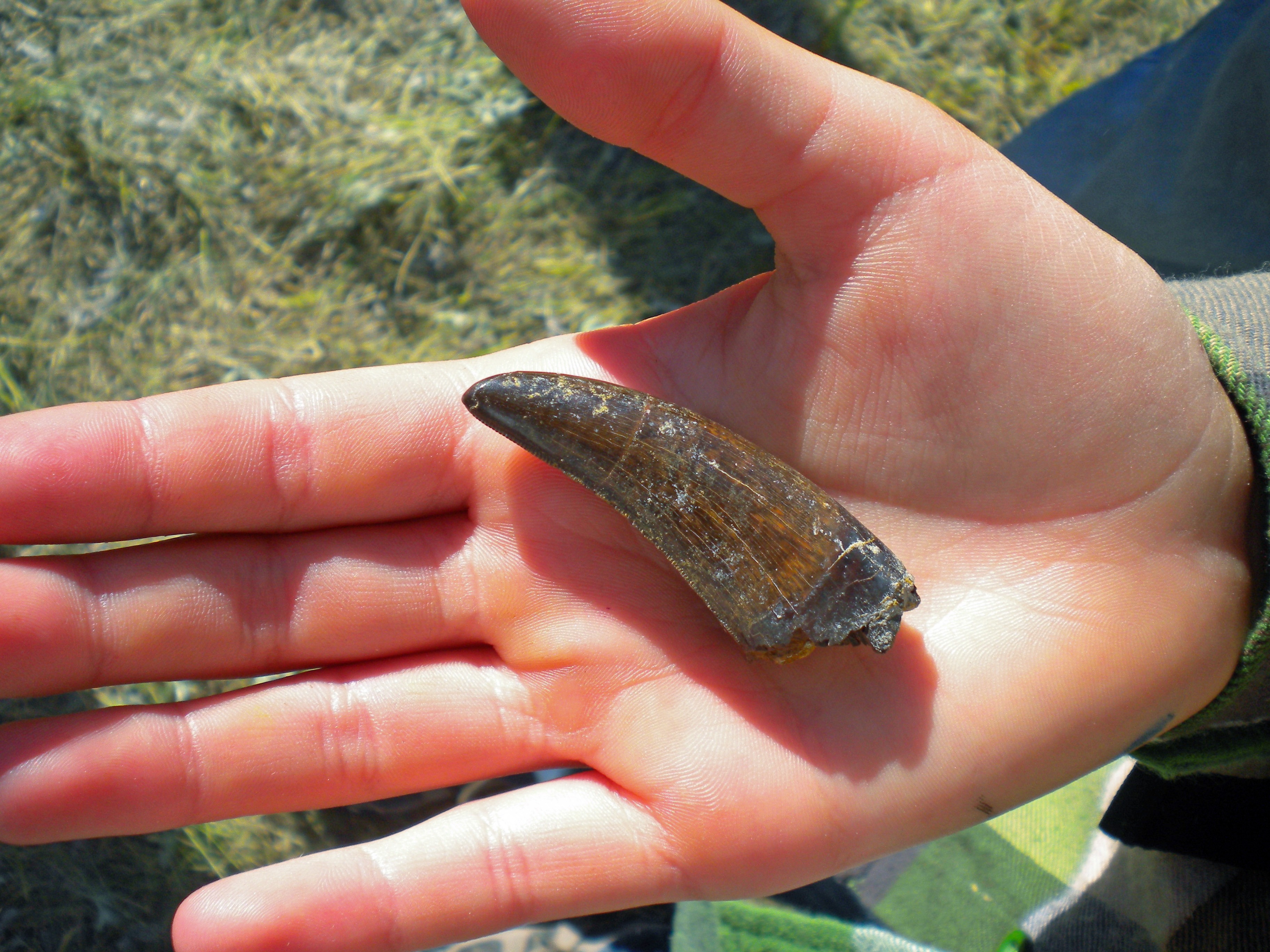
Một mẫu răng của Tyrannosaurus Rex tại Nam Dakota

Một nghiên cứu vào năm 2012 bởi Karl Bates và Peter Falkingham đã chứng minh rằng Tyrannosaurus có lực cắn mạnh nhất của bất kỳ loài động vật trên cạn nào từng sống. Họ phát hiện ra rằng một con Tyrannosaurus trưởng thành có thể sinh ra lực cắn từ 35.000 đến 57.000 N (7,868 đến 12,814 lbf) với các răng sau. Thậm chí có thể lớn hơn theo ước tính đã được thực hiện bởi giáo sư Mason B. Meers tại Đại học Tampa vào năm 2003. Trong nghiên cứu của mình, Meers ước tính một lực cắn có thể là từ 183.000 đến 235.000 N (41.140 đến 52.830 lbf).
Một nghiên cứu vào năm 2017 bởi Greg Erikson và Paul Gignac được công bố trên tạp chí Scientific Reports cho thấy Tyrannosaurus có thể tạo ra lực cắn từ 8,526 N đến 34,522 N (1,917 đến 7,761 lbf) và áp lực răng từ 718 đến 2,974 MPa (104,137 đến 431,342 psi). Điều này cho phép nó nghiền nát xương trong quá trình cắn lặp đi lặp lại và khai thác hiệu quả thịt từ xác của động vật, cho phép nó hấp thụ muối khoáng và tủy xương mà những loài ăn thịt nhỏ không thể tiếp cận được. Nghiên cứu được thực hiện bởi Stephan Lautenschlager và nhiều người khác từ Đại học Bristol, cho thấy Tyrannosaurus cũng có khả năng mở hàm tối đa một góc 80 độ, sự thích ứng cần thiết cho một loạt các góc hàm để cung cấp năng lượng cho vết cắn mạnh.

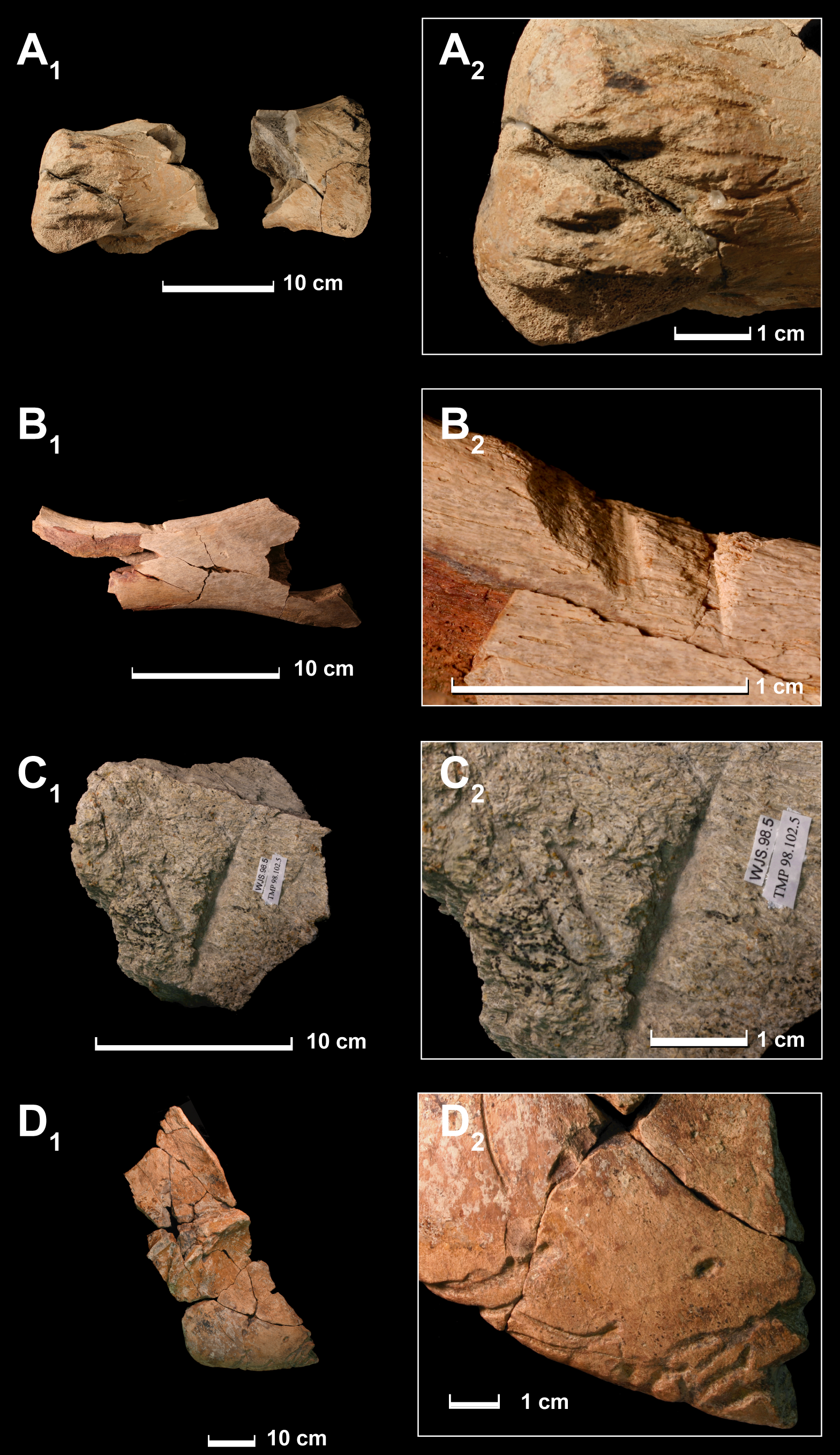
Vết răng của Tyrannosaurus trên xương của một số loài ăn cỏ

Cuộc tranh luận về việc liệu Tyrannosaurus là một động vật ăn thịt hay ăn xác thuần túy cũng đã nhiều tuổi như cuộc tranh luận về sự vận động của nó. Lambe (1917) mô tả một bộ xương Gorgosaurus họ hàng thân cận với loài Tyrannosaurus và kết luận rằng nó và do đó loài Tyrannosaurus cùng là loài ăn xác thuần túy, bởi vì răng của con Gorgosaurus hầu như không bị mòn đi. Lập luận này không còn được coi trọng nữa, do khủng long chân thú thay thế răng của chúng khá nhanh chóng. Kể từ lần khám phá đầu tiên của Tyrannosaurus, hầu hết các nhà khoa học đã suy đoán rằng chúng là động vật ăn thịt; giống như những kẻ săn mồi lớn hiện đại, chúng sẽ dễ dàng tìm xác hoặc ăn cắp con mồi từ những kẻ săn mồi khác nếu có cơ hội.
Nhà cổ sinh vật học Jack Horner là một người ủng hộ ý tưởng rằng Tyrannosaurus chỉ là kẻ ăn xác và không tự mình săn mồi, mặc dù bản thân Horner đã tuyên bố rằng ông không bao giờ xuất bản ý tưởng này trên các tài liệu khoa học được xem xét và sử dụng nó chủ yếu như một công cụ để tuyên truyền cho công chúng, đặc biệt là trẻ em, sự nguy hiểm khi đưa ra các giả định về khoa học (như giả định T. rex là kẻ săn mồi) mà không có bằng chứng rõ ràng. Tuy nhiên, Horner đã trình bày một số lý lẽ trong các tài liệu phổ biến để hỗ trợ giả thuyết ăn xác thuần túy:
- Tyrannosaur có đôi tay quá ngắn khi so sánh với những kẻ săn mồi được biết đến khác. Horner lập luận rằng cánh tay quá ngắn để tạo ra lực bám cần thiết để giữ con mồi.[157]
- Tyrannosaurs có hành khứu giác và thần kinh khứu giác lớn (so với kích thước não của chúng). Những điều này gợi ý một khứu giác cực kì phát triển có thể đánh hơi xác thịt trên một khoảng cách lớn, giống những con kền kền hiện đại. Nghiên cứu về hành khứu giác của loài khủng long đã chỉ ra rằng Tyrannosaurus có khứu giác phát triển cao nhất trong số 21 loài khủng long được lấy mẫu.[158] Những người phản đối giả thuyết ăn xác thuần túy đã sử dụng ví dụ về kền kền theo cách ngược lại, cho rằng giả thuyết ăn xác là không hợp lý bởi vì những kẻ ăn xác thuần túy hiện đại là những loài chim bay lượn lớn, sử dụng các giác quan quan trọng của chúng và cahs bay lượn dùng năng lượng một cách hiệu quả.[159]

Các nhà nghiên cứu ở Glasgow đã kết luận rằng một hệ sinh thái có năng suất như Serengeti hiện tại sẽ cung cấp đủ xác thối cho một con khủng long chân thú ăn xác lớn, mặc dù chúng phải là loài máu lạnh để có thể lấy calo từ xác thối hiệu quả hơn là khi đi hái lượm. Họ cũng gợi ý rằng các hệ sinh thái hiện đại như Serengeti không có loài ăn xác lớn trên mặt đất phần lớn bởi vì chim lượn hiện nay thực hiện công việc ăn xác hiệu quả hơn nhiều, trong khi các loài chân thú lớn không phải đối mặt với các sự cạnh tranh từ chim.
- Răng của Tyrannosaur có thể dập nát xương, và do đó có thể trích xuất càng nhiều chất dinh dưỡng (tủy xương) càng tốt từ thịt thối, thường là những phần ít dinh dưỡng nhất. Karen Chin và các đồng nghiệp đã tìm thấy các mảnh xương trong coprolit (phân hóa thạch) thuộc về tyrannosaurs, nhưng chỉ ra rằng răng của tyrannosaur không thích nghi tốt với việc nhai xương hiệu quả như linh cẩu làm để chiết xuất tủy.[161]
- Vì ít nhất một số con mồi tiềm năng của Tyrannosaurus có thể di chuyển nhanh, bằng chứng rằng chúng chỉ có thể đi thay vì chạy chứng tỏ nó phải là một kẻ ăn xác.[154][162] Mặt khác, các phân tích gần đây cho thấy rằng Tyrannosaurus, trong khi chậm hơn so với những kẻ săn mồi trên mặt đất hiện đại lớn, cũng có thể đủ nhanh để săn khủng long sừng và mỏ vịt lớn.[121][139]

Bằng chứng khác cho thấy hành vi săn mồi ở Tyrannosaurus. Các ổ mắt của tyrannosaurs được định vị sao cho mắt sẽ hướng về phía trước, cho chúng tầm nhìn hai mắt tốt hơn một chút so với diều hâu hiện đại. Horner cũng chỉ ra rằng dòng dõi loài tyrannosaur có lịch sử cải thiện thị lực hai mắt. Nếu tyrannosaur là loài chuyên ăn xác, theo thuyết chọn lọc tự nhiên sẽ không thể giải thích tại sao chúng vẫn còn giữ nhận thức chiều sâu mà thị lực lập thế mang lại, đặc điểm sẽ không cần thiết nếu nó là loài chỉ ăn xác. Trong động vật hiện đại, tầm nhìn hai mắt được tìm thấy chủ yếu ở những kẻ săn mồi.

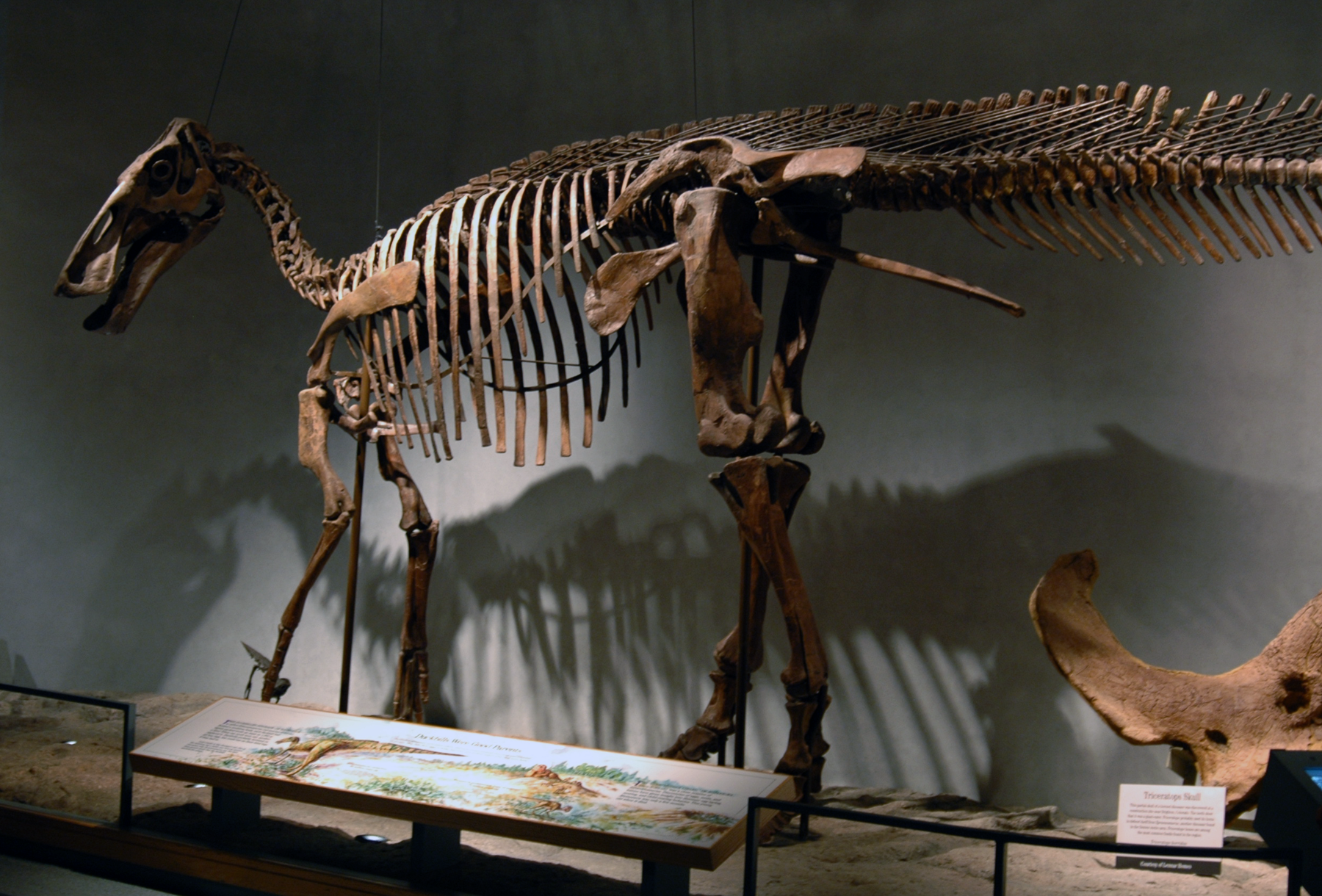
Tổn thường đến đốt sống đuôi của bộ xương Edmontosaurus annectens này (trưng bày tại Bảo tàng Khoa học Tự nhiên Denver) cho thấy nó đã có thể bị cắn bởi một con Tyrannosaurus

Bộ xương của một con hadrosaurid Edmontosaurus annrosens đã được mô tả từ Montana với tổn thương do tyrannosaur gây ra trên đốt sống đuôi của nó. Thực tế là vết cắn dường như đã lành lại cho thấy rằng con Edmontosaurus sống sót sau một cuộc tấn công của tyrannosaur vào một mục tiêu sống, tức là con tyrannosaur đã là động vật ăn thịt săn mồi. Ngoài ra còn có bằng chứng cho cuộc đối đầu giữa một con Triceratops và một con Tyrannosaurus trong đó có một vết răng của con Tyrannosaurus trên một sừng của con triceratops và squamosal (một xương của nếp gấp cổ); sừng bị cắn cũng bị gãy, với sự phát triển của xương mới sau khi gãy.
Tuy nhiên, người ta không biết bản chất chính xác của tương tác là gì: bởi bất kì con nào cũng có thể là kẻ tấn công trước. Do vết thương của Triceratops lành lại, có nhiều khả năng là con Triceratops sống sót sau cuộc chạm trán và cố gắng chạy trốn khỏi Tyrannosaurus. Nhà cổ sinh vật học Peter Dodson ước tính rằng trong một trận chiến chống lại một con Triceratops, Triceratops chiếm ưu thế và tự vệ thành công bằng cách gây thương tích cho Tyrannosaurus với bộ sừng nhọn của nó.
Khi kiểm tra mẫu vật Sue, nhà cổ sinh vật học Pete Larson tìm thấy một xương mác và đuôi đốt sống bị gãy và đã lành, xương mặt bị sẹo và một chiếc răng từ một con Tyrannosaurus khác bị chìm vào trong đốt sống cổ. Nếu đúng, đây có thể là bằng chứng mạnh mẽ cho hành vi hung hăng giữa các tyrannosaurs nhưng liệu đây có phải là sự cạnh tranh cho thức ăn và bạn tình hay ăn thịt đồng loại chủ động là không rõ ràng. Điều tra gần đây hơn về những vết thương có mục đích này cho thấy hầu hết là do nhiễm trùng chứ không phải là thương tích (hoặc đơn giản là tổn thương hóa thạch sau khi chết) và một số vết thương quá chung chung để chỉ ra sự xung đột của các cá thể cùng loài.
Một số nhà nghiên cứu cho rằng nếu Tyrannosaurus là một loài ăn xác thối, một loài khủng long khác phải là loài săn mồi hàng đầu trong kỷ Phấn trắng tại Châu Mỹ. Các con mồi hàng đầu là các loài Khủng long đầu diềm và Khủng long chân chim lớn hơn. Các loài tyrannosaurids khác chia sẻ rất nhiều đặc điểm cùng với T. rex nên chỉ các loài ăn thịt nhỏ như dromaeosaurs và troodontids là loài ăn thịt bậc nhất khả thi. Trong giả thuyết này, các nhà ủng hộ thuyết ăn xác cho rằng kích thước và sức mạnh của tyrannosaurs cho phép chúng ăn cắp con mồi từ những kẻ săn mồi nhỏ hơn, mặc dù chúng có thể gặp khó khăn trong việc tìm kiếm đủ thịt để sống sót, do những loài chân thú nhỏ hơn đông hơn nhiều. Hầu hết các nhà cổ sinh vật học đều chấp nhận rằng Tyrannosaurus vừa là một kẻ săn mồi hoạt động và là một kẻ ăn xác như hầu hết các loài ăn thịt lớn.

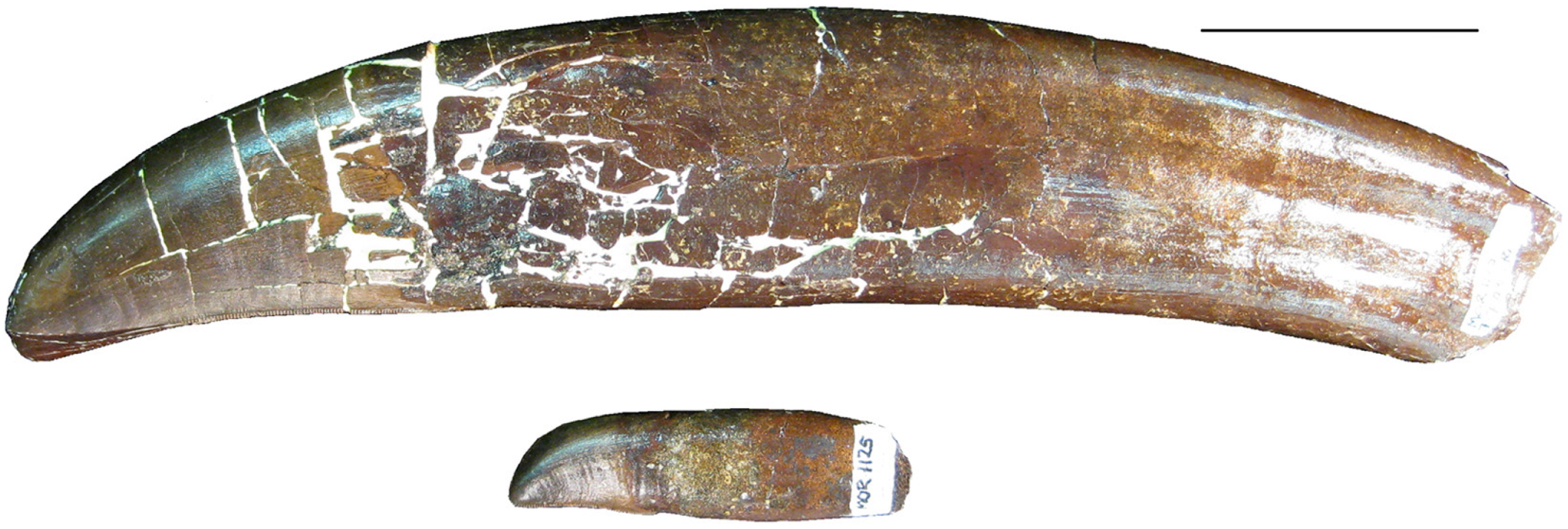
Hai răng từ hàm dưới của mẫu MOR 1125, "B-rex", cho thấy sự đa dạng trong kích thước răng của cùng một cá thể

Tyrannosaurus có thể đã có nước bọt nhiễm trùng được sử dụng để tiêu diệt con mồi của nó. Lý thuyết này lần đầu tiên được William Abler đề xuất. Abler kiểm tra răng của tyrannosaurids giữa mỗi răng cưa; các răng cưa có thể đã giữ những mẩu thịt với vi khuẩn, khiến Tyrannosaurus có một vết cắn chết người, truyền nhiễm giống như rồng Komodo được cho là có vết cắn nhiễm khuẩn. Jack Horner cho rằng răng cưa của Tyrannosaurus giống như hình khối khác với răng của loài Komodo, với hình hơi tròn. Tất cả các dạng nước bọt đều chứa vi khuẩn nguy hiểm, do đó, viễn cảnh của nó được sử dụng như một phương pháp ăn thịt có thể bị tranh chấp. Tyrannosaurus, và hầu hết các khủng long chân thú khác, có lẽ chủ yếu là xử lý thân thịt với cú lắc ngang của đầu, giống như cá sấu. Cái đầu của chúng không linh hoạt như hộp sọ của allosauroids, do các khớp rất phẳng của đốt sống cổ.

#### Ăn thịt đồng loại
Một nghiên cứu từ Currie, Horner, Erickson và Longrich trong năm 2010 đã được đưa ra như là bằng chứng về hành động ăn thịt đồng loại trong chi Tyrannosaurus. Họ đã nghiên cứu một số mẫu vật Tyrannosaurus có dấu răng trong xương, do cùng một chi gây ra. Các vết răng đã được xác định trong xương cánh cụt, chân và xương bàn chân, và điều này được coi là bằng chứng cho loài ăn xác cơ hội, hơn là vết thương do chiến đấu cùng loài. Trong một cuộc chiến, họ nói rằng sẽ rất khó để chúng tiếp cận và cắn ở dưới chân của một đối thủ, nhiều khả năng là vết cắn được thực hiện bởi loài ăn xác. Khi vết cắn được tạo ra trên các bộ phận cơ thể với lượng thịt tương đối ít ỏi, người ta cho rằng Tyrannosaurus đang ăn một cái xác, do các bộ phận nhiều thịt hơn đã được ăn hết bởi loài khác. Nó cũng mở cửa cho khả năng rằng các tyrannosaurids khác đã thực hiện hành vi ăn thịt đồng loại. Các bằng chứng khác cho giả thuyết ăn thịt đồng loại đã được khai quật.

#### Hành vi bầy đàn

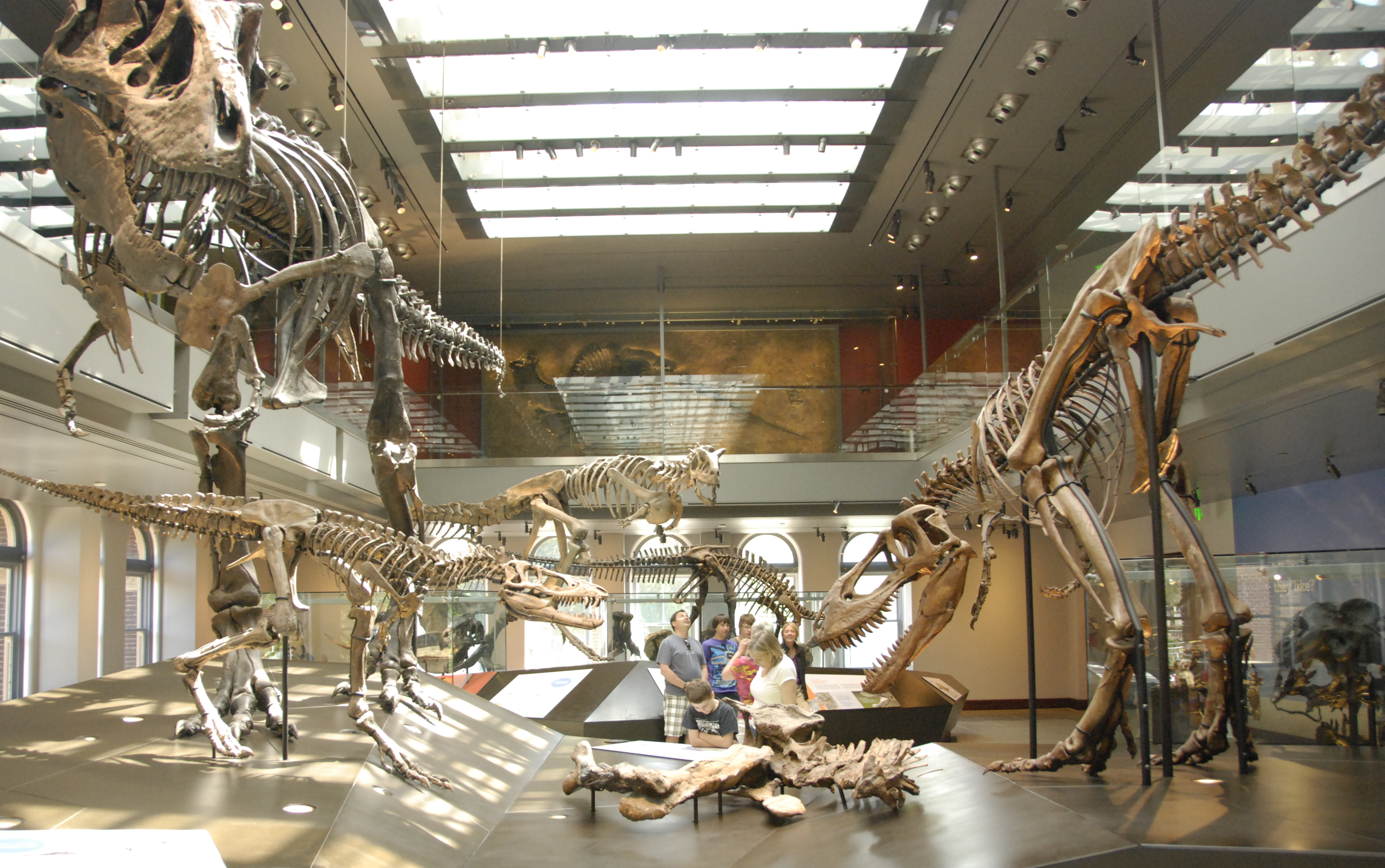
Khung xương phục dựng một đàn T. rex khác tuổi, Bảo tàng Lịch sử Tự nhiên Los Angeles

Philip J. Currie thuộc Đại học Alberta đã gợi ý rằng Tyrannosaurus có thể đã sống theo bầy. Currie so sánh Tyrannosaurus rex với các loài có liên quan như Tarbosaurus bataar và Albertosaurus sarcophagus, bằng chứng hóa thạch mà từ đó Currie từng sử dụng để gợi ý rằng chúng sống trong các bầy. Currie chỉ ra rằng một phát hiện ở Nam Dakota tìm thấy ba bộ xương bảo tồn của Tyrannosaurus rex ở gần nhau. Sau khi sử dụng chức năng quét CT, Currie nói rằng Tyrannosaurus đã co thể có khả năng hành vi phức tạp như vậy, bởi vì kích thước bộ não của chúng lớn hơn gấp 3 lần so với con vật có kích thước của nó. Currie nói rằng Tyrannosaurus có tỷ lệ kích thước não so với cơ thể lớn hơn so với cá sấu và gấp ba lần so với loài khủng long ăn thực vật như Triceratops có cùng kích thước.
Philip Currie tin rằng Tyrannosaurus thông minh hơn sáu lần so với hầu hết các loài khủng long và các loài bò sát khác. Bởi vì các con mồi có sẵn, như Triceratops và Ankylosaurus, được bọc giáp tốt, và những con mồi khác thì di chuyển nhanh, nên Tyrannosaurus cần phải săn mồi theo nhóm. Currie suy đoán rằng những con chưa trưởng thành và con trưởng thành sẽ cùng nhau săn mồi, với những con non nhanh hơn đuổi theo con mồi và những con trưởng thành mạnh mẽ hơn sẽ hạ con mồi, tương tự như các loài săn bầy đàn ngày nay, nơi mà mỗi thành viên đóng góp một phần công sức để bắt mồi.
Giả thuyết săn bầy đàn của Currie đã bị các nhà khoa học khác chỉ trích gay gắt. Brian Switek, viết cho tờ The Guardian vào năm 2011, lưu ý rằng giả thuyết của Currie chưa được trình bày như một nghiên cứu trong tạp chí khoa học được đánh giá ngang hàng, nhưng chủ yếu liên quan đến một cuốn sách và phim truyền hình Dino Gangs. Switek cũng lưu ý rằng lập luận của Currie về cách săn bầy của Tyrannosaurus rex chủ yếu dựa trên sự tương đồng với một loài khác, Tarbosaurus bataar, và rằng bằng chứng cho săn mồi theo bầy trong loài T. bataar vẫn chưa được công nhận và phải chịu sự giám sát khoa học. Theo Switek và các nhà khoa học khác, những người tham gia thảo luận về chương trình truyền hình Dino Gangs, bằng chứng cho săn bắt bầy đàn ở Tarbosaurus và Albertosaurus là yếu, chủ yếu dựa trên sự tập trung của một số bộ xương tại một nơi nhất định, mà nhiều giải thích thay thế đã được đề xuất (ví dụ hạn hán hoặc lũ lụt buộc nhiều mẫu vật cùng nhau chết ở một nơi).
Trong thực tế, Switek lưu ý rằng nơi khai quật bộ xương của Albertosaurus, mà Currie đã dựa hầu hết các giải thích về bầy đàn, bảo tồn bằng chứng địa chất về một trận lũ như vậy. Switek nói, "riêng phần xương là không đủ để tái tạo lại hành vi khủng long. Các bối cảnh địa chất trong đó những xương được tìm thấy - các chi tiết phức tạp của môi trường cổ đại và tốc độ thời tiền sử - rất cần thiết để điều tra cuộc sống và cái chết của khủng long." và lưu ý rằng Currie trước tiên phải mô tả bằng chứng địa chất từ các nơi khác mà tìm ra xương tyrannosaur trước khi nhảy đến kết luận về hành vi xã hội. Switek đã mô tả những tuyên bố giật gân được đưa ra trên báo chí và các tin tức xung quanh chương trình Dino Gangs là "nauseating hype" và lưu ý rằng công ty sản xuất chịu trách nhiệm cho chương trình này, Atlantic Productions, có tiền thân là liên quan đến tuyên bố phóng đại về những khám phá hóa thạch mới, ví dụ như tuyên bố gây tranh cãi liên quan đến tổ tiên con người đầu tiên được cho là loài Darwinius, mà sau này được công nhận là người họ hàng gần hơn của loài vượn cáo.

### Bệnh lý học

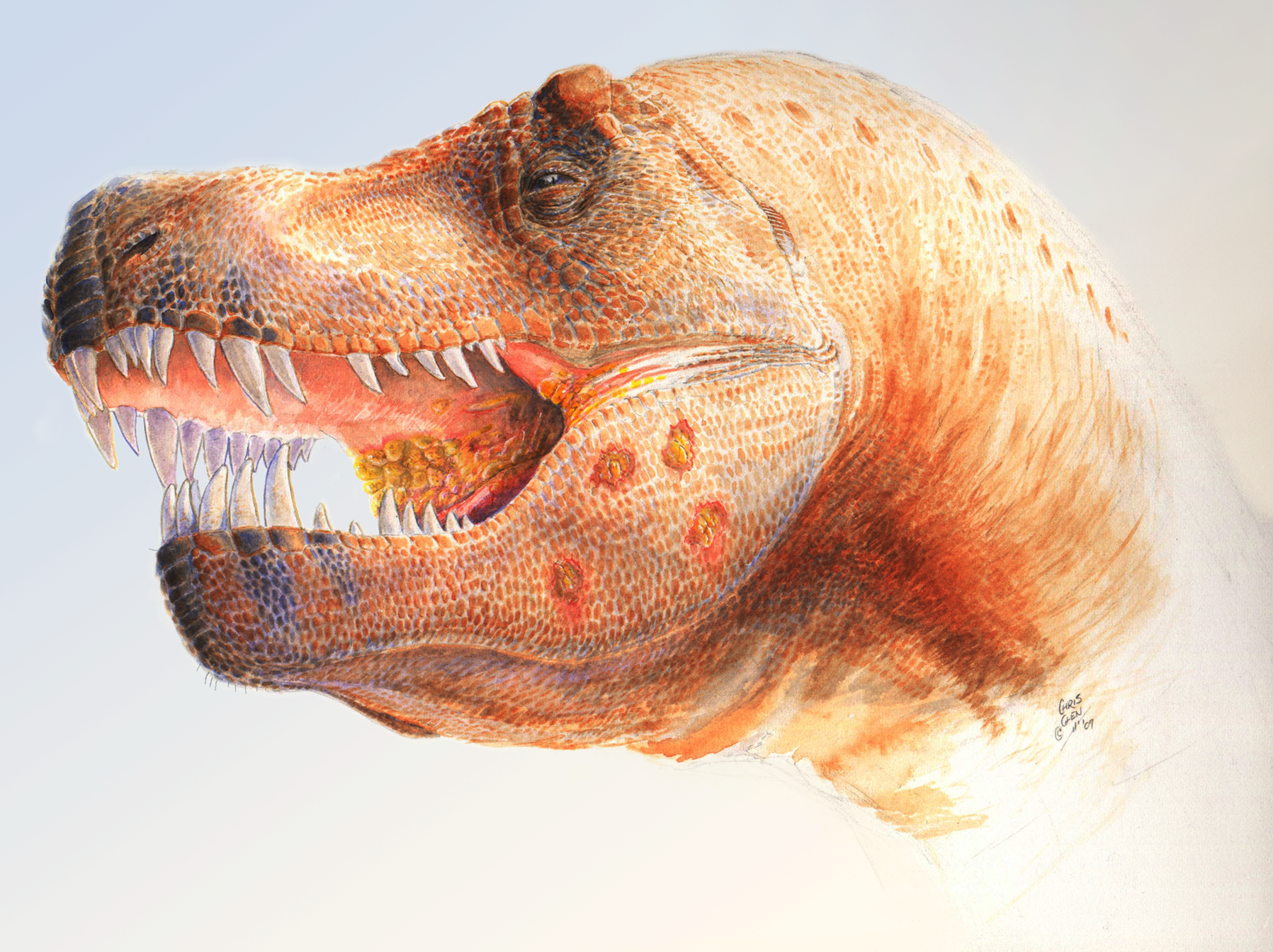
Phục dựng một con T. rex (dựa trên mẫu MOR 980) bị nhiễm kí sinh trùng gây tổn thương mõm

Năm 2001, Bruce Rothschild và cộng sự xuất bản một nghiên cứu kiểm tra bằng chứng cho gãy xương và co giật gân trong khủng long chân thú và ý nghĩa ảnh hưởng tới hành vi của chúng. Do chấn thương căng xương được tạo ra bởi các tác động liên tục chứ không phải các loại tổn thương khác. Trong số 81 xương chân Tyrannosaurus được nghiên cứu, một trong số đó được phát hiện là một xương gãy, trong khi không có xương nào trong số 10 xương được tìm thấy bị gãy. Các nhà nghiên cứu đã tìm thấy trường hợp đứt dây chằng chỉ có ở Tyrannosaurus và Allosaurus. Một chấn thương bong gân đã để lại một vết thương trên xương tay của mẫu vật "Sue", nằm ở gốc của các cơ delta và cơ tròn to. Sự hiện diện của chấn thương bong gân giới hạn ở vai và chi trước trong cả Tyrannosaurus và Allosaurus cho thấy rằng khủng long chân thú có thể đã có một hệ cơ - xương phức tạp hơn và chức năng khác với loài chim. Các nhà nghiên cứu kết luận rằng triệu chứng đứt dây chằng của Sue là do sự vùng vẫy của con mồi. Sự hiện diện của gãy xương căng và đứt dây chằng nói chung cung cấp bằng chứng cho loài này là loài săn mồi linh động chứ không phải là một kẻ ăn xác.
Một nghiên cứu năm 2009 cho thấy các lỗ hổng trong hộp sọ của một số mẫu vật trước đây được giải thích bằng các cuộc đối đầu giữa đồng loại có thể đã bị gây ra bởi ký sinh trùng giống như Trichomonas thường lây nhiễm cho các con chim hiện đại.
Bằng chứng thêm về giao chiến cùng loài đã được tìm thấy bởi Joseph Peterson và các đồng nghiệp của ông trong mẫu vật Tyrannosaurus vị thành niên có biệt danh là Jane. Peterson và nhóm của ông phát hiện ra rằng hộp sọ của Jane cho thấy vết thương đâm thủng đã lành ở hàm trên và mõm mà họ tin rằng được gây ra từ một con Tyrannosaurus vị thành niên khác. Những lần quét vi tính tiếp theo của hộp sọ Jane đã tiếp tục xác nhận giả thuyết của nhóm nghiên cứu, cho thấy rằng các vết thương đâm thủng đến từ một chấn thương ngoại lai và có sự chữa lành sau đó. Nhóm nghiên cứu cũng tuyên bố rằng các vết thương của Jane có cấu trúc khác với các tổn thương do ký sinh trùng gây ra ở Sue và các vết thương của Jane nằm trên khuôn mặt của nó trong khi ký sinh trùng gây nhiễm trùng ở Sue gây ra tổn thương cho hàm dưới.

## Đặc điểm cổ sinh thái

Hệ động vật Hell Creek (Tyrannosaurus màu nâu đậm)

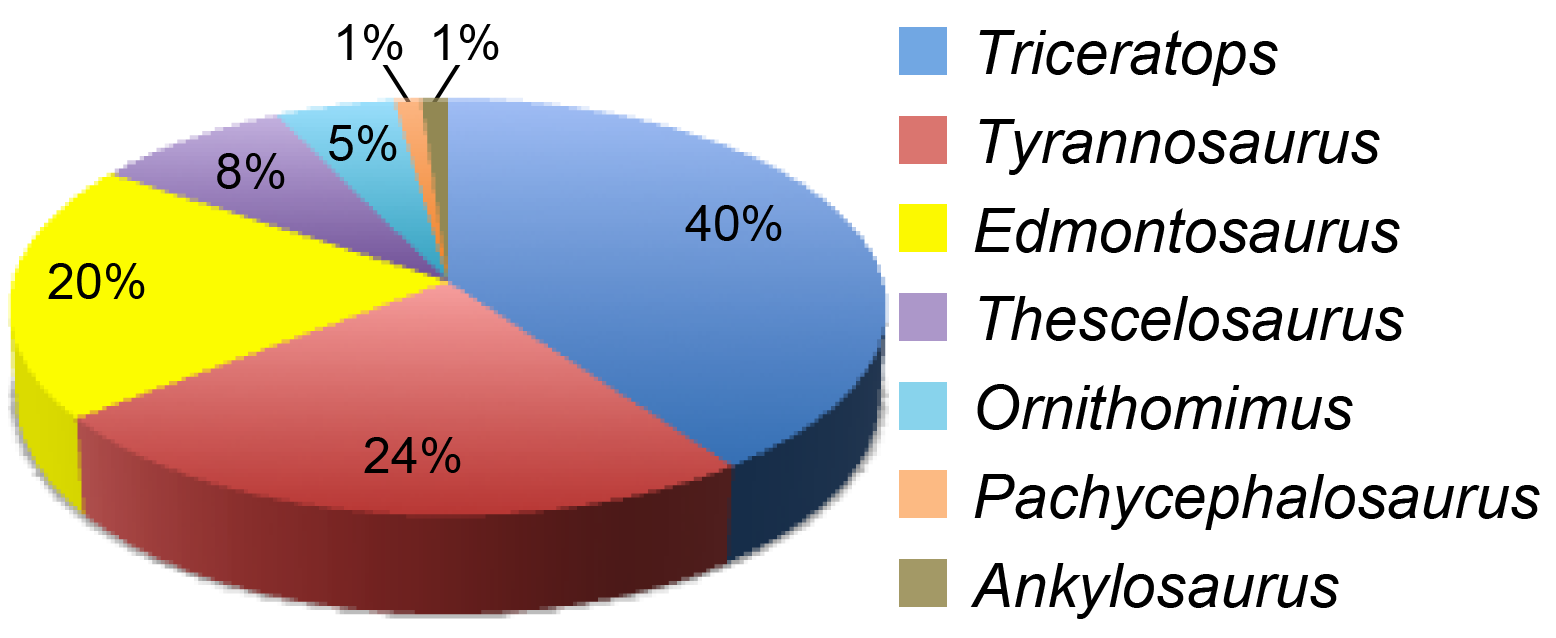
Biểu đồ tròn cho thấy tỉ lệ số lượng trung bình các loài khủng long lớn ở Thành hệ Hell Creek tại khu vực được nghiên cứu

Tyrannosaurus sống trong khoảng thời gian được gọi là Lancian (tầng Maastricht) vào giai đoạn cuối của Phấn Trắng muộn, phân bố từ Canada ở phía Bắc cho tới nơi xa nhất là New Mexico ở phía nam Laramidia. Vào thời điểm này, Triceratops là động vật ăn cỏ chính ở phía bắc, trong khi ở phía nam khủng long chân thằn lằn titan Alamosaurus "thống trị". Hóa thạch Tyrannosaurus được tìm thấy tại nhiều hệ sinh thái khác nhau, bao gồm nội địa, cận nhiệt ven biển và đồng bằng bán khô cằn.
Tại thành hệ Hell Creek, người ta đào được một vài mẫu Tyrannosaurus nổi bật. Vào tầng Maastricht, khu vực này có khí hậu cận nhiệt ấm và ẩm ướt. Thực vật đa số có hoa, nhưng cũng có các loài như thủy sam (Metasequoia) hay Araucaria. Trong hệ sinh thái này, Tyrannosaurus sống cùng với Triceratops; khủng long mặt sừng Nedoceratops, Tatankaceratops, Torosaurus; khủng long mỏ vịt Edmontosaurus annectens cùng có lẽ một chi trong Parasaurolophus; giáp long Denversaurus, Edmontonia, Ankylosaurus; khủng long đầu dày Pachycephalosaurus, Stygimoloch, Sphaerotholus, Dracorex; hypsilophodont Thescelosaurus và khủng long chân thú Ornithomimus, Struthiomimus, Orcomimus, Acheroraptor, Dakotaraptor, Richardoestesia, Paronychodon, Pectinodon,, Troodon.

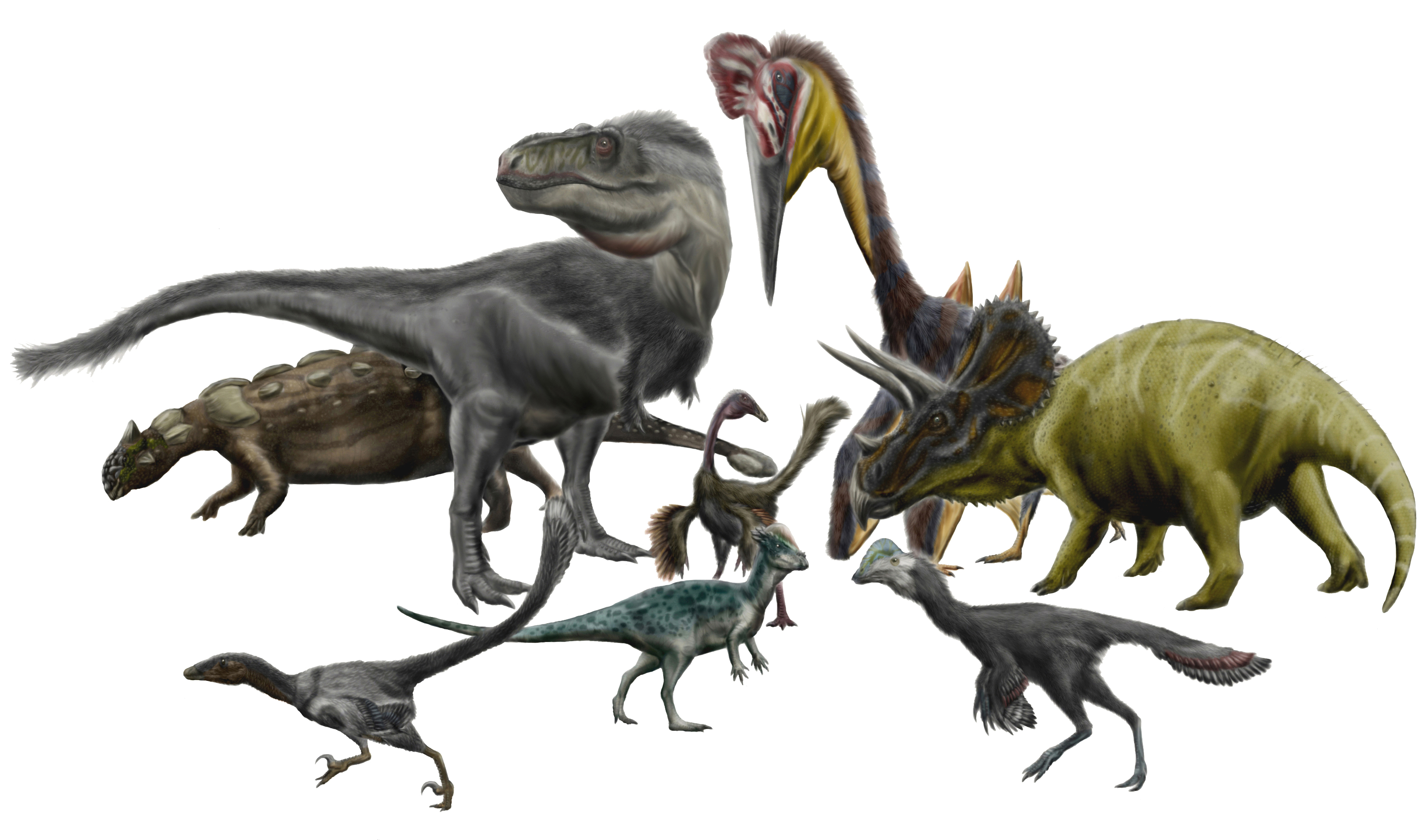
Khủng long và dực long tại Hell Creek

Một thành hệ khác với hóa thạch tyrannosaur là Lance ở Wyoming. Thành hệ này được cho là một môi trường bayou tương tự như vùng duyên hải vịnh ngày nay. Hệ động vật ở đây rất giống với Hell Creek, nhưng chi Struthiomimus thay thế chi chị em Ornithomimus. Chi khủng long mặt sừng Leptoceratops nhỏ cũng sống trong khu vực này.
Ở phía nam Tyrannosaurus sống cùng với loài Titanosauria Alamosaurus; khủng long mặt sừng Torosaurus, Bravoceratops, Ojoceratops; khủng long mỏ vịt gồm một loài trong chi Edmontosaurus, Kritosaurus và có thể Gryposaurus; giáp long xương kết Glyptodontopelta; điểu long trộm trứng Ojoraptosaurus; một số loài chân thú khả thi như Troodon và Richardoestesia cùng thằn lằn bay Quetzalcoatlus. Địa hình đồng bằng nội địa bán khô cằn được cho là đặc trưng của vùng này khi đường biển Western Interior rút dần do mực nước biển toàn cầu thoái lui.
Tyrannosaurus cũng có thể đã sống ở thành hệ Lomas Coloradas tại Sonora, Mexico. Mặc dù thiếu bằng chứng cốt học, sáu chiếc răng rụng và bị gãy từ tầng hóa thạch này đã được so sánh kỹ với các chi khủng long chân thú khác và dường như giống hệt với Tyrannosaurus. Nếu đúng, bằng chứng cho thấy phạm vi sinh sống của Tyrannosaurus có thể rộng hơn nhiều so với những suy nghĩ trước đây. Có khả năng tyrannosaur bắt nguồn từ châu Á, sau này chúng di cư sang Bắc Mỹ vào cuối kỷ Phấn Trắng.

## Trong văn hóa đại chúng
Kể từ khi được mô tả lần đầu vào năm 1905, Tyrannosaurus rex đã trở thành loài khủng long được biết đến rộng rãi nhất trong văn hóa đại chúng. Nó là loài khủng long duy nhất thường được biết đến bằng tên khoa học đầy đủ Tyrannosaurus rex, và chữ viết tắt của nó "T. rex" cũng được sử dụng rộng rãi. Robert T. Bakker lý giải việc này trong quyển The Dinosaur Heresies "Nghe đến tên Tyrannosaurus rex, miệng lưỡi không thể nào cưỡng lại được phát ra."

### Triển lãm
- Bảo tàng Lịch sử Tự nhiên Hoa Kỳ